# Washington D. C.
Washington D. C. (pronunciación en inglés: /ˈwɑʃɪŋtʲən̩ ˈdʲiˌsi/), oficialmente denominada Distrito de Columbia (en inglés: District of Columbia), es la capital federal de Estados Unidos. Se administra como distrito federal, una entidad diferente a los cincuenta estados que componen dicha nación, que depende directamente del Gobierno federal. El Distrito de Columbia fue fundado el 16 de julio de 1790, y en 1791 se oficializó, dentro del distrito, una nueva ciudad denominada Washington, al este de la ya existente Georgetown. En 1871 se unificaron los gobiernos de estas dos ciudades y del resto de poblaciones del distrito en una sola entidad, D. C.
Se localiza a orillas del río Potomac y está rodeada por los estados de Virginia al oeste, y de Maryland al norte, este y sur.
La ciudad de Washington nació como una ciudad planificada, y fue desarrollada a finales del siglo XVIII para servir como la capital nacional permanente, después de que diversas localidades ostentaran dicha posición desde la independencia del país, en 1776; en tanto, el distrito federal fue formado para marcar la diferencia entre la capital nacional y los estados. 
La ciudad fue nombrada en honor a George Washington, el primer presidente de los Estados Unidos. El nombre del distrito, Columbia, es el nombre poético de Estados Unidos, en referencia a Cristóbal Colón (en inglés, Christopher Columbus), primer explorador en llegar a América. La ciudad es llamada comúnmente Washington o simplemente D. C. (Distrito de Columbia). En el siglo XIX también se la conoció como Ciudad Federal o Ciudad de Washington.
Los centros de las tres ramas del Gobierno de los Estados Unidos se ubican en el Distrito. También situadas en la ciudad están las sedes del Banco Mundial, el FMI, la OEA, el BID, y otras instituciones nacionales e internacionales, incluyendo asociaciones profesionales y sindicatos. Debido a su importancia a nivel político, Washington es un lugar de frecuentes manifestaciones y protestas, particularmente en el National Mall. 
Además es un destino popular entre los turistas, debido a los numerosos monumentos y lugares de interés nacional. La ciudad es un centro de la historia y cultura estadounidense, y en ella se encuentra el complejo de museos más grande del mundo (el Instituto Smithsoniano), además de galerías de arte, universidades, catedrales, centros e instituciones de arte dramático, y escenarios de música nativa.
El Distrito de Columbia y la ciudad de Washington son gobernados por un solo gobierno municipal. Para cuestiones prácticas son considerados como la misma entidad. Este no siempre ha sido el caso: hasta 1871 —cuando Georgetown dejó de ser una ciudad separada— había múltiples jurisdicciones dentro del Distrito. A pesar de que hay un gobierno municipal —alcalde y concejo—, el Congreso tiene la autoridad suprema sobre la ciudad y el distrito, lo que resulta en que los ciudadanos tengan menos autogobierno que los residentes de los estados. El Distrito tiene un delegado en el Congreso, que participa en los debates pero no tiene derecho a voto.
La población del Distrito de Columbia es de 646 449 habitantes en 2013 según estimaciones de la Oficina del Censo de los Estados Unidos. El área metropolitana de Washington D. C. es la octava más grande de Estados Unidos, con más de cinco millones de residentes, y el área metropolitana que forma junto a la cercana Baltimore tiene una población que excede los ocho millones. Si Washington D. C. fuera un estado, estaría último en cuanto a superficie (por detrás de Rhode Island), en penúltimo lugar en cuanto a población (por delante de Wyoming), en el lugar n.º 35 en cuanto a producto interno bruto y primero en densidad de población.
Aunque el Distrito de Columbia no tiene un miembro votante del Congreso, los residentes todavía están obligados a pagar impuestos al gobierno federal. Esto es diferente de los territorios de Estados Unidos, como Puerto Rico, cuyos ciudadanos en general no pagan impuestos sobre la renta individual. Los residentes protestan por la falta de derechos de voto, sobre todo porque la falta de representación en el Parlamento británico fue una de las principales razones para la independencia del país del Reino Unido. La ciudad adoptó una frase de la Guerra de la Independencia, «No hay tributación sin representación», para protestar por la falta de derechos de voto. El eslogan también aparece en las placas de automóvil expedidas por la ciudad.

## Historia
El Distrito de Columbia, fundado el 16 de julio de 1790, es un distrito federal, como especifica la Constitución de los Estados Unidos. El Congreso estadounidense tiene la máxima autoridad sobre el Distrito de Columbia, aunque este haya delegado la autoridad, de manera considerable, al gobierno municipal. La zona en la que se sitúa el Distrito original salió del estado de Maryland, y la Mancomunidad de Virginia. Sin embargo, el área al sur del río Potomac (aproximadamente 100 km²) fue devuelta a Virginia en 1847 y ahora forma parte del Condado de Arlington y la ciudad de Alexandria. El resto de la superficie que conforma el área, ahora conocida como Distrito de Columbia, pertenecía a Maryland.

### Planificación
Thomas Jefferson recibió a James Madison y a Alexander Hamilton para celebrar una cena en la que acordaron que la capital del nuevo país debía estar en uno de los llamados «estados sureños», en lo que se conocería como Compromiso de 1790. Esta decisión fue tomada a causa de las deudas de la Guerra de la Independencia (los estados del sur en gran parte habían pagado sus deudas de guerra; la colectivización de la deuda era una ventaja para los estados del norte, por lo que la capital se llevó al sur). 
La distribución de la ciudad fue llevada a cabo en su mayor parte por el arquitecto francés Pierre Charles L'Enfant, un ingeniero y urbanista que en un primer momento llegó a las colonias americanas británicas como ingeniero militar del marqués de La Fayette. L'Enfant preparó un plan básico para Washington D. C. en 1791; edificando la ciudad en el estilo Neoclásico, el estilo dominante en muchas de las ciudades que se planificaron en la época en Europa y en Estados Unidos. 
El plan incorporaba amplias avenidas, en las cuales las calles principales desembocaban en grandes rotondas, proporcionando vistas de importantes monumentos. Mientras que en las demás colonias las grandes avenidas recibían el nombre de la colonia, en esta nueva ciudad, las avenidas recibieron los nombres de los estados más prominentes de la época. La Avenida de Massachusetts era la más septentrional de las tres principales arterias Este‑Oeste, la avenida de Virginia la más meridional, y la avenida de Pensilvania obtuvo el honor de ser la avenida que uniría la Casa Blanca y el futuro Capitolio programado.

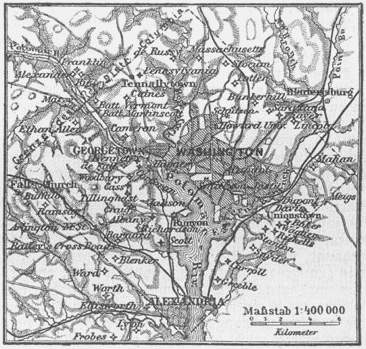
Mapa alemán de Washington D. C. (1888)

El emplazamiento sobre el río Potomac fue escogido por el presidente George Washington en una gran vía fluvial navegable que llegaría hasta Ohio y el interior estadounidense. La ciudad fue llamada oficialmente Washington el 9 de septiembre de 1789. Por motivos de modestia, George Washington nunca se refirió a ella como tal, prefiriendo llamarla «Ciudad Federal». A pesar de escoger el sitio y vivir cerca (en Mount Vernon), él raras veces visitaba la ciudad. El distrito federal fue llamado Distrito de Columbia porque Columbia era un nombre poético muy usado en los Estados Unidos de la época, que se encontraban cerca del 300.º aniversario del primer viaje de Cristóbal Colón a América en 1492.
Al principio, el Distrito de Columbia incluía cuatro secciones distintas, de las cuales la ciudad de Washington sólo era una. Las demás eran el condado de Alexandria, Georgetown y el condado de Washington. Georgetown ocupaba el territorio que delimitan sus actuales fronteras. El condado de Alexandria incluía partes de la actual ciudad de Alexandria, además del actual Condado de Arlington (en Virginia). Washington ocupaba la mayor parte de su área actual, pero finalizaba en el actual Parque de Rock Creek. El resto del distrito formaba parte del condado de Washington D. C.
En 1791 y 1792, Andrew Ellicott y Benjamin Banneker inspeccionaron la frontera del Distrito, tanto con Maryland como con Virginia, colocando pilones divisorios en cada punto de milla; muchos de los cuales todavía están de pie.
La primera piedra de la Casa Blanca, el primer edificio construido de la nueva capital, fue puesta el 13 de octubre de 1792, que fue el día siguiente a las primeras celebraciones del Día de la Raza en Estados Unidos.

### SigloXIX

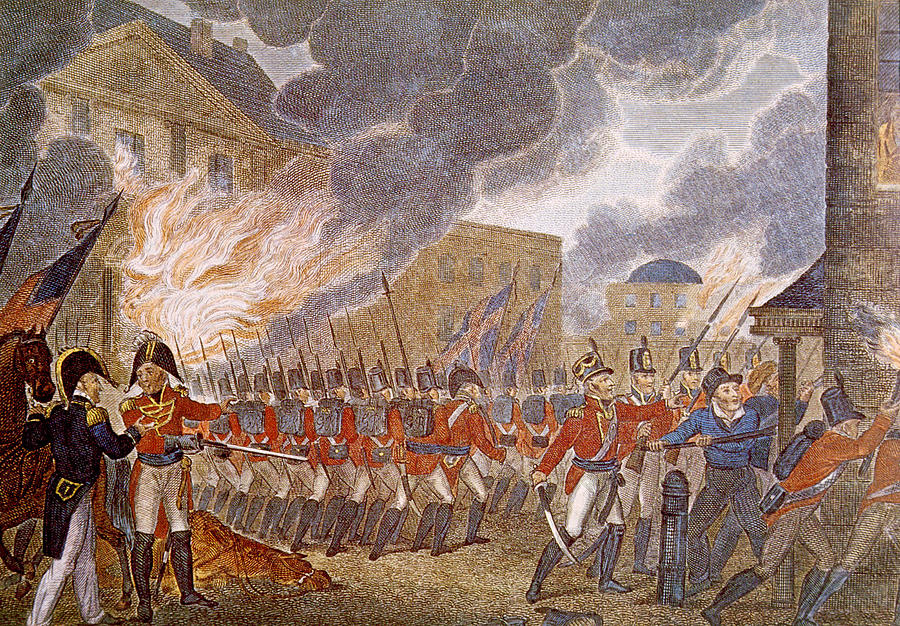
Representación de la Quema de Washington en 1814

El 24 de agosto de 1814, fuerzas canadienses [cita requerida] bajo el mando británico quemaron la ciudad durante la incursión de la guerra anglo-estadounidense de 1812 en represalia al saqueo e incendio de York[cita requerida] (el Toronto de nuestros días) durante los meses de invierno, que había dejado a muchos canadienses sin hogar.[cita requerida] El presidente James Madison y otras fuerzas estadounidenses pudieron escapar antes de que las fuerzas británicas llegaran y quemaran los edificios públicos, incluyendo el Capitolio, el edificio del Tesoro y la Casa Blanca. Marineros estadounidenses también quemaron la Washington Navy Yard, para impedir que los barcos y tiendas cayeran en manos británicas. La casa del comandante de la Infantería de la Marina, emplazada en los cuarteles marítimos, fue uno de los pocos edificios gubernamentales que no ardió y es ahora el edificio público en uso más antiguo de la ciudad de Washington. También se salvó de arder entre las llamas la Oficina de Patentes porque el superintendente de patentes suplicó a los soldados británicos diciéndoles que si la destruían sería en contra del conocimiento humano.
Durante la década de 1830, el Distrito de Columbia era la sede de uno de los mayores mercados de esclavos de los Estados Unidos.
En 1846, la población del Condado de Alexandria, que se resintió económicamente por la pérdida del puerto de Georgetown, temió un impacto mayor si la esclavitud fuera proscrita en la capital, por lo que se realizó un plebiscito para que Alexandría fuera devuelta a la Mancomunidad de Virginia. El Congreso estuvo de acuerdo y finalmente Alexandria pasó a manos de Virginia el 9 de julio de aquel año. La venta de esclavos, aunque no la esclavitud, fue proscrita en la capital como parte del Compromiso de 1850.

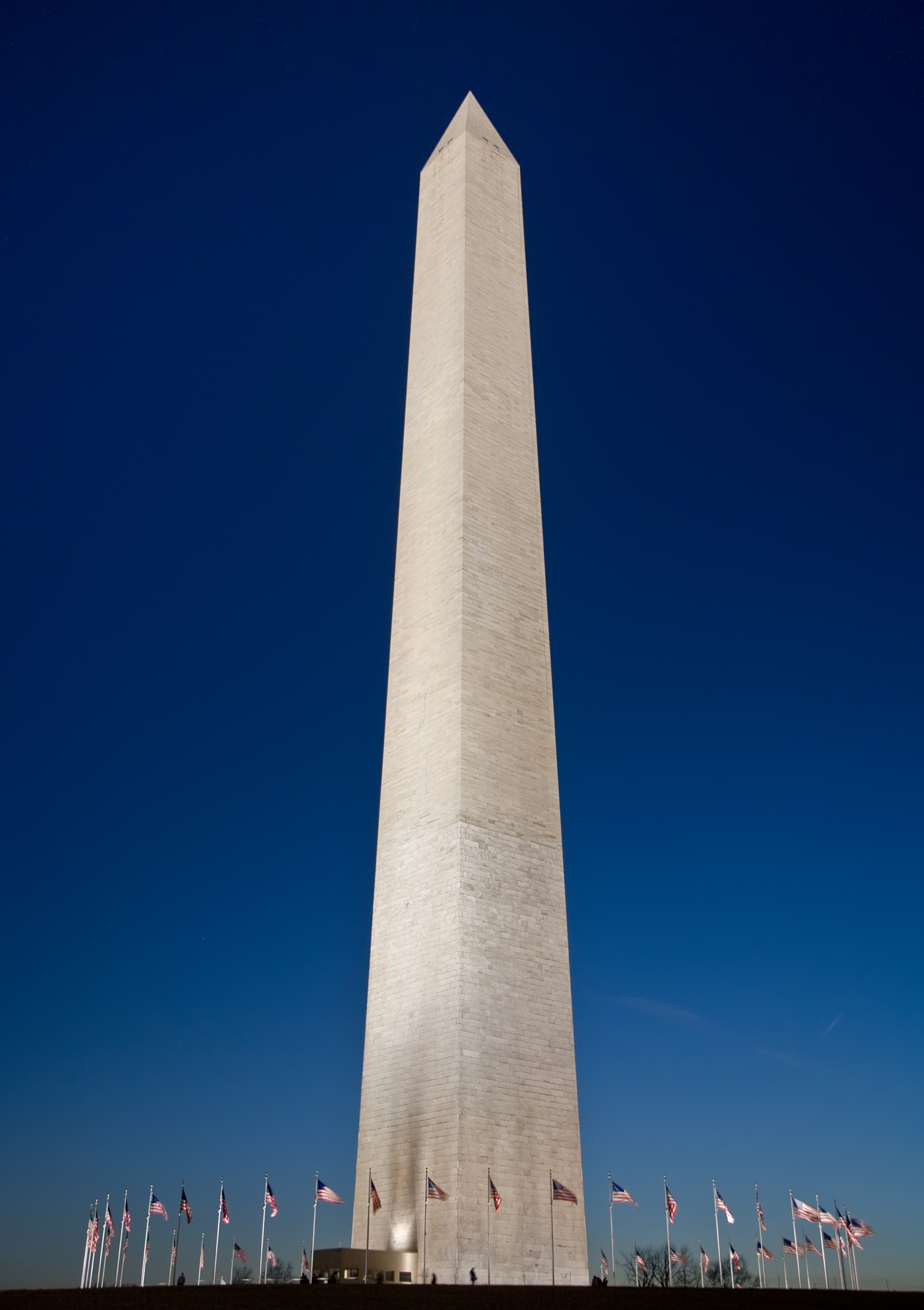
Monumento a Washington

En 1860 Washington era una ciudad pequeña, el censo de aquel año le otorgaba una población de poco más de 75 000 personas, pero esto cambió cuando se inició la guerra civil estadounidense en 1861. La extensión significativa del gobierno federal para administrar la guerra y sus herencias como las pensiones de los veteranos condujo al notable crecimiento de la población de la ciudad. Hacia 1870, la población de Distrito de Columbia había crecido hasta casi las 132 000 personas.
En julio de 1864, fuerzas Confederadas, bajo el mando del general Jubal Anderson Early, realizaron una breve incursión en Washington, que culminó con la Batalla de la Fortaleza Stevens. Los confederados fueron frenados, y Early retrocedió al Valle de Shenandoah. El fuerte está localizado cerca del actual Centro Médico de la Armada de Walter Reed, en el noroeste de Washington. Esta fue la única batalla donde un presidente estadounidense (Abraham Lincoln), estuvo presente y bajo el fuego enemigo.
A principios de los años 1870, concedieron a Washington un gobierno territorial, pero la reputación del gobernador, Alexander Robey Shepherd, hizo que el Congreso se hiciera cargo de la gobernación del Distrito de Columbia. El Congreso dirigiría el Distrito durante el próximo siglo.
El Monumento a Washington fue inaugurado en 1888. Hubo diversos proyectos para desarrollar el aspecto monumental de la ciudad, que contaron con arquitectos como Frederick Law Olmsted y Daniel Burnham. Sin embargo, la construcción del Monumento a Lincoln, el Monumento a Jefferson y la construcción del Potomac Park no comenzó hasta principios del siglo XX.

### SigloXX

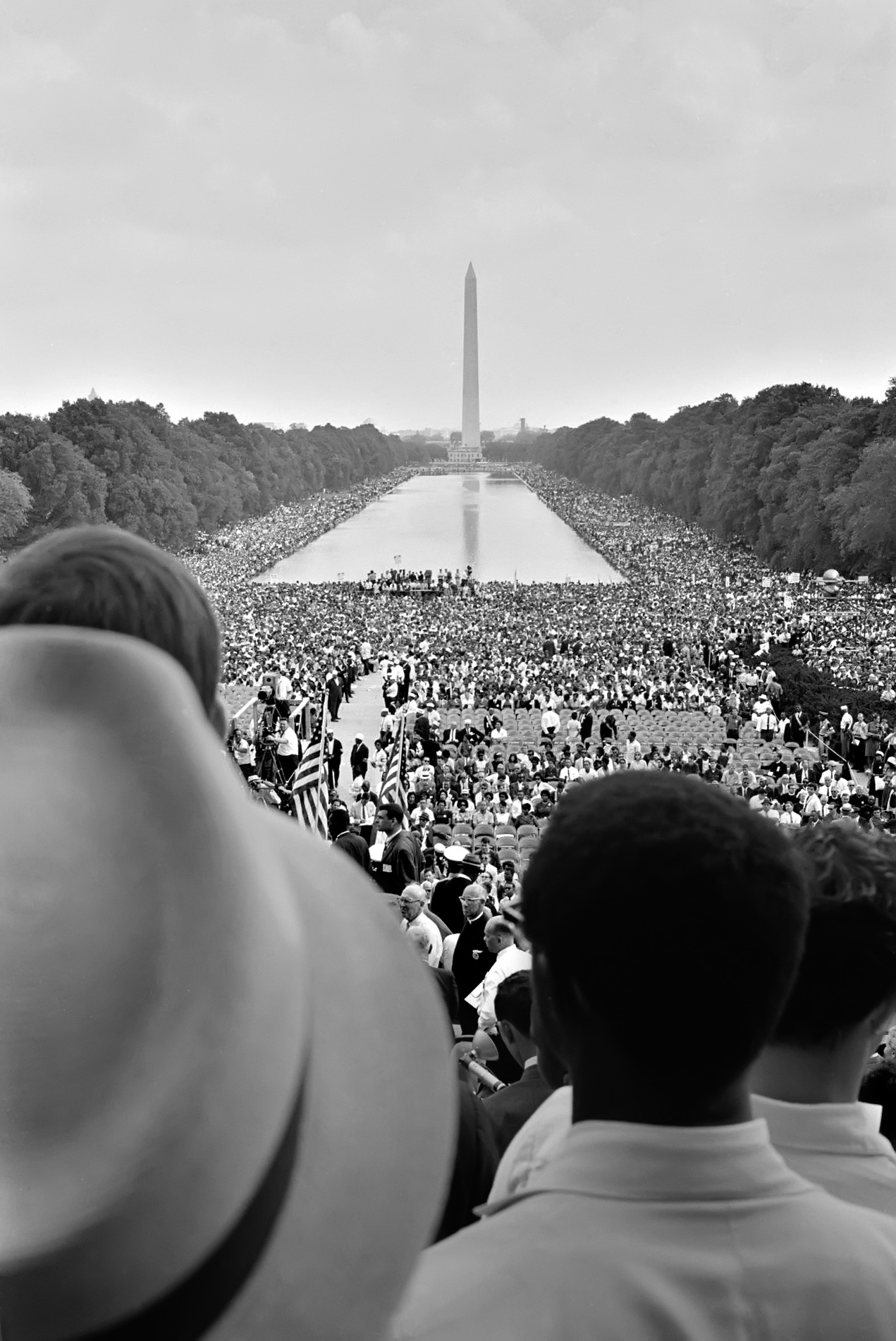
La multitud abarrota los alrededores de la Reflecting Pool en una marcha en favor de los derechos y libertades en 1963

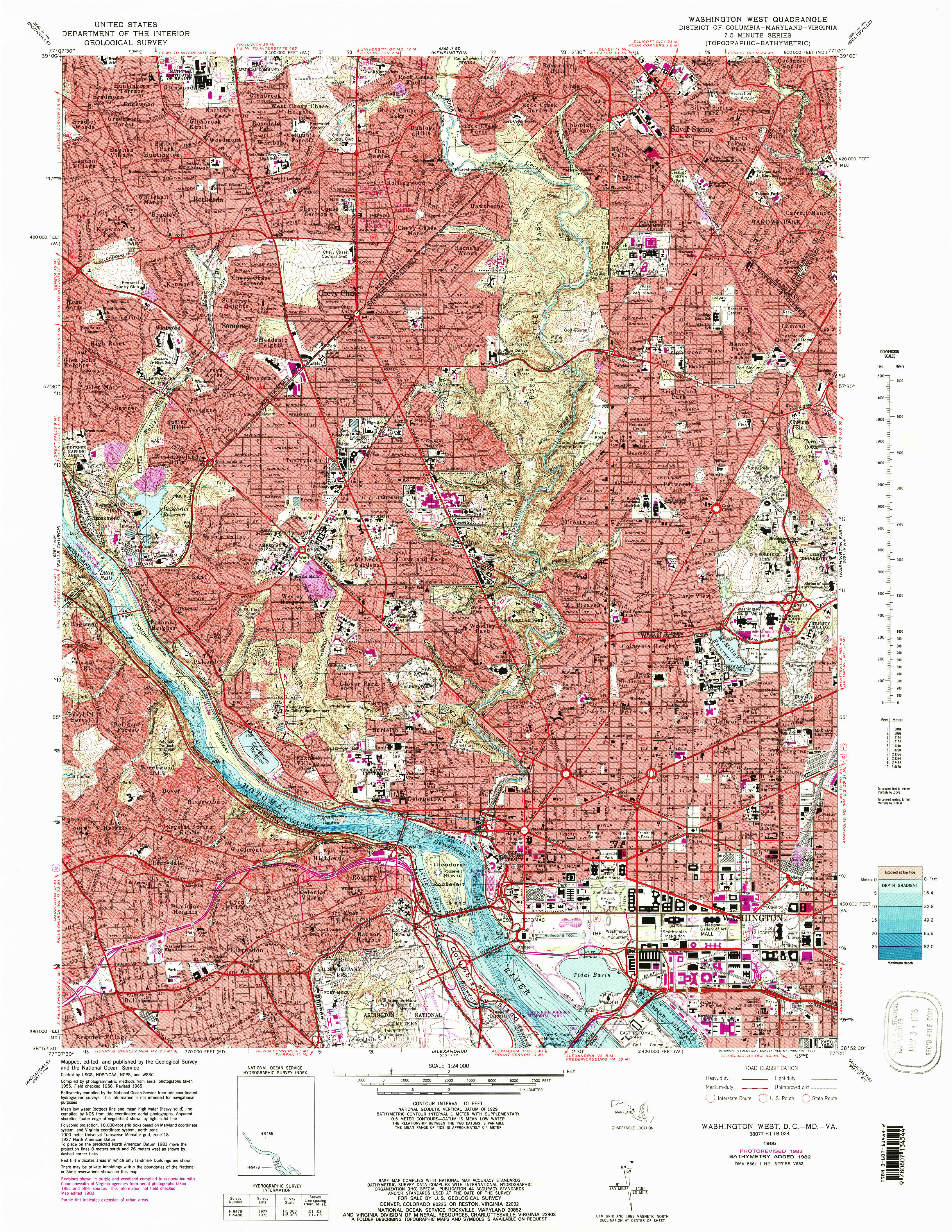
Mapa de la zona oeste de Washington D. C. en 1965

Muchas agencias creadas para aliviar la situación de la Gran Depresión mediante el New Deal de Franklin Roosevelt llevaron a la ciudad a un notable aumento de su población, que continuó durante la Segunda Guerra Mundial. La población del Distrito alcanzó su punto máximo en 1950, cuando el censo de aquel año registró una población total de 802 178 personas. Por aquel entonces, la ciudad era la novena más poblada del país, justo por delante de Boston y acercándose a San Luis. En las décadas siguientes, la población disminuyó, reflejando la emigración suburbana de muchos de los más viejos centros urbanos de Estados Unidos después de la Segunda Guerra Mundial.
La Vigésimatercera Enmienda a la Constitución de los Estados Unidos fue ratificada el 29 de marzo de 1961, permitiendo a los residentes de Washington D. C. votar en las elecciones presidenciales y que sus votos sean tomados en cuenta, ya que Washington D. C. tiene un electorado menor que el estado menos poblado.
Después del asesinato del activista de los derechos civiles Martin Luther King en Memphis, el 4 de abril de 1968, hubo disturbios en algunas zonas de la ciudad. Hubo una gran violencia que duró cuatro días, en la que algunos edificios fueron quemados. Cuando los alborotadores llegaron a estar a dos manzanas de la Casa Blanca, el presidente Lyndon Johnson ordenó a más de trece mil soldados federales ocupar la ciudad, la ocupación más grande de una ciudad estadounidense desde la Guerra Civil. Tras esto, la ciudad tardó dos años en volver a la normalidad.
Uno de los acontecimientos más importantes de aquella época en la ciudad fue la llegada del metro. Los primeros 7.4 km del Metro de Washington se inauguraron el 27 de marzo de 1976. Hoy este sistema de metro une Washington y sus suburbios con una red de 86 estaciones y 171.1 km de vías.
En 1973, el Congreso promulgó la Autonomía del Distrito de Columbia y el Acto de Reorganización Gubernamental, asegurando la elección de un alcalde para el ayuntamiento del Distrito. Por consiguiente, Walter Washington fue el primer alcalde electo del Distrito, en 1975. Marion Barry llegó al puesto de alcalde en 1979 y se mantuvo en el cargo durante tres mandatos seguidos; sin embargo, después de su detención por posesión de droga en una operación del FBI el 18 de enero de 1990, y ser sentenciado a seis meses de cárcel, ya no buscó la reelección. Su sucesor, Sharon Pratt Kelly, se convirtió en la primera mujer afroamericana en dirigir una ciudad del tamaño y la importancia de Washington D. C. Sin embargo, Barry se presentó a la reelección en 1994, y la derrotó volviendo a ser de nuevo alcalde de la ciudad. Durante su cuarto mandato, la ciudad llegó a ser casi insolvente y se vio obligado a dejar el control financiero de la ciudad a cargo del Congreso. En 1998, Anthony A. Williams fue elegido alcalde de la ciudad y la condujo hacia una recuperación fiscal.
Durante los años setenta, muchos llamaban al distrito la «Ciudad de Chocolate», en honor de la cultura afroamericana de la ciudad. Popularizado por dos disc jockeys locales, el apodo hace también referencia al álbum Chocolate City (Ciudad de chocolate, 1975) de Parliament-Funkadelic. Aunque el apodo no caló entre la sociedad, siempre será un recordatorio conmovedor de las contribuciones a la ciudad de iconos tales como Duke Ellington, Chuck Brown, y otros famosos afroamericanos.

### SigloXXI

Imágenes del impacto del avión en el Pentágono

El 11 de septiembre de 2001, el vuelo 77 de American Airlines, un Boeing 757, fue secuestrado y se estrelló deliberadamente en el Pentágono a las 9:37AM, al otro lado del río de Potomac, en el Condado de Arlington, causando un derrumbamiento parcial de un lado del edificio. En un interrogatorio, el militante de Al-Qaeda Abu Zubaydah comunicó a funcionarios estadounidenses que el objetivo previsto del vuelo secuestrado 93 de United Airlines era la Casa Blanca,
mientras que Khalid Sheikh Mohammed y Ramzi Binalshibh dijeron que el blanco previsto era el Capitolio de los Estados Unidos.
También existen una serie de teorías conspirativas acerca del origen y desarrollo de los atentados. (Conspiraciones del 11-S).
El 29 de septiembre de 2004, las Grandes Ligas de Béisbol trasladaron a Washington el equipo Montreal Expos para la temporada de 2005, a pesar de la oposición de Peter Angelos (dueño de los Baltimore Orioles). El equipo fue renombrado como los Washington Nationals. Una disputa entre el consejo de ciudad y la MLB amenazó con echar por tierra el acuerdo hasta que el 21 de diciembre de 2004 se anunció el proyecto de la construcción de un nuevo campo de béisbol en el sureste del Distrito de Columbia, el Nationals Park. Los Washington Nationals jugaron en el Robert F. Kennedy Memorial Stadium hasta que el Nationals Park fue inaugurado a orillas del río Anacostia en 2008.
Además, la ciudad ha experimentado un enorme crecimiento en el área de la avenida Massachusetts, en la zona marítima del sudoeste, en la calle H y en el cruce de la calle 7 con calle U. Toda esta área ha sufrido una enorme y gran gentrificación.

## Geografía

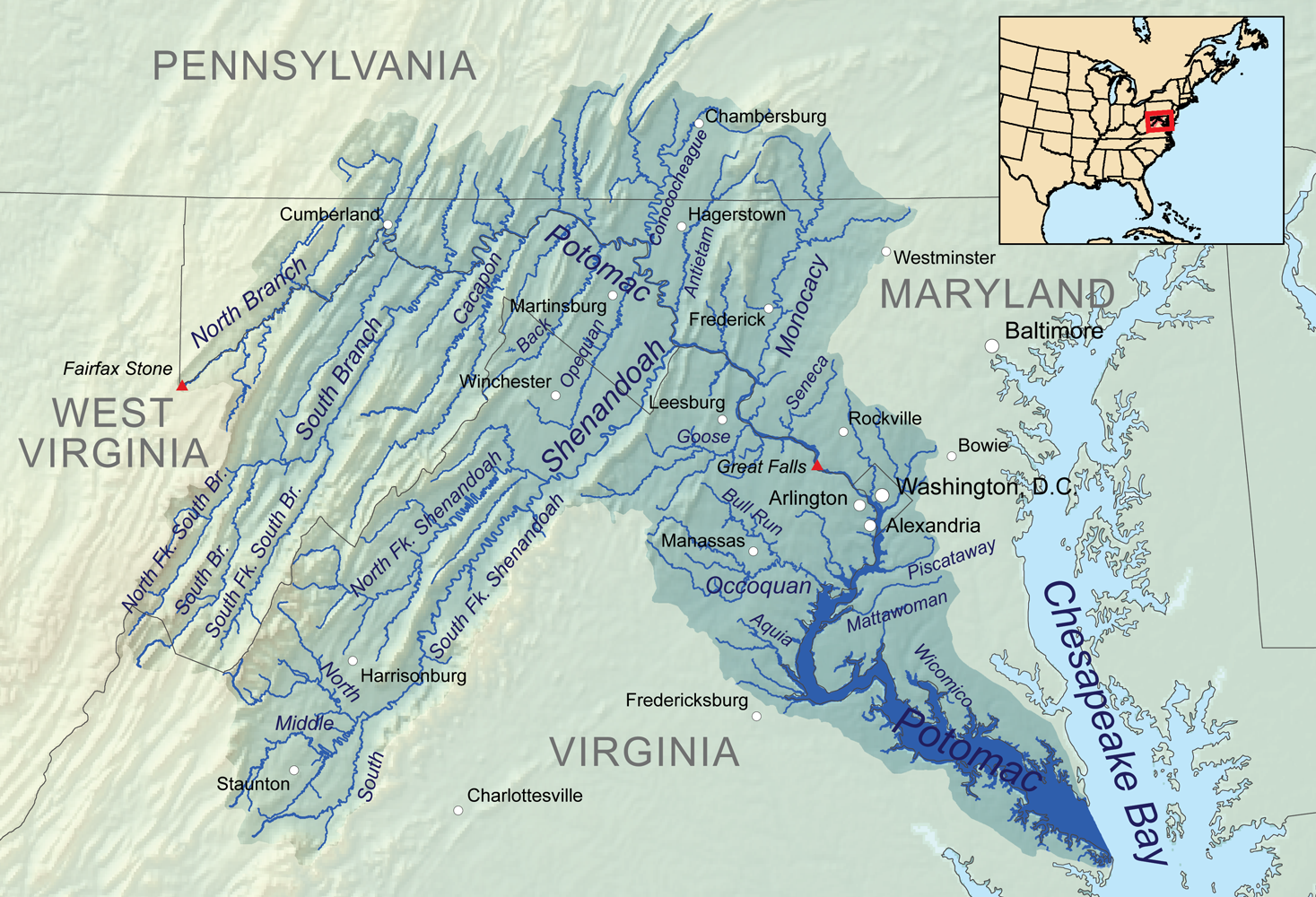
Washington D. C. se encuentra a la orilla izquierda del río Potomac, que la separa de Virginia

### Topografía

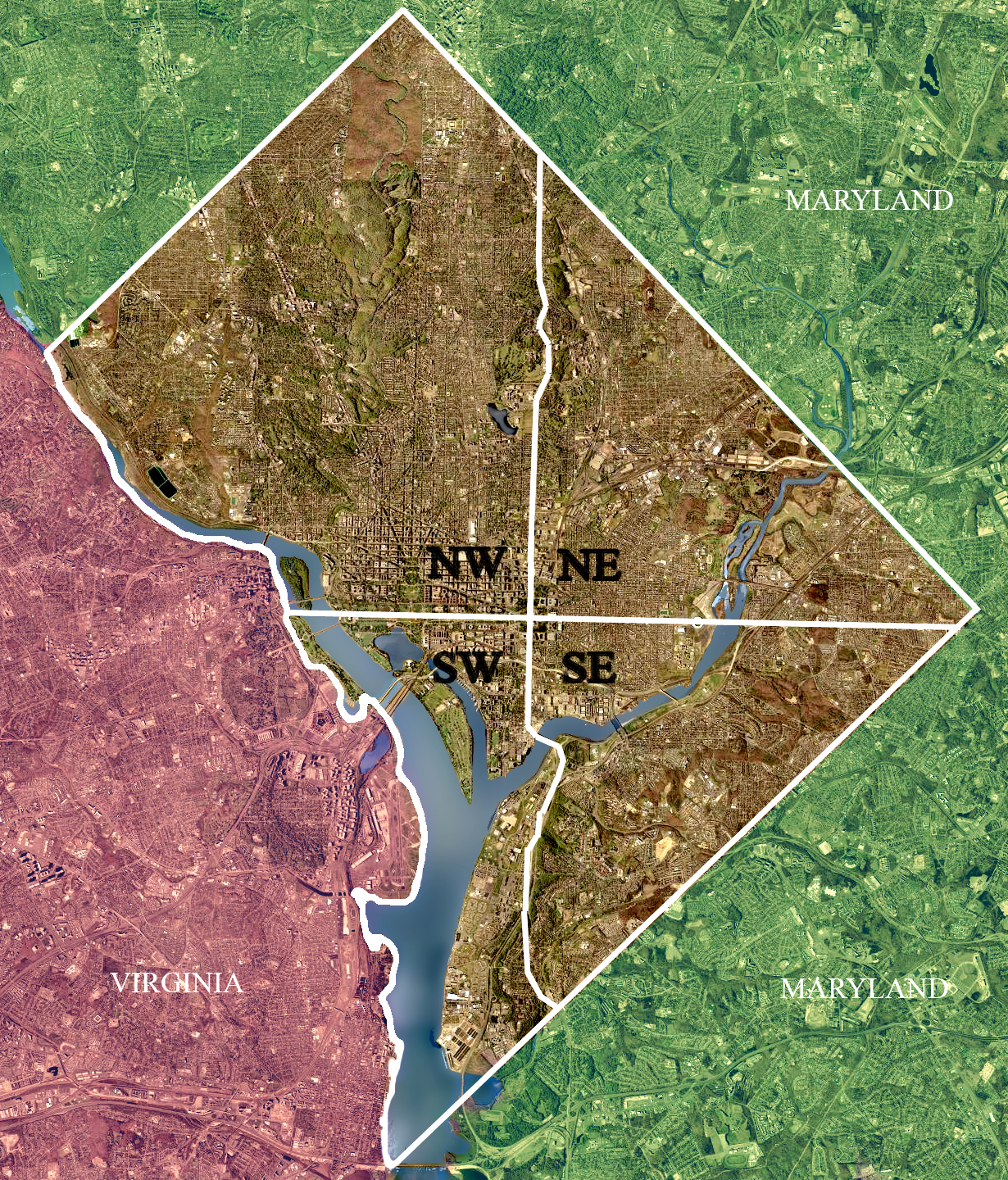
Washington D. C. se divide en cuatro cuadrantes: Noroeste, Noreste, Sudeste y Sudoeste. Los ejes que dividen a los cuadrantes se cruzan justo en el Capitolio

Washington D. C. se localiza en 38°53′42″N 77°02′11″O / 38.89500, -77.03639 (las coordenadas de la Milla cero -Zero Milestone-, en la Elipse). De acuerdo con el Departamento Censal de Estados Unidos, la ciudad tiene un área de 177 km². De este total, 159 km² es tierra y 18 km² (el 10.16%) es agua.
Washington se encuentra rodeado por los estados de Maryland (al sudeste, noreste y noroeste) y Virginia (al oeste); interrumpe la frontera entre ambos estados, la cual sigue el cauce del río Potomac. Este río al pasar por Washington está casi completamente dentro de la frontera del Distrito de Columbia debido a los derechos ribereños coloniales entre Maryland y Virginia.
El Distrito tiene tres principales afluentes naturales: el río Potomac, el río Anacostia y Rock Creek. El río Anacostia y Rock Creek son afluentes del río Potomac. También hay tres embalses artificiales:
- Dalecarlia (que cruza la frontera noroccidental del Distrito con Maryland).
- McMillan (cerca de la Universidad Howard)
- Georgetown (río arriba de Georgetown).

El punto más alto en el Distrito de Columbia se encuentra en Tenleytown, a 125 m s. n. m..
El punto más bajo es al nivel del mar, el cual se presenta a lo largo de la orilla del Anacostia y toda la orilla del Potomac, excepto la parte más alta (el área de Little Falls y Chain Bridge).
El centro geográfico del Distrito de Columbia se localiza cerca de la calle 4, la calle L y la avenida Nueva York (no debajo del Domo del Capitolio, como se suele decir).
Los accidentes geográficos de Washington D. C. incluyen a la isla Theodore Roosevelt, la isla de Columbia, las islas Tres Hermanas y Hains Point.

### Clima

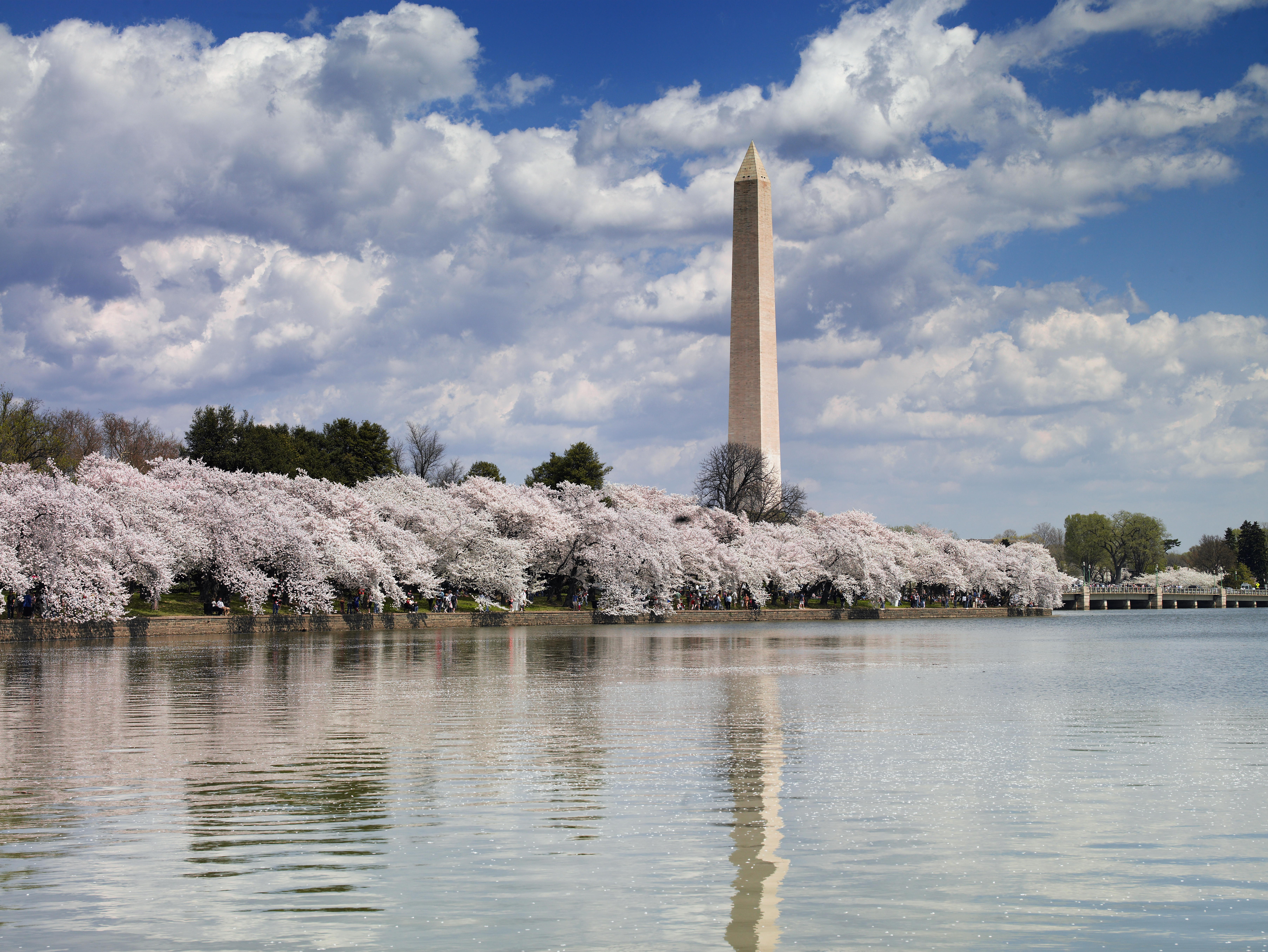
Imagen de Washington D. C. durante la primavera

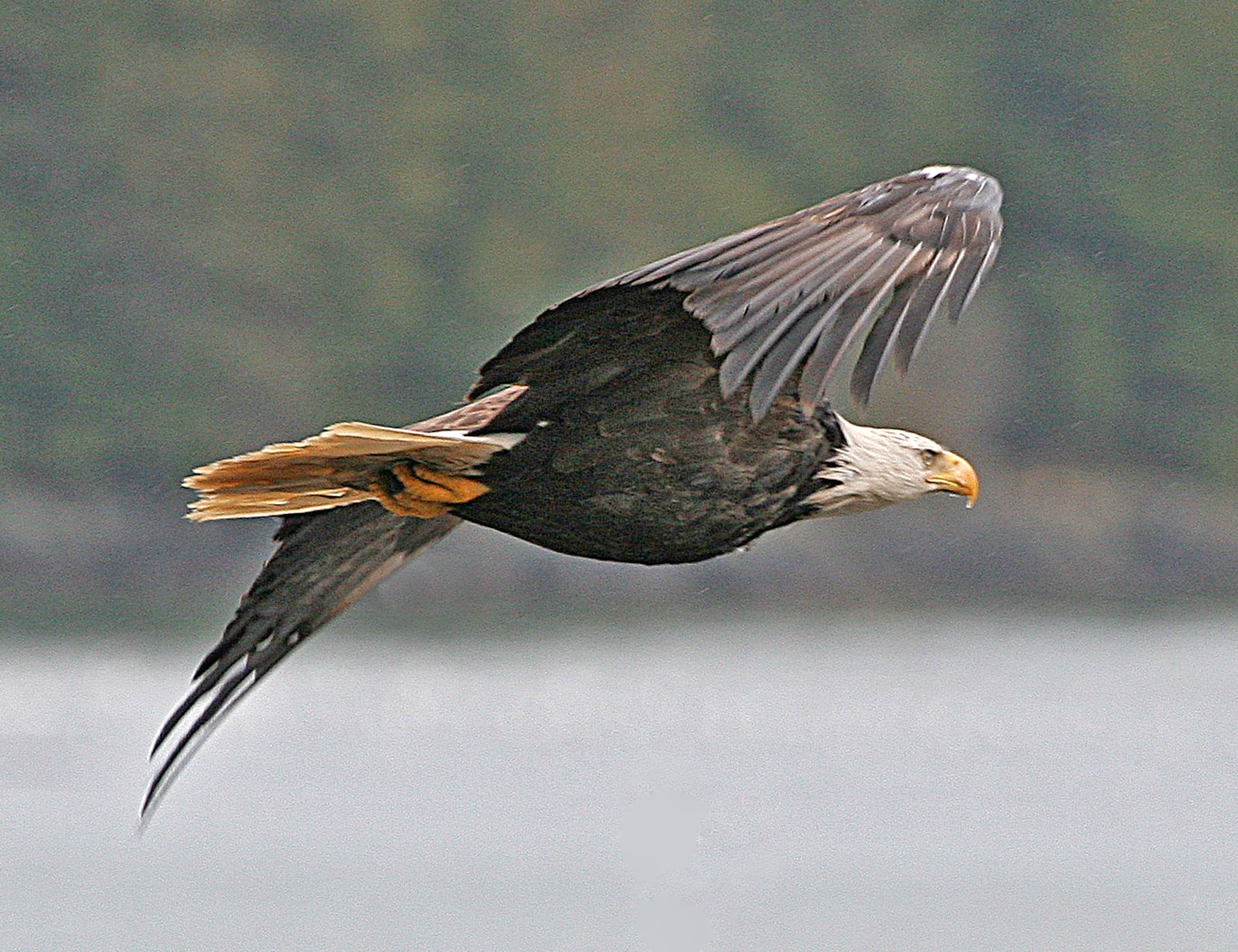
El águila de cabeza blanca es uno de los animales representativos de la zona.

El clima de Washington es un clima subtropical húmedo templado (Clasificación climática de Köppen: Cfa) con cuatro estaciones diferentes. El verano tiende a ser cálido y húmedo, con temperaturas altas a diario en julio y agosto promediando entre 30 y 33 °C (que equivaldría a entre 85 y 95 °F). La combinación de calor y humedad en el verano atrae tormentas eléctricas frecuentes, algunas de las cuales ocasionalmente producen tornados en el área. La primavera y el otoño son templados, con temperaturas altas en abril y octubre promediando 20 °C (entre 65 y 75 °F aproximadamente). El invierno presenta temperaturas frescas y nevadas ocasionales. Desde mediados de diciembre a mediados de febrero, las temperaturas promedio más altas tienden a estar alrededor de los 6 a 8 °C y las más bajas entre –5 y –2 °C.
La distancia con la bahía de Chesapeake hace a la ciudad más fría en invierno que otras ciudades más hacia el norte, como Baltimore. Mientras que los ciclones tropicales (o sus remanentes) ocasionalmente atraviesan el área al final del verano y en el comienzo del otoño, usualmente ya se han debilitado para cuando llegan a Washington, en parte gracias a la localización tierra adentro de la ciudad. No obstante, el desbordamiento del río Potomac —causado por la combinación de la marea alta, la marejada ciclónica y una serie de tormentas— es bien conocido por causar grandes daños materiales en Georgetown y Alexandria (Virginia). La primavera es generalmente la temporada más benigna del año, con humedad baja, temperaturas templadas y follaje floreciente. Este periodo generalmente dura desde fines de marzo hasta mediados de mayo. La temperatura en el área del aeropuerto Dulles y en los suburbios al oeste y sur es en promedio 3 °C más fresca que la de Washington.
La caída de nieve anual en promedio es de 381 mm y la temperatura más alta en enero en promedio es de 5 °C. En enero, la temperatura mínima promedio es de –3 °C. La máxima temperatura registrada fue de 41 °C, el 20 de julio de 1930, 7 de julio de 2012, 17 de agosto de 1997, 6 de agosto de 1918, 10 de julio de 1936. la mínima fue de –26 °C el 11 de febrero de 1899.
| Parámetros climáticos promedio de Washington D.C             | Parámetros climáticos promedio de Washington D.C | Parámetros climáticos promedio de Washington D.C | Parámetros climáticos promedio de Washington D.C | Parámetros climáticos promedio de Washington D.C | Parámetros climáticos promedio de Washington D.C | Parámetros climáticos promedio de Washington D.C | Parámetros climáticos promedio de Washington D.C | Parámetros climáticos promedio de Washington D.C | Parámetros climáticos promedio de Washington D.C | Parámetros climáticos promedio de Washington D.C | Parámetros climáticos promedio de Washington D.C | Parámetros climáticos promedio de Washington D.C | Parámetros climáticos promedio de Washington D.C |
| Mes                                                          | Ene.                                             | Feb.                                             | Mar.                                             | Abr.                                             | May.                                             | Jun.                                             | Jul.                                             | Ago.                                             | Sep.                                             | Oct.                                             | Nov.                                             | Dic.                                             | Anual                                            |
| ------------------------------------------------------------ | ------------------------------------------------ | ------------------------------------------------ | ------------------------------------------------ | ------------------------------------------------ | ------------------------------------------------ | ------------------------------------------------ | ------------------------------------------------ | ------------------------------------------------ | ------------------------------------------------ | ------------------------------------------------ | ------------------------------------------------ | ------------------------------------------------ | ------------------------------------------------ |
| Temp. máx. abs. (°C)                                         | 26                                               | 29                                               | 34                                               | 35                                               | 37                                               | 40                                               | 44                                               | 41                                               | 40                                               | 36                                               | 30                                               | 26                                               | 44                                               |
| Temp. máx. media (°C)                                        | 6.3                                              | 8.4                                              | 13.3                                             | 19.2                                             | 24.1                                             | 29.0                                             | 31.3                                             | 30.3                                             | 26.4                                             | 20.2                                             | 14.4                                             | 8.2                                              | 19.3                                             |
| Temp. media (°C)                                             | 2.2                                              | 3.9                                              | 8.2                                              | 13.8                                             | 18.9                                             | 24.0                                             | 26.6                                             | 25.6                                             | 21.7                                             | 15.3                                             | 9.8                                              | 4.3                                              | 14.5                                             |
| Temp. mín. media (°C)                                        | −1.9                                             | −0.6                                             | 3.1                                              | 8.3                                              | 13.6                                             | 19.1                                             | 21.7                                             | 20.9                                             | 16.9                                             | 10.3                                             | 5.1                                              | 0.3                                              | 9.7                                              |
| Temp. mín. abs. (°C)                                         | −26                                              | −26                                              | −16                                              | −9                                               | 1                                                | 6                                                | 11                                               | 9                                                | 2                                                | −3                                               | −12                                              | −25                                              | −26                                              |
| Precipitación total (mm)                                     | 71.1                                             | 65.5                                             | 88.4                                             | 77.7                                             | 101.3                                            | 95.8                                             | 94.5                                             | 74.2                                             | 94.5                                             | 86.4                                             | 80.5                                             | 77.5                                             | 1007.6                                           |
| Nevadas (cm)                                                 | 14.5                                             | 14.5                                             | 3.3                                              | 0                                                | 0                                                | 0                                                | 0                                                | 0                                                | 0                                                | 0                                                | 1.3                                              | 5.8                                              | 39.6                                             |
| Días de precipitaciones (≥ 0.25 mm)                          | 9.6                                              | 9.0                                              | 10.5                                             | 10.4                                             | 11.1                                             | 10.7                                             | 10.3                                             | 8.2                                              | 8.3                                              | 7.7                                              | 8.6                                              | 9.7                                              | 114.1                                            |
| Días de nevadas (≥ 0.25 cm)                                  | 3.1                                              | 2.5                                              | 0.9                                              | 0.1                                              | 0                                                | 0                                                | 0                                                | 0                                                | 0                                                | 0                                                | 0.2                                              | 1.5                                              | 8.3                                              |
| Horas de sol                                                 | 145.7                                            | 152.6                                            | 204.6                                            | 228.0                                            | 260.4                                            | 282.0                                            | 279.0                                            | 263.5                                            | 225.0                                            | 204.6                                            | 150.0                                            | 133.3                                            | 2528.7                                           |
| Fuente n.º 1: NOAA (normales 1981-2010, extremas desde 1872) |                                                  |                                                  |                                                  |                                                  |                                                  |                                                  |                                                  |                                                  |                                                  |                                                  |                                                  |                                                  |                                                  |
| Fuente n.º 2: Observatorio de Hong Kong (sol 1961-1990)      |                                                  |                                                  |                                                  |                                                  |                                                  |                                                  |                                                  |                                                  |                                                  |                                                  |                                                  |                                                  |                                                  |

### Naturaleza
Washington D. C. tiene muchas áreas naturales y sitios de observación de aves dentro de la ciudad. Los parques y áreas naturales del Distrito de Columbia incluyen el parque Anacostia, el Arboretum Nacional de Estados Unidos, el enorme parque de Rock Creek, el Parque zoológico nacional Smithsoniano, la isla Theodore Roosevelt, el canal Chesapeake y Ohio, el río Potomac y el río Anacostia.
El río Potomac, que fluye a través de Washington D. C., ha sido considerado uno de los ríos urbanos más naturales de la nación. El desfiladero Potomac es considerado una de las áreas naturales más significantes en todo el sistema de parques nacionales. El río fue considerado una desgracia nacional por el presidente Lyndon Johnson, pero actualmente alberga una vibrante piscifactoría de agua templada. Aquí se han celebrado torneos profesionales de pesca, y las águilas calvas, que se han reproducido naturalmente, han regresado a la zona.
Se ha estimado que en Washington D. C. se pueden observar unos siete mil gatos vagando en libertad, incluidos gatos domésticos y cimarrones. Son más abundantes en torno a las áreas residenciales, mientras que son difíciles de observar en los grandes espacios públicos y bosques.

## Demografía
Según el Censo del año 2000, había 572 059 habitantes, 248 338 viviendas, y 114 235 familias que se encontraban en la ciudad. La densidad demográfica era de 3597.3 hab./km². El grupo hispano más grande es el salvadoreño, con aproximadamente 18 505 de los 45 901 hispanos que residen en Washington. La población afroestadounidense del Distrito de Columbia disminuye regularmente, debido a que muchos de los afroestadounidenses de clase media se mudan a los suburbios, sobre todo a Maryland (por ejemplo, la mayoría afroestadounidense en el Condado de Prince George) y al norte de Virginia, Baltimore, Richmond y Hampton Roads.
Según el Censo del año 2000, había 572 059 habitantes, 248 338 viviendas, y 114 235 familias que se encontraban en la ciudad. La densidad demográfica era de 3597.3 hab./km². El grupo hispano más grande es el salvadoreño, con aproximadamente 18 505 de los 45 901 hispanos que residen en Washington. La población afroestadounidense del Distrito de Columbia disminuye regularmente, debido a que muchos de los afroestadounidenses de clase media se mudan a los suburbios, sobre todo a Maryland (por ejemplo, la mayoría afroestadounidense en el Condado de Prince George) y al norte de Virginia, Baltimore, Richmond y Hampton Roads.
La estimación de 2005 de la población de la ciudad era de 582 049 habitantes, por parte de la Census Bureau. Este resultado se dio a conocer después de que el ayuntamiento de la ciudad cuestionase la veracidad de los resultados originales, con una estimación de 550 521 habitantes, y la Census Bureau tras ello revisó la estimación. Tras revisar los resultados, se confirmó el primer aumento de la población de la ciudad desde 1950.
En el censo de 2010 la población era de 601 723 habitantes, de los cuales el 38.5 % eran blancos, el 50.7 % afroamericanos, el 0.3 % amerindios, el 3.5 % asiáticos, el 0.1 % isleños del Pacífico, el 4.1 % de otras razas y el 2.9 % de dos o más razas. Del total de la población, el 9.1 % eran latinos o hispanos de cualquier raza, lo que corresponde a 54 749 personas. Según la Oficina de Asuntos Latinos del gobierno de DC , la población hispana creció 37.4 % entre 1990 y 2000 y 13.7 % entre 2000 y 2008 convirtiéndose en el grupo étnico minoritario de mayor crecimiento en el Distrito de Columbia.
El estimado de población de la Oficina del Censo de los Estados Unidos para el 2013 en la ciudad de Washington es de 646 449 habitantes.

### Criminalidad y seguridad
Washington siempre ha tenido una alta tasa de criminalidad, especialmente de delitos violentos. A principios de la década de 1990, la ciudad era conocida como la «capital del asesinato». El número de asesinatos alcanzó su punto álgido en 1991 con 479, antes de descender hasta alcanzar un mínimo histórico de 88 en 2012, la cifra más baja desde 1961. Sin embargo, en 2021 y 2022 se registraron más de 200 homicidios, lo que refleja una tendencia al alza en comparación con las décadas anteriores. En 2023, Washington registró 274 homicidios.
En 2024, Washington D. C. es la cuarta ciudad con la tasa más alta de homicidios por cada 100 000 habitantes, según un estudio del Instituto Tecnológico de Rochester (RIT), situándose la capital federal por detrás de San Luis, Nueva Orleans y Detroit.

### Educación

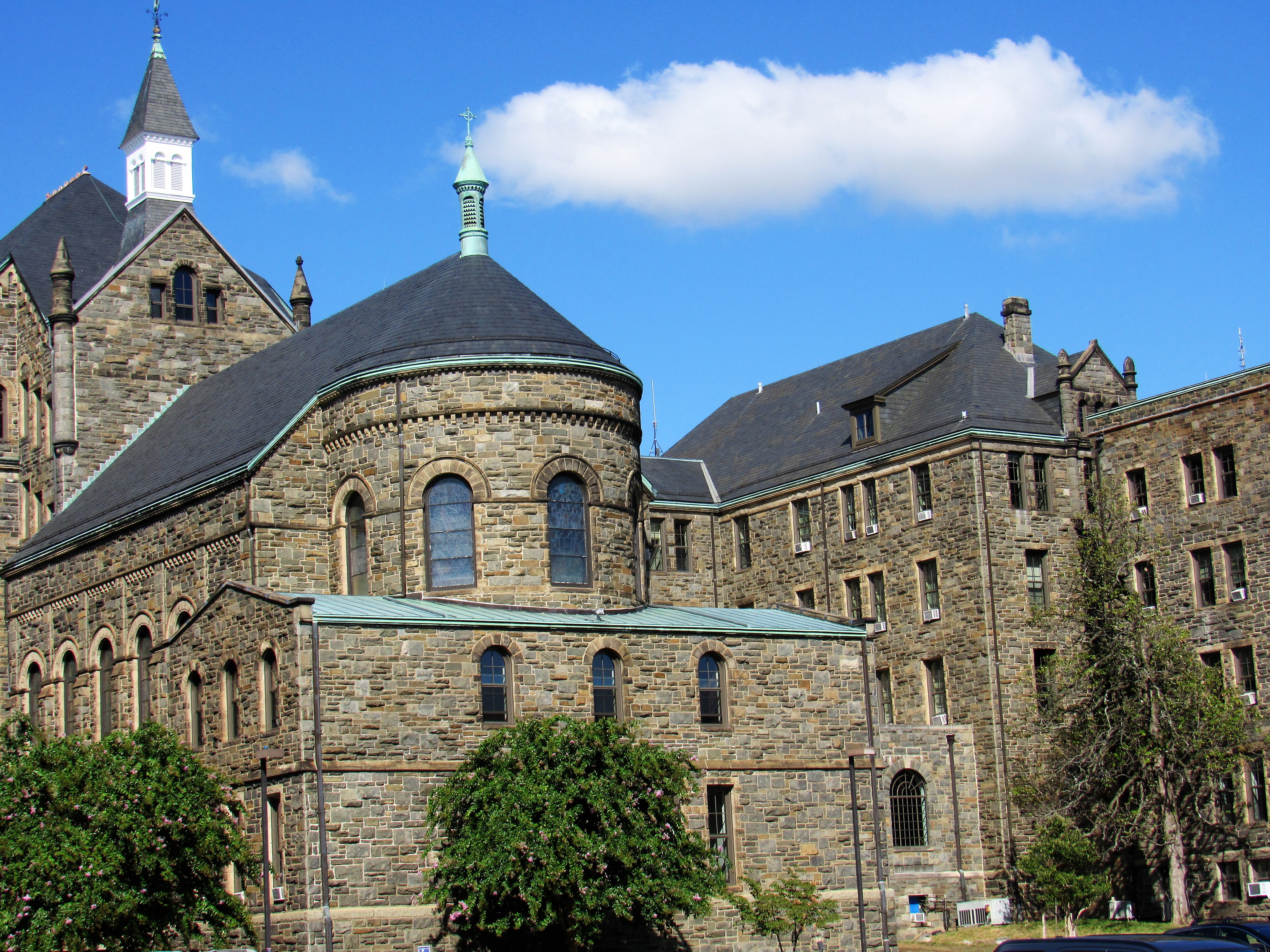
Universidad Católica de América

Escuelas Públicas del Distrito de Columbia opera escuelas públicas en Washington D. C.
Washington D. C., a pesar de su carácter de capital administrativa, tiene una gran comunidad universitaria. Algunas de las mejores universidades del país se encuentran en esta ciudad:
- La Universidad de Georgetown es la más antigua del Distrito. Fue fundada en 1789 por John Carroll.[31] Es la universidad católica más antigua del país. Además, el primer presidente de universidad de ascendencia afroamericana de Estados Unidos (Patrick Francis Healy) fue el de Georgetown.
- La Universidad George Washington, creada por el Congreso en 1821, es la institución de educación con mayor número de alumnos de Washington. Tiene su campus principal en Foggy Bottom y otro en Mount Vernon, en el barrio de Foxhall (Noroeste de Washington).
- La Universidad Católica de América, en el cuadrante noreste del Distrito, es la universidad pontificia de Estados Unidos desde 1887. Es la mayor universidad de D. C. por superficie.

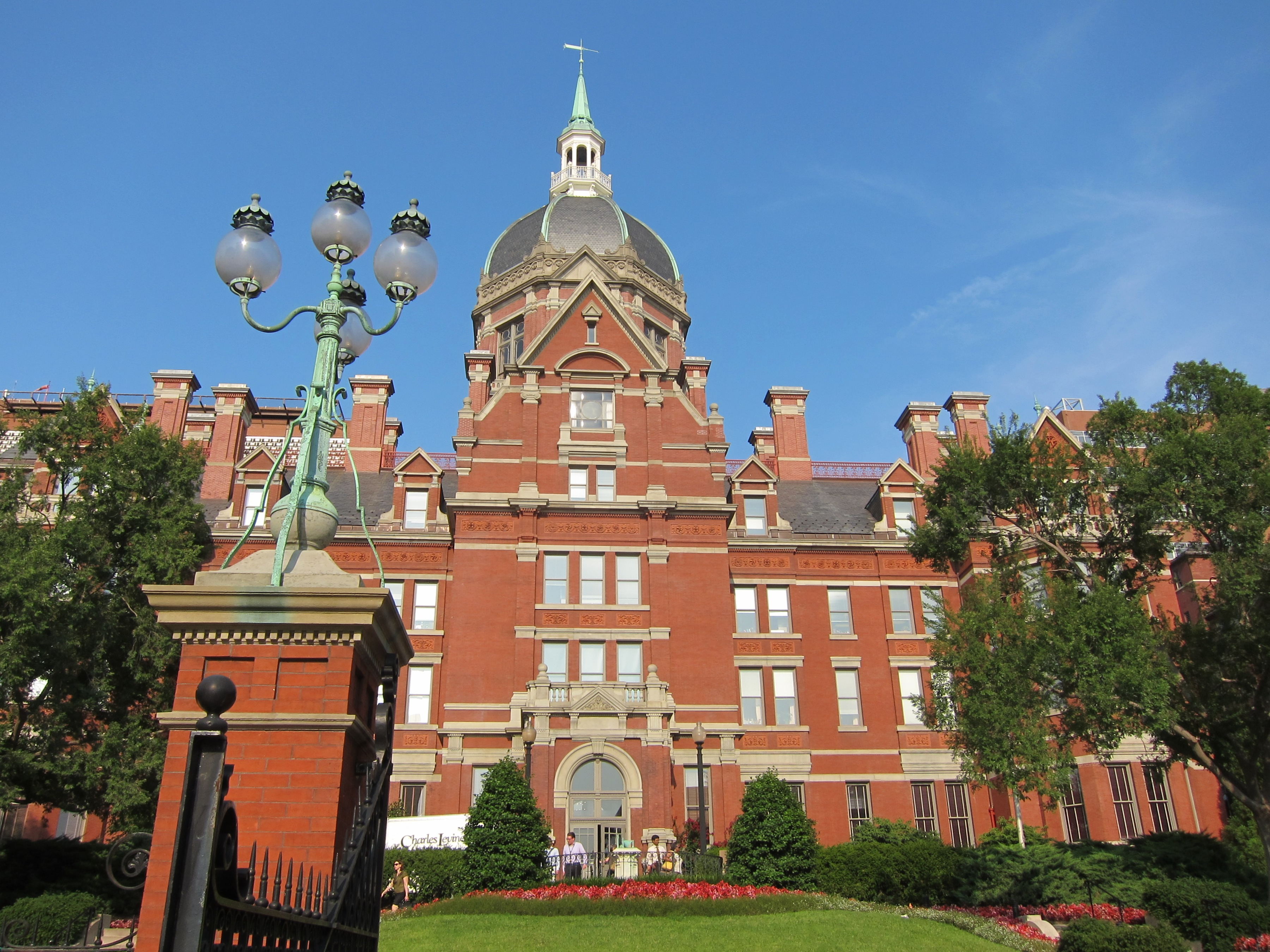
Universidad Johns Hopkins

- Universidad Johns HopkinsLa Universidad Howard, en el cuadrante noroeste del Distrito, es una de las más reconocidas universidades históricamente para alumnos afroamericanos. La universidad se fundó en 1867 con estatutos creados por el Congreso y aprobados por el presidente Andrew Johnson. La escuela se nombró en honor al general Oliver Howard quien fue comisario de la Agencia de Hombres Libres (Freedmen's Bureau) y quien se nombró como el tercer presidente de la universidad.
- La Universidad Trinity Washington, una institución femenina católica, se encuentra cerca de la Universidad Católica de América.
- La Universidad Americana, una institución privada creada por el Congreso en 1893, está situada en un terreno de 34 hectáreas en la zona alta del Noroeste de Washington.
- La Universidad Johns Hopkins cuenta con un campus urbano en torno a Dupont Circle, donde se concentran la Paul H. Nitze School of Advanced International Studies y la escuela de negocios Carey.
- La Universidad del Distrito de Columbia es la universidad pública de la ciudad y se encuentra entre las más antiguas universidades para negros. La escuela de postgrado del Departamento de Agricultura ofrece educación continua en muchas disciplinas.
- La Universidad de Defensa Nacional en Fort McNair.
- La Universidad Gallaudet, una universidad para personas con problemas de audición.

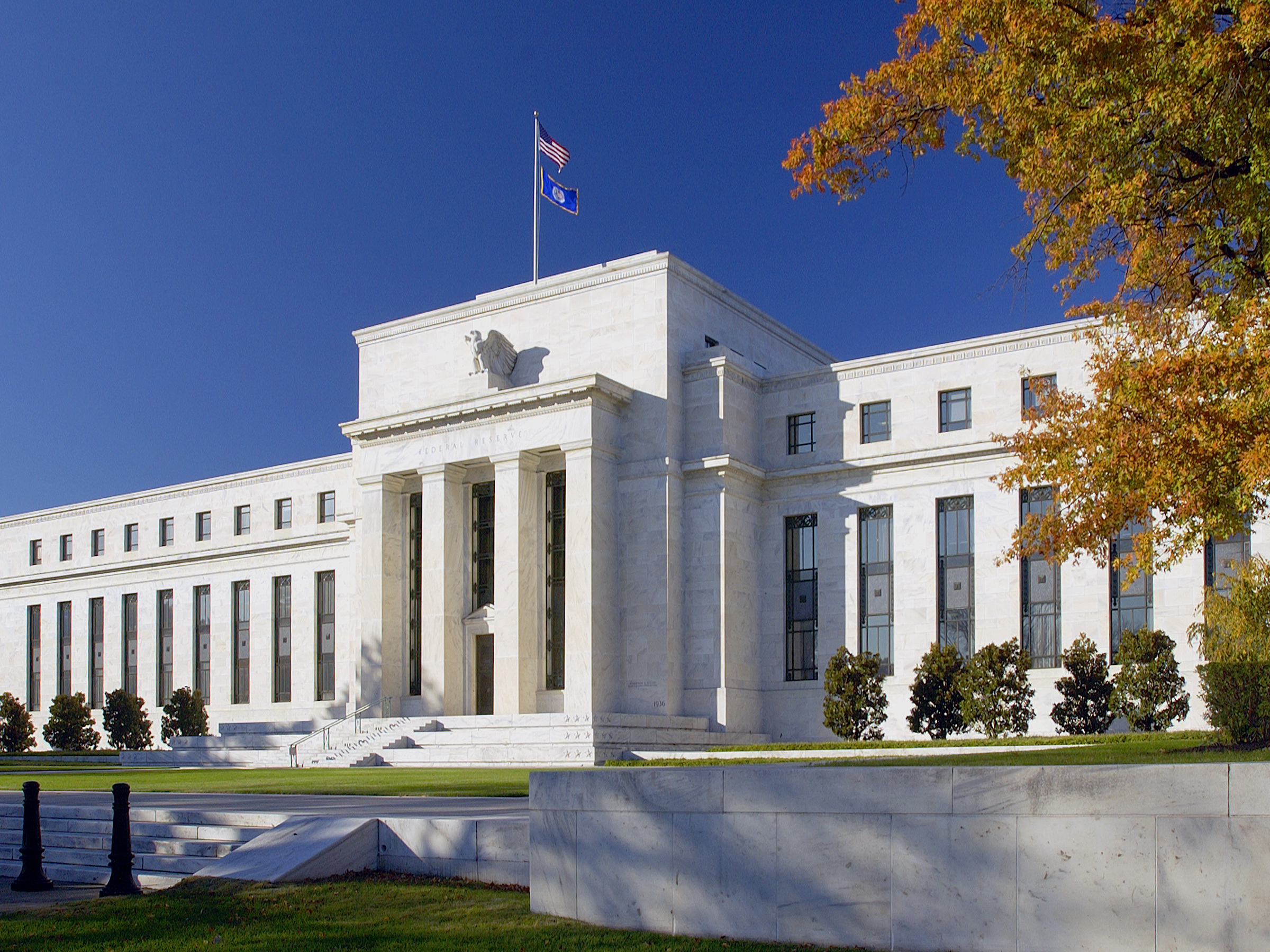
La Reserva Federal que funciona como el Banco Central Estadounidense

## Economía

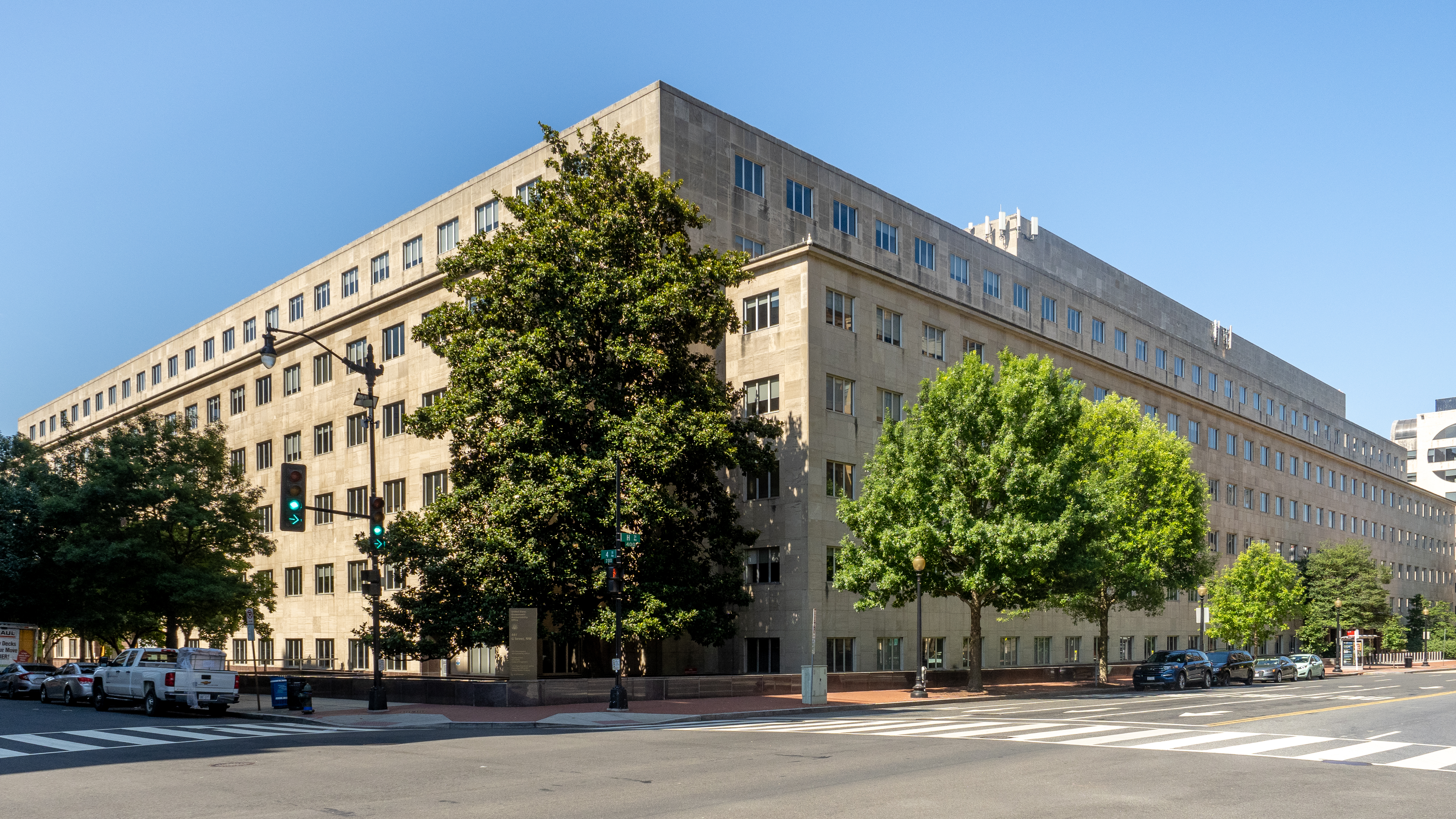
El edificio de la Oficina General de Contabilidad del Gobierno de EE. UU.

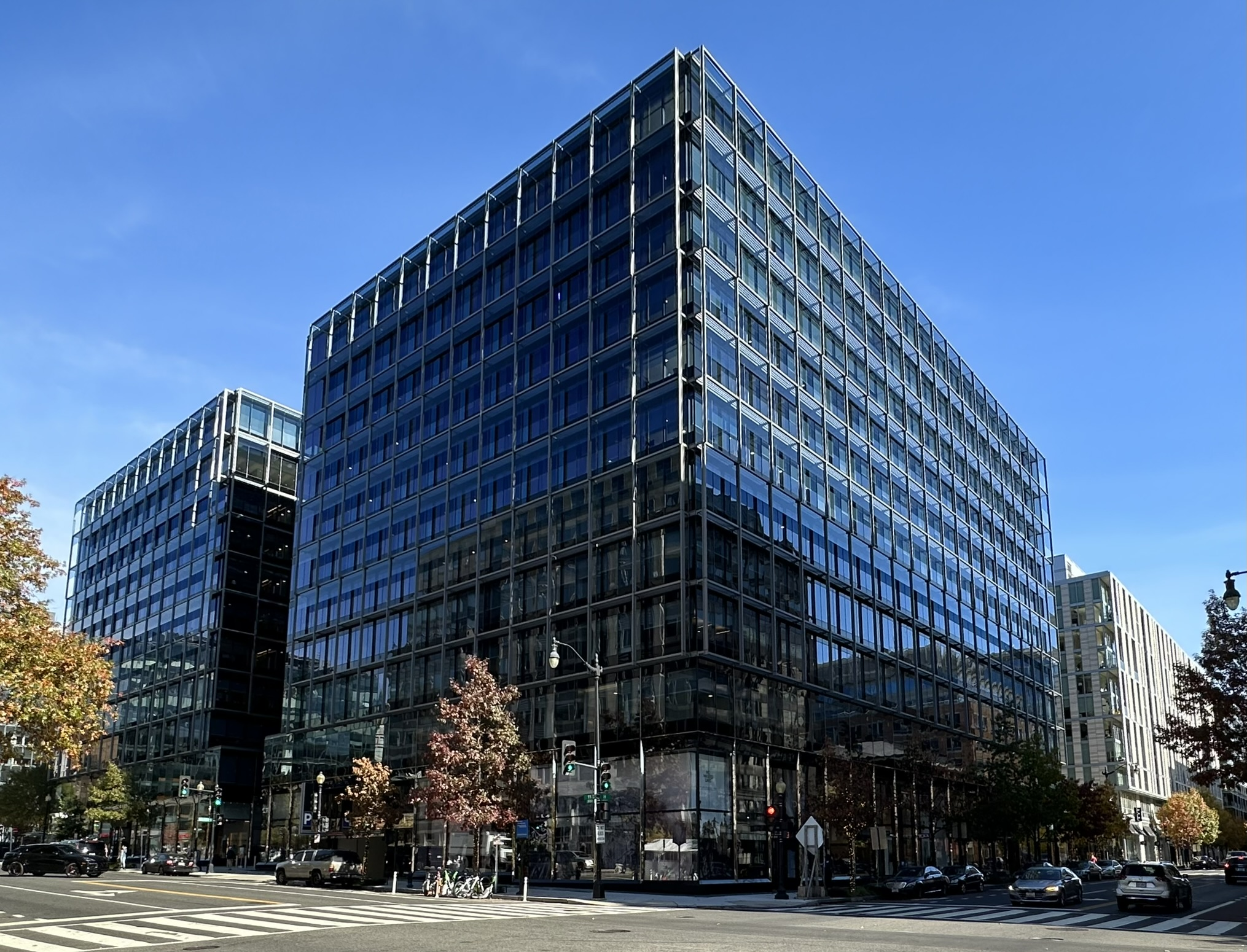
Edificio de oficinas en Washington D.C

En 2023, el área metropolitana de Washington, que incluye el Distrito de Columbia y partes de Virginia, Maryland y Virginia Occidental, era una de las mayores economías metropolitanas del país. Su economía creciente y diversificada cuenta con un porcentaje cada vez mayor de empleos en servicios profesionales y empresariales, además de empleos más tradicionales arraigados en el turismo, el entretenimiento y la Administración.
Entre 2009 y 2016, el producto interior bruto per cápita de Washington D. C. se situó sistemáticamente en los primeros puestos entre los estados de EE. UU. En 2016, con 160.472 dólares, su PIB per cápita era casi tres veces mayor que el de Massachusetts, que ocupaba el segundo puesto del país. A partir de 2022, la tasa de desempleo del área estadística metropolitana fue del 3,1 %, ocupando el puesto 171 de las 389 áreas metropolitanas definidas por la Oficina de Análisis Económico de EE. UU. El propio Distrito de Columbia tuvo una tasa de desempleo del 4,6 % durante el mismo período de tiempo. En 2019, Washington D. C., tuvo el ingreso familiar medio más alto de EE. UU. con 92 266 dólares.

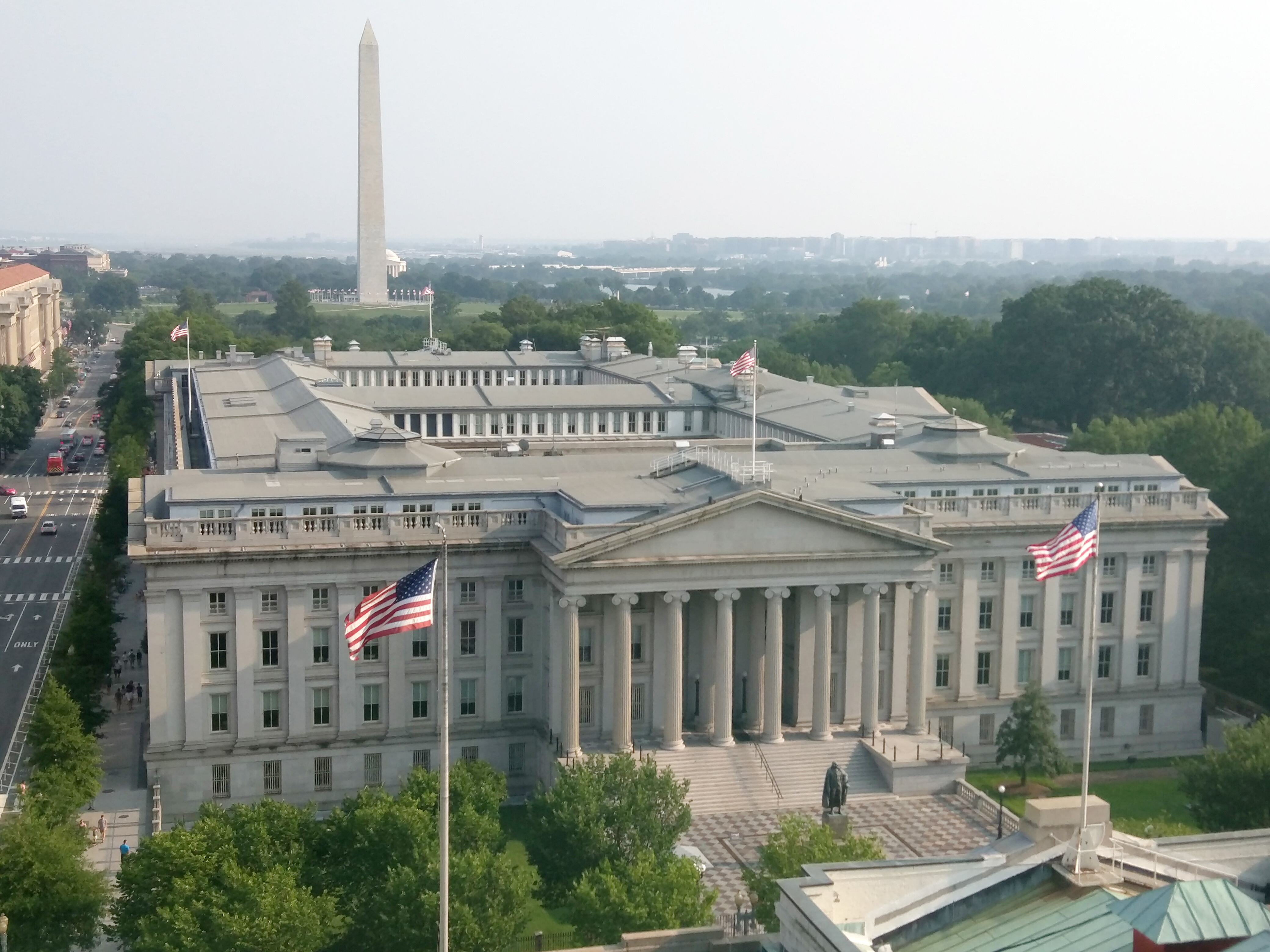
Edificio del Tesoro de los EE. UU.

Según los informes financieros anuales integrales del Distrito, los principales empleadores por número de empleados en 2022 incluyeron la Universidad de Georgetown, el Centro Médico Nacional Infantil, el Centro Hospitalario de Washington, la Universidad George Washington, la Universidad Americana, el Hospital Universitario de Georgetown, Booz Allen & Hamilton, Insperity PEO Services, Universal Protection Service, la Universidad Howard, Medstar Medical Group, el Hospital Universitario George Washington, la Universidad Católica de América y el Hospital Sibley Memorial.
El motor más importante de la economía de Washington D. C. es el gobierno federal. Como sede del gobierno de Estados Unidos, emplea a cientos de miles de funcionarios y militares. Instituciones gubernamentales clave, como el Congreso, el Tribunal Supremo y diversas agencias federales, proporcionan estabilidad y una fuente constante de ingresos a la ciudad. El gobierno federal también apoya indirectamente la economía local a través de contratos y subvenciones, lo que ha dado lugar a la creación de numerosas empresas de consultoría, grupos de presión y grupos de defensa.
Washington D. C. es un centro de servicios profesionales, como derecho, contabilidad y consultoría de gestión. Muchos bufetes nacionales e internacionales tienen oficinas en la ciudad y atienden a clientes que incluyen organismos gubernamentales, empresas y organizaciones sin ánimo de lucro. Este sector se nutre de la demanda de servicios jurídicos y de consultoría relacionados con el desarrollo de políticas, el cumplimiento de normativas y los asuntos gubernamentales.
La presencia de numerosas organizaciones sin ánimo de lucro y entidades internacionales, como embajadas y ONG mundiales, contribuye a la economía. Washington alberga numerosos grupos de reflexión e instituciones de investigación que influyen en la formulación de políticas nacionales e internacionales. Este sector atrae a profesionales e investigadores, que apoyan la economía local a través del empleo y la demanda de servicios.

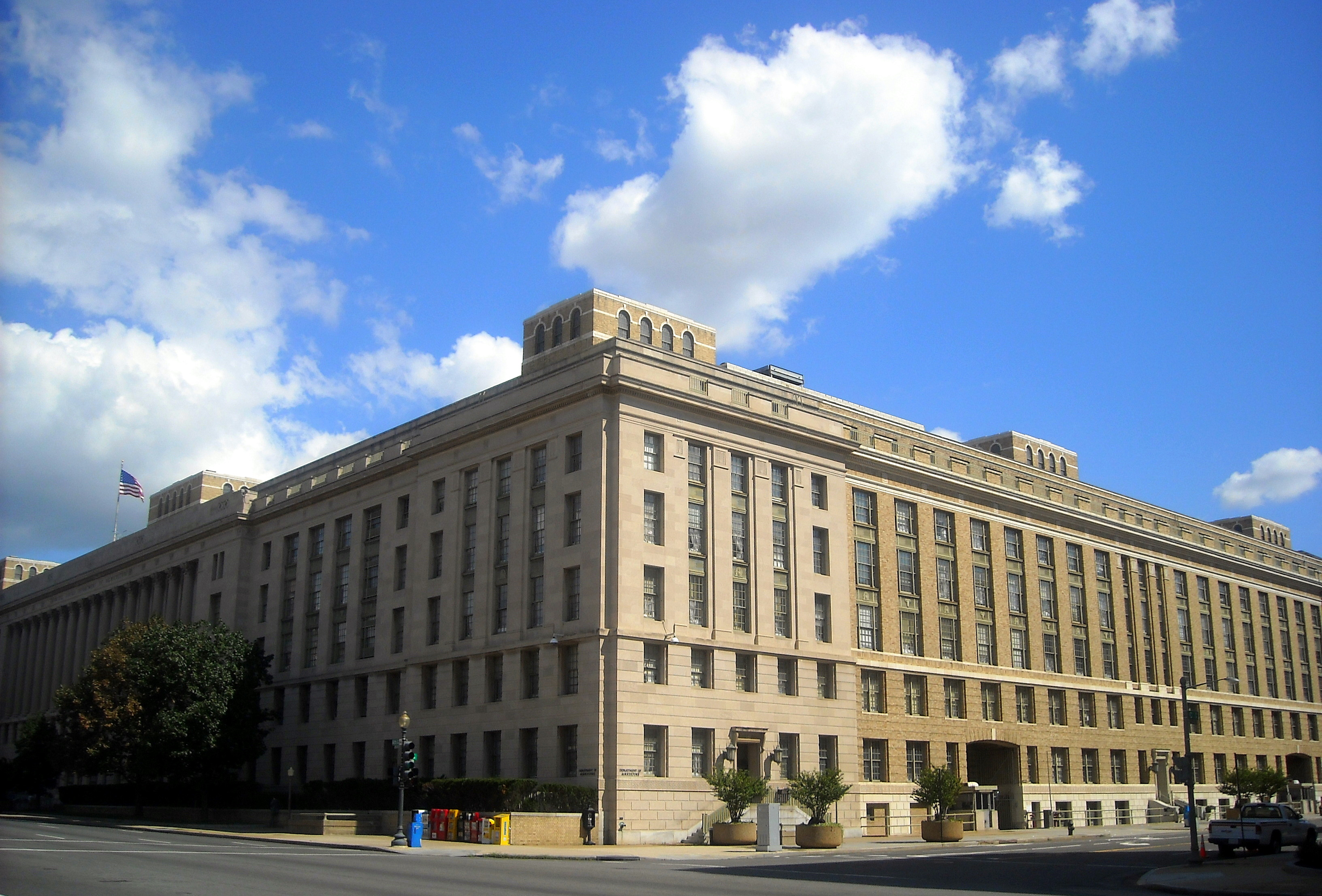
Departamento de Agricultura de Estados Unidos

Washington D. C. atrae cada año a millones de turistas que visitan sus monumentos históricos, museos y monumentos nacionales. El sector turístico incluye hoteles, restaurantes, instituciones culturales y servicios de transporte, lo que lo convierte en una parte vital de la economía de la ciudad. Acontecimientos como el Festival Nacional del Cerezo en Flor y diversas exposiciones culturales atraen a más visitantes, lo que estimula el comercio local.
En las dos últimas décadas, Washington D. C. ha experimentado un crecimiento en el sector tecnológico, con muchas nuevas empresas y compañías tecnológicas establecidas en la ciudad. Este sector abarca la ciberseguridad, el análisis de datos y el desarrollo de aplicaciones, con especial atención a los clientes gubernamentales y las empresas privadas. La presencia de universidades e instituciones de investigación ha impulsado la innovación y la colaboración en este sector.
Washington D. C. tiene una tasa de desempleo relativamente baja en comparación con la media nacional, lo que se debe a la estabilidad que proporciona el empleo federal. Sin embargo, la dependencia de los empleos públicos puede provocar fluctuaciones en la economía local, especialmente durante las crisis presupuestarias o los cierres del Gobierno. El mercado laboral de la ciudad también se caracteriza por puestos profesionales bien remunerados, que atraen a una mano de obra altamente cualificada. Como resultado, D.C. tiene una de las rentas per cápita más altas del país.
El mercado inmobiliario de Washington D. C. es sólido, pero presenta retos relacionados con la asequibilidad y la disponibilidad. Como la demanda de vivienda ha aumentado debido al crecimiento de la población y a la afluencia de jóvenes profesionales, los precios de la vivienda y los alquileres han subido considerablemente. La ciudad ha respondido promoviendo iniciativas de vivienda asequible y fomentando desarrollos de uso mixto para acomodar a su diversa población.
A pesar de sus puntos fuertes, Washington D. C. se enfrenta a varios retos económicos. La gran dependencia del gobierno federal hace que la ciudad sea vulnerable a los cambios políticos y a las fluctuaciones presupuestarias. Además, cuestiones como la desigualdad de ingresos y la crisis de la vivienda asequible han suscitado debates sobre el aburguesamiento y el desplazamiento en varios barrios de la ciudad.

## Transporte

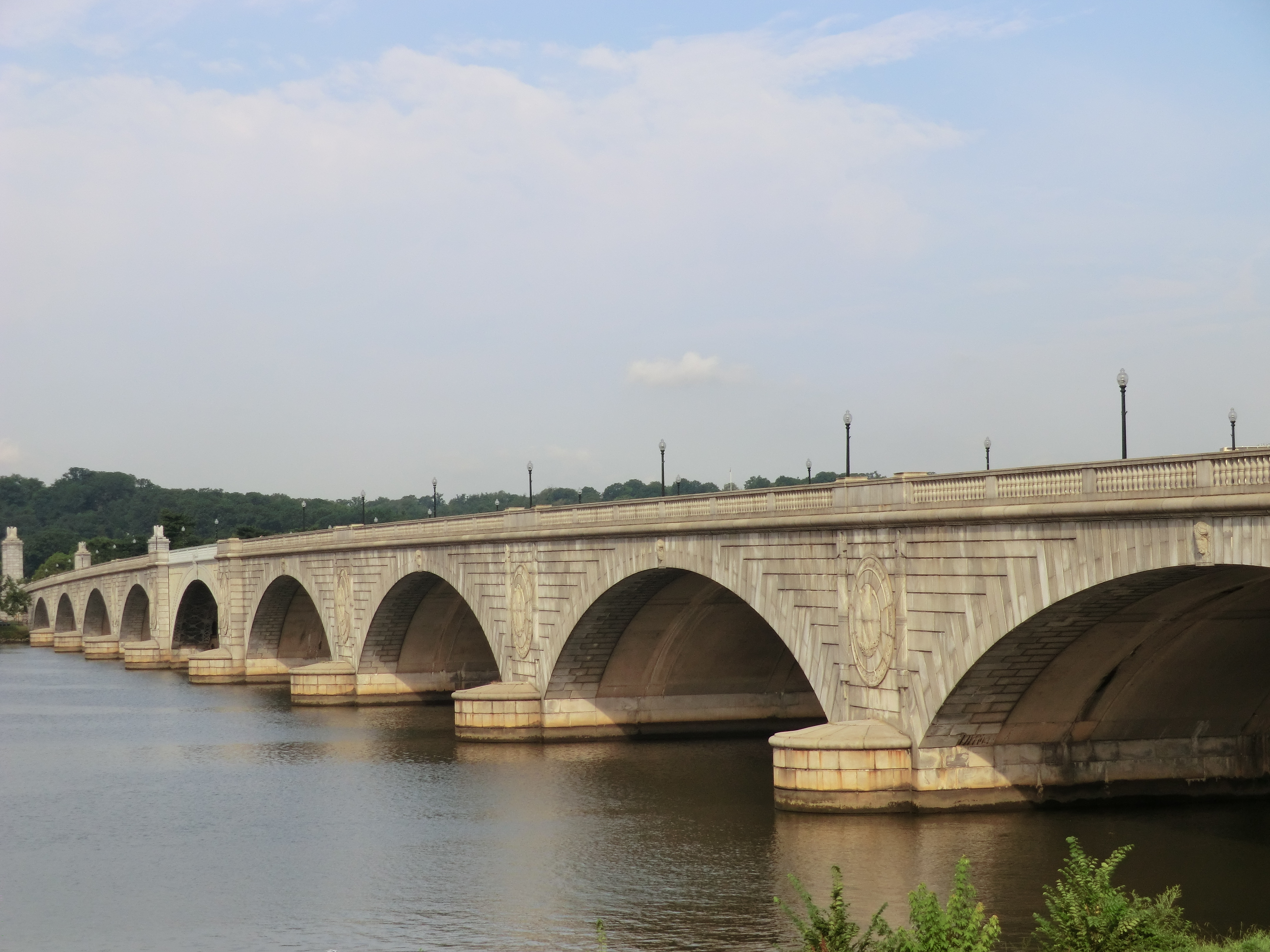
El Puente Memorial Arlington

Hay 2.400 km de calles, parques y avenidas en el distrito. Debido a las revueltas de los años 60, gran parte del sistema de autopistas interestatales propuesto para atravesar el centro de Washington no llegó a construirse. Por ello, la interestatal 95 (I-95), la principal autopista de la costa este del país, rodea el distrito formando la parte oriental de la circunvalación de la capital. Una parte de la financiación propuesta para las autopistas se destinó a las infraestructuras de transporte público de la región. Las autopistas interestatales que continúan hacia Washington, como la I-66 y la I-395, terminan poco después de entrar en la ciudad.
Según un estudio de 2010, los trabajadores del área de Washington pasaban 70 horas al año en retenciones de tráfico, lo que empataba con Chicago por tener la peor congestión vial del país. Sin embargo, el 37% de los trabajadores del área de Washington utilizan el transporte público para ir a trabajar, la segunda tasa más alta del país. Otro 12% de los trabajadores de D.C. fueron a pie al trabajo, el 6% compartieron coche y el 3% viajaron en bicicleta en 2010.
En mayo de 2022, la ciudad celebró la expansión de su red de carriles bici a 104 millas (167 km), un aumento del 60% desde 2015. De esas millas, 24 millas (39 km) eran carriles bici protegidos. También contaba con 100 km de carriles bici. En marzo de 2023, la ciudad tenía 174 km de carriles bici, de los cuales 48 km eran carriles bici protegidos.

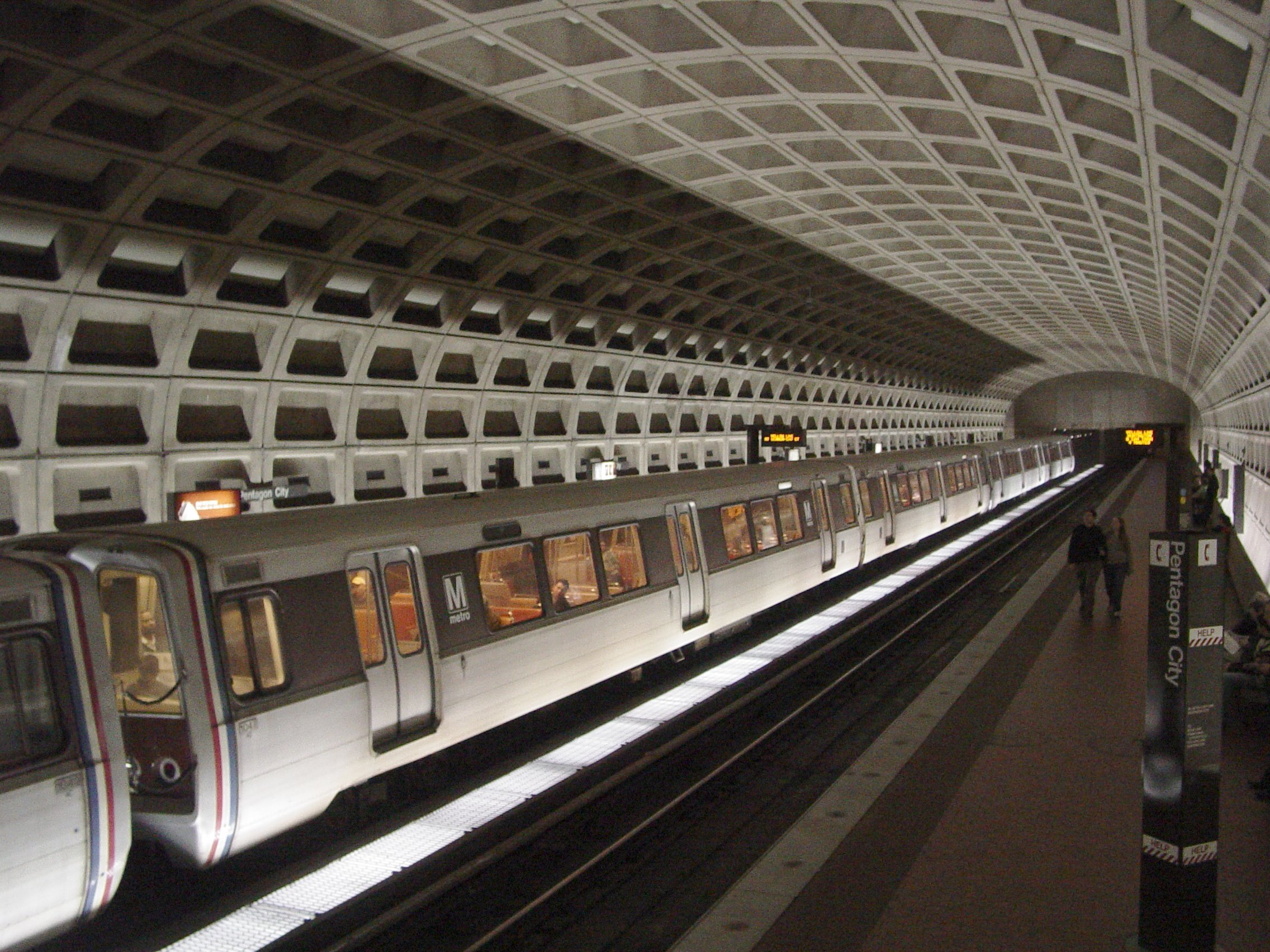
Estación Pentagon City del Metro de Washington

D.C. forma parte del programa regional Capital Bikeshare. Iniciado en 2010, es uno de los mayores sistemas de bicicletas compartidas del país. En febrero de 2024, el programa contaba con 6.372 bicicletas y 395 estaciones. Un programa piloto precedente, SmartBike DC, había comenzado en 2008.
Un estudio realizado en 2021 por Walk Score clasificó a Washington D. C. como la quinta ciudad más transitable del país. Según el estudio, los barrios más transitables a pie son U Street, Dupont Circle y Mount Vernon Square. En 2013, el área metropolitana de Washington tenía el octavo porcentaje más bajo de trabajadores que se desplazaban en automóvil privado (75,7 por ciento), y el 8 por ciento de los trabajadores de la zona viajaban en tren.
Existen múltiples métodos de transporte para cruzar los dos ríos de la ciudad, el Potomac y el Anacostia. Hay numerosos puentes que llevan autos, trenes, peatones y ciclistas a través de los ríos. Entre ellos se encuentran el Puente memorial Arlington, los puentes de la calle 14, el Puente Francis Scott Key, el Puente Theodore Roosevelt, el Puente Woodrow Wilson y el Puente Frederick Douglass.
También hay transbordadores y cruceros acuáticos que cruzan el río Potomac. Uno de ellos es el Potomac Water Taxi, operado por Hornblower Cruises, que recorre el paseo marítimo de Georgetown, el Wharf, el paseo marítimo de Old Town Alexandria y el Puerto Nacional.

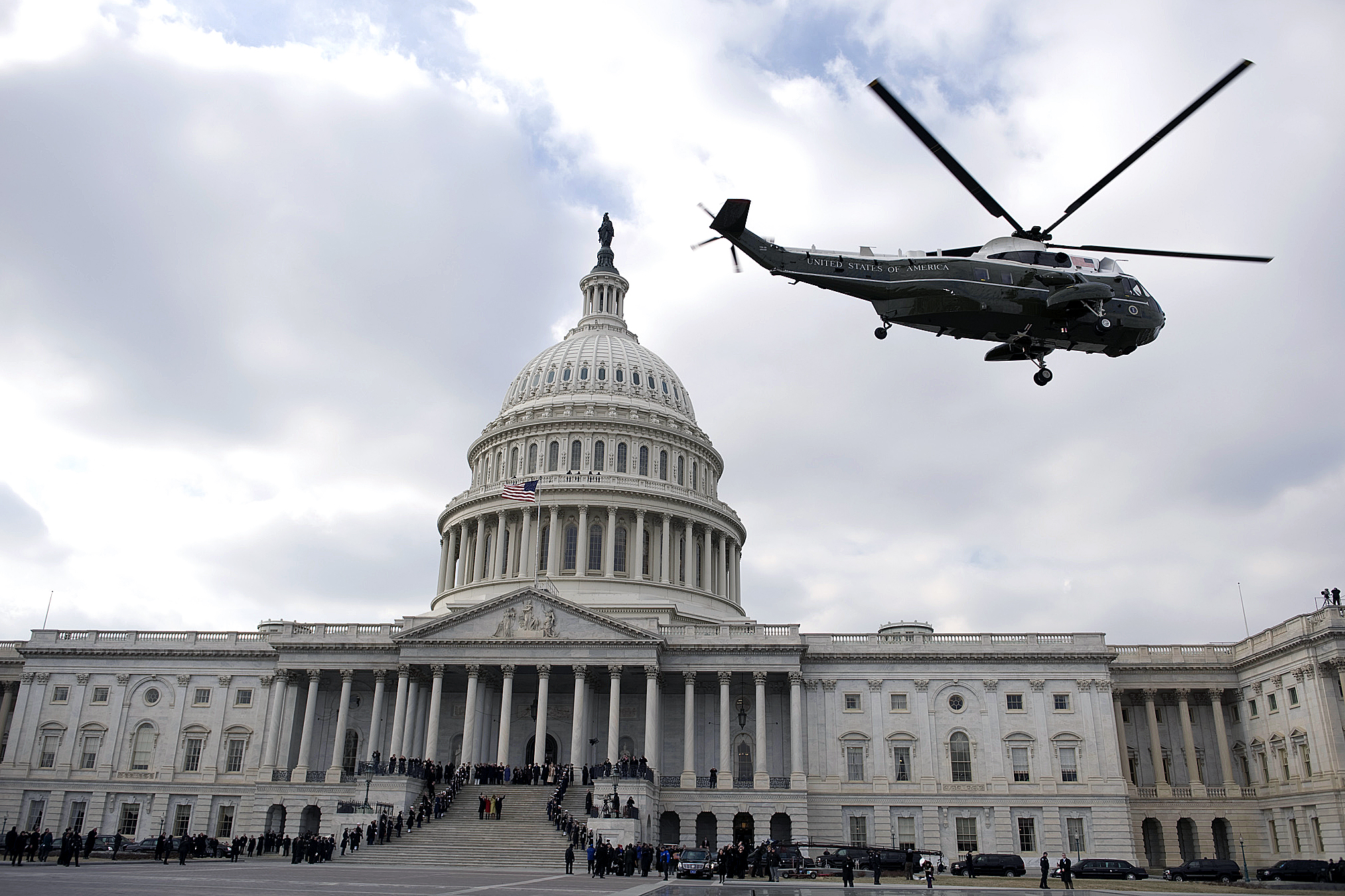
El Marine One transportando al Expresidente George W. Bush

La Autoridad de Tránsito del Área Metropolitana de Washington (WMATA) gestiona el Metro de Washington, el sistema ferroviario de tránsito rápido de la ciudad. El sistema da servicio a Washington D. C. y a sus suburbios de Maryland y Virginia del Norte. El Metro se inauguró el 27 de marzo de 1976 y consta de seis líneas (cada una con un código de colores), 98 estaciones y 208 km de vías. Es el segundo sistema de transporte rápido con más tráfico del país y el quinto de Norteamérica.
En las zonas más densamente pobladas del área metropolitana de Washington D. C. (incluida la mayor parte del distrito), funciona principalmente como metro de gran profundidad, mientras que la mayor parte de las vías suburbanas están en superficie o elevadas. El Metro es conocido por sus icónicos techos abovedados de estilo brutalista en las estaciones interiores. También es conocido por tener largas escaleras mecánicas en algunas de sus estaciones subterráneas. La escalera mecánica de un solo nivel más larga del hemisferio occidental, con una longitud de 70 m, se encuentra en la estación de Wheaton, en Maryland.
La Estación Washington Union es la principal estación de ferrocarril de la ciudad y da servicio a unas 70.000 personas al día. Es la segunda estación más transitada de Amtrak, con 4,6 millones de pasajeros al año, y es la terminal sur del Corredor Noreste, que transporta servicios de larga distancia y regionales a la estación Penn de Nueva York y a puntos de Nueva Inglaterra. En 2023, la Estación Union se convirtió en la novena estación ferroviaria más transitada del país y la décima de Norteamérica.

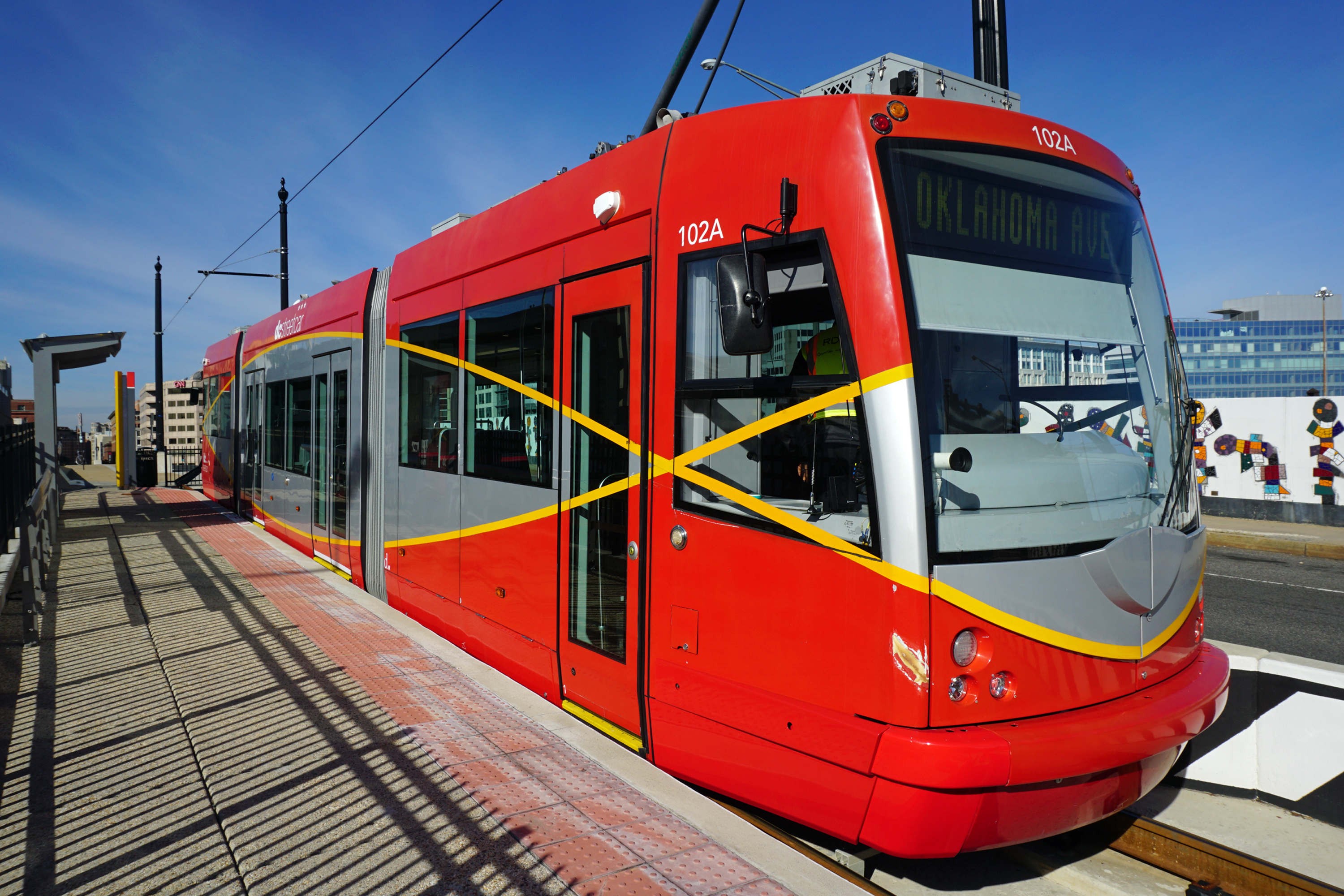
Tranvía de Washington (DC Streetcar)

Los trenes de cercanías MARC de Maryland y VRE de Virginia y la línea roja de Metrorail también prestan servicio en la Estación Union. Tras las renovaciones de 2011, Union Station se convirtió en el principal centro de tránsito de autobuses interurbanos de Washington.
Aunque Washington D. C. fue conocida durante el siglo XIX y a principios y mediados del XX por sus tranvías, estas líneas se desmantelaron en la década de 1960. En 2016, sin embargo, la ciudad trajo de vuelta una línea de tranvía, DC Streetcar, que es un sistema de una sola línea en el noreste de Washington D. C., a lo largo de H Street y Benning Road, conocida como H Street/Benning Road Line.
En Washington D. C. operan dos sistemas principales de autobuses públicos. Metrobus, operado por la Autoridad de Tránsito del Área Metropolitana de Washington (WMATA), es el principal sistema de autobuses públicos de Washington D. C. Da servicio a más de 400.000 pasajeros cada día laborable y es uno de los mayores sistemas de autobuses del país por número de pasajeros anuales. La ciudad también cuenta con su propio sistema de autobuses DC Circulator, que conecta las zonas comerciales y turísticas del centro de Washington. El precio del DC Circulator es de sólo un dólar y consta de seis rutas distintas que cubren el centro de Washington y los suburbios de Rosslyn (Virginia).DC Circulator se gestiona mediante una asociación público-privada entre el Departamento de Transporte del Distrito de Columbia, WMATA y DC Surface Transit, Inc. (DCST). El sistema de autobuses pasa por cada parada cada 10 minutos aproximadamente.

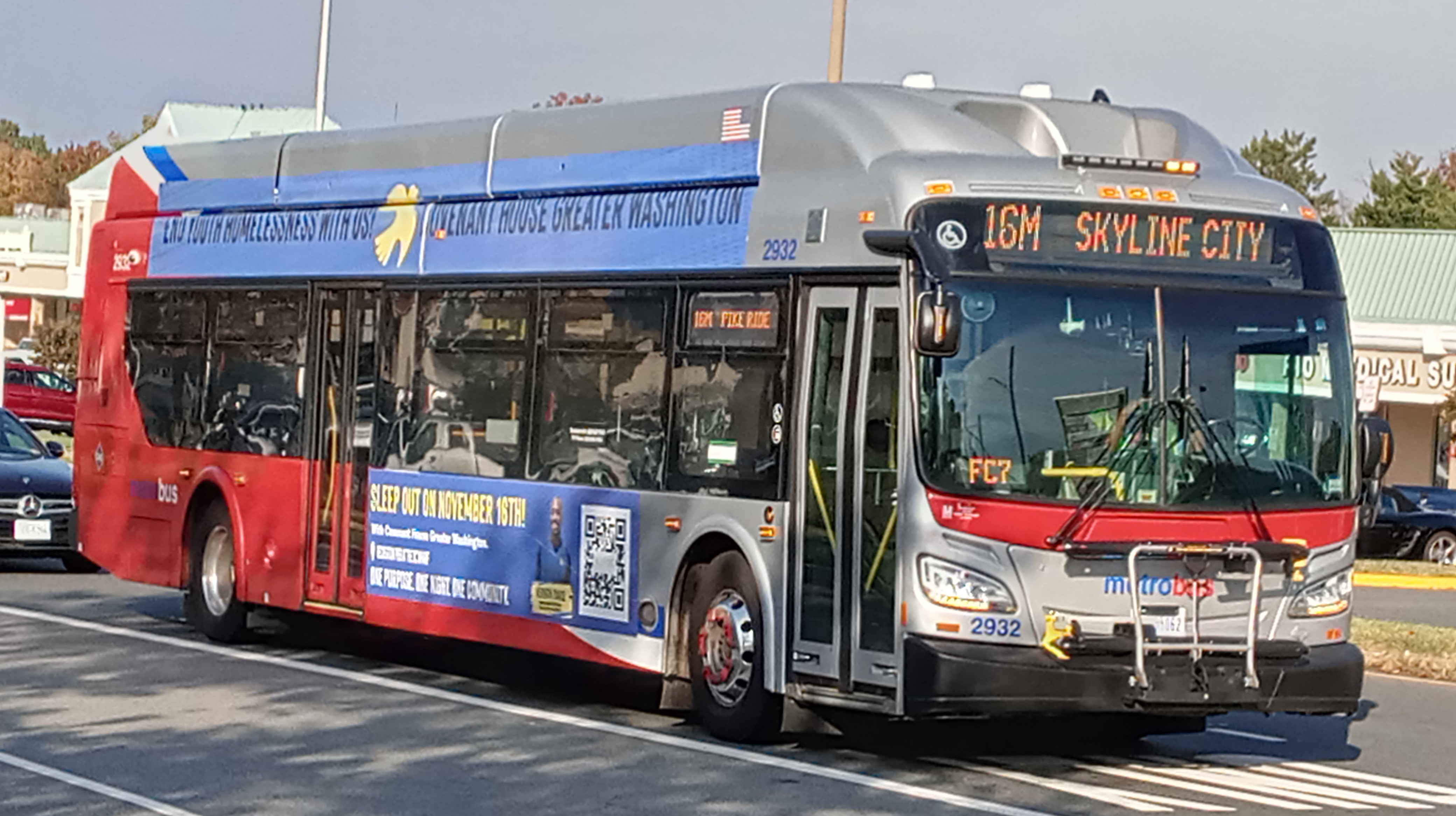
Metrobús de Washington en la Ruta 16M

Muchos otros sistemas de autobuses públicos operan en las distintas jurisdicciones de la región de Washington fuera de la ciudad, en los suburbios de Maryland y Virginia.Entre ellos se encuentran Fairfax Connector, en el condado de Fairfax (Virginia); DASH, en Alexandria (Virginia); y TheBus, en el condado de Prince George (Maryland). También hay numerosos autobuses de cercanías que los residentes de la región de Washington utilizan para desplazarse a la ciudad por motivos de trabajo u otros eventos. Entre ellos se encuentran el Loudoun County Transit Commuter Bus y el Maryland Transit Administration Commuter Bus.
La ciudad también cuenta con varias líneas de autobús utilizadas por turistas y otras personas que visitan la ciudad, como Big Bus Tours, Old Town Trolley Tours y DC Trails.Iniciado en 2010, es uno de los mayores sistemas de bicicletas compartidas del país. Muchos turistas también llegan en autobuses chárter.
Tres grandes aeropuertos dan servicio al distrito, aunque ninguno se encuentra dentro de los límites de la ciudad. Dos de ellos se encuentran en los suburbios del norte de Virginia y uno en los suburbios de Maryland. El más cercano es el Aeropuerto Nacional Ronald Reagan de Washington, situado en el condado de Arlington (Virginia), al otro lado del río Potomac, a unos 8 km del centro de Washington D. C. Este aeropuerto ofrece principalmente vuelos nacionales y tiene el menor número de pasajeros de los tres aeropuertos de la región. El más activo por número total de pasajeros es el Aeropuerto Internacional de Baltimore/Washington (BWI), situado en el condado de Anne Arundel, Maryland, a unos 48 km (30 millas) al noreste de la ciudad.

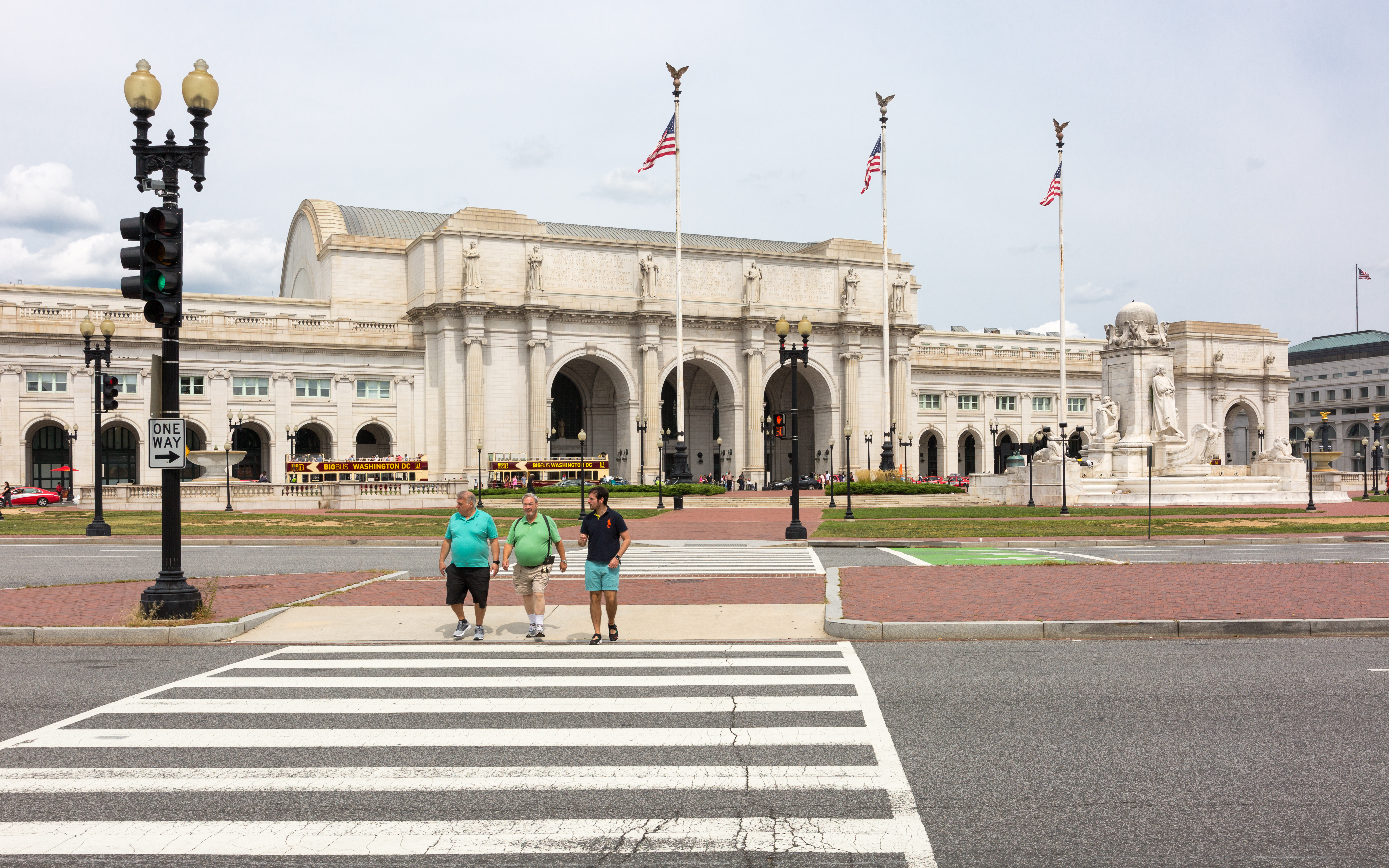
La Estación de Ferrocarril Union en Washington D. C.

El más activo por vuelos internacionales y el mayor por extensión y número de instalaciones es el Aeropuerto Internacional de Washington Dulles, situado en Dulles, Virginia, a unos 39 km (24 millas) al oeste de la ciudad. Dulles es el aeropuerto del Atlántico Medio con más tráfico internacional de pasajeros fuera del área metropolitana de Nueva York, y representa aproximadamente el 90% del tráfico internacional de pasajeros de la región de Washington-Baltimore 350. Cada uno de estos tres aeropuertos es también centro de operaciones de una gran compañía aérea estadounidense: El Aeropuerto Nacional Reagan es un centro para American Airlines. Dulles es un importante centro para United Airlines y los socios de Star Alliance, y BWI es una base de operaciones para Southwest Airlines. En 2018, el área de Washington D. C. era el 18.º sistema aeroportuario más transitado del mundo por tráfico de pasajeros, acumulando más de 74 millones de pasajeros entre sus tres principales aeropuertos comerciales; en 2022 había ascendido al 13.º más transitado por tráfico de pasajeros, aunque el número de pasajeros disminuyó a menos de 69 millones.
El presidente de Estados Unidos no utiliza ninguno de estos aeropuertos para viajar. En su lugar, suele viajar en el Marine One desde el jardín sur de la Casa Blanca hasta la Base Conjunta Andrews, en los suburbios de Maryland. Desde allí, toma el Air Force One hasta su destino.

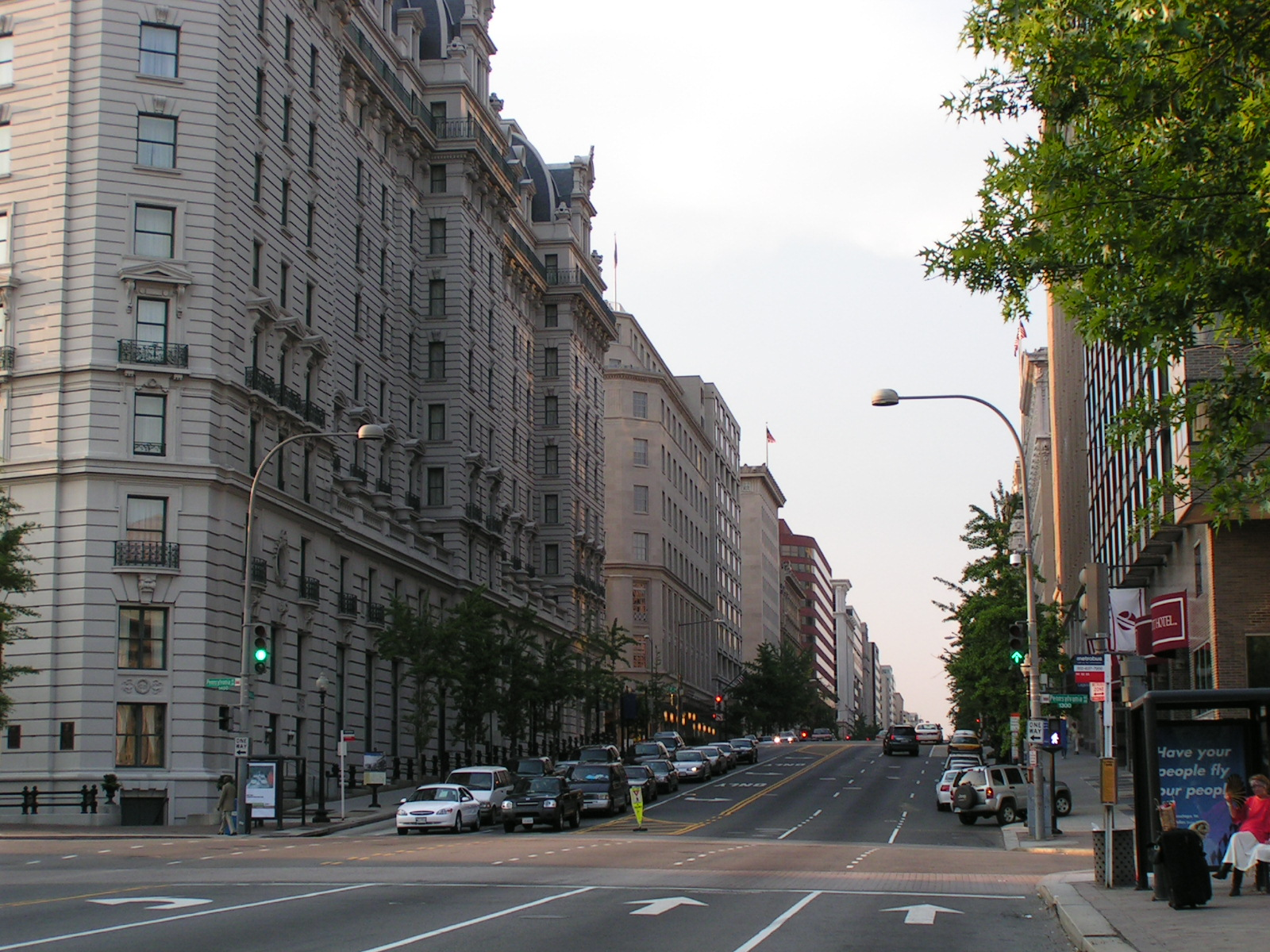
Washington D. C.

## Cultura

### Arquitectura
La arquitectura de Washington D. C. es muy variada y, en general, popular entre turistas y lugareños. En 2007, seis de los diez edificios más importantes de la clasificación de Arquitectura Favorita de Estados Unidos del Instituto Estadounidense de Arquitectos estaban en la ciudad: la Casa Blanca, la Catedral Nacional de Washington, el Monumento a Jefferson, el Capitolio de Estados Unidos, el Monumento a Lincoln y el Monumento a los Veteranos de Vietnam. Los estilos neoclásico, georgiano, gótico y moderno se reflejan en estas seis estructuras y en muchos otros edificios destacados de la ciudad.
Muchos de los edificios gubernamentales, monumentos y museos del National Mall y sus alrededores están inspirados en la arquitectura clásica romana y griega. Los diseños de la Casa Blanca, el Capitolio, el Tribunal Supremo, el Monumento a Washington, la Galería Nacional de Arte, el Monumento a Lincoln y el Monumento a Jefferson se inspiran en estos movimientos arquitectónicos clásicos y presentan grandes frontones, cúpulas, columnas de orden clásico y pesados muros de piedra. 

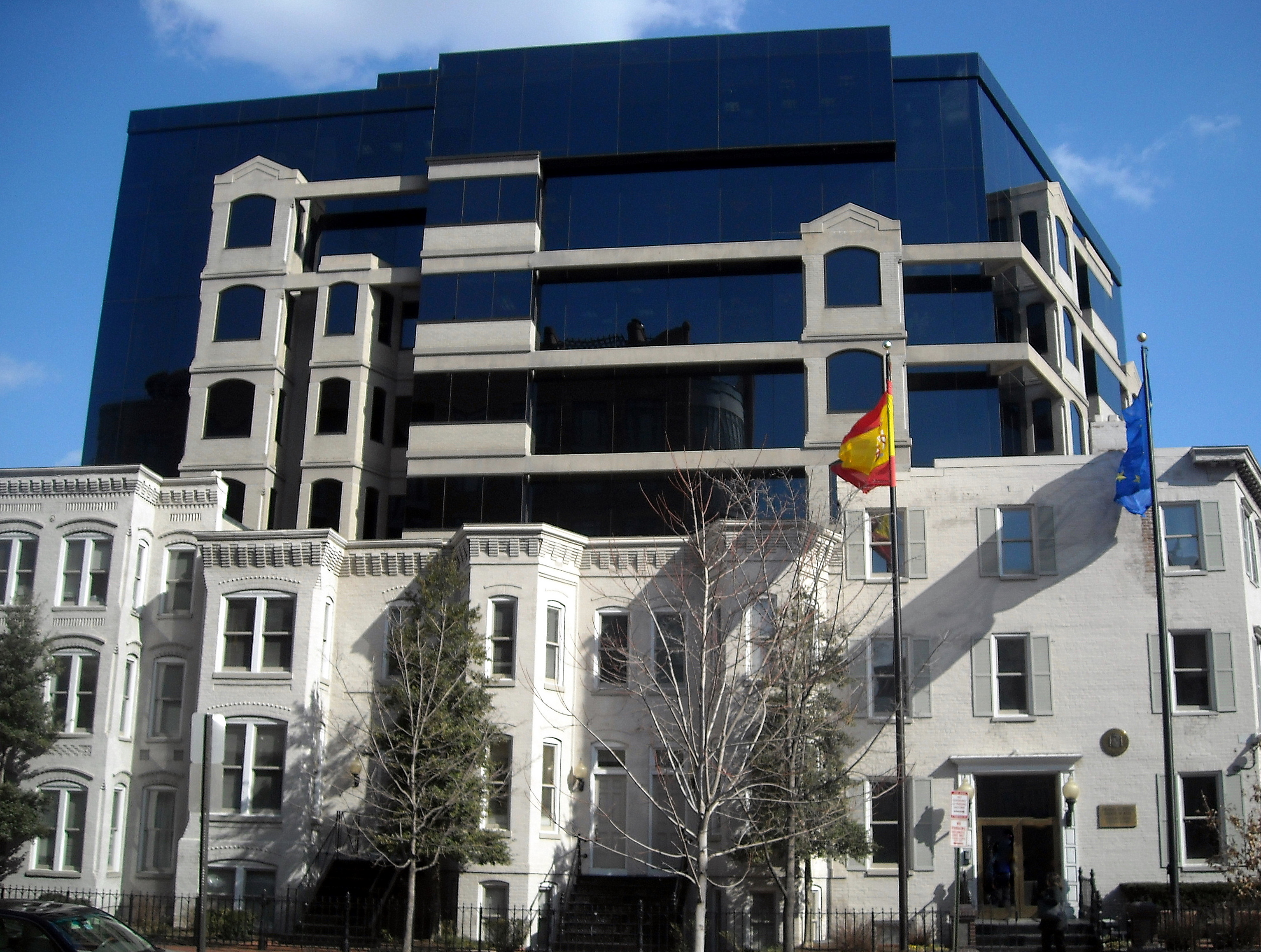
Embajada del Reino de España en Washington D.C

Algunas excepciones notables a la arquitectura clásica de la ciudad son los edificios construidos en estilo Segundo Imperio francés, como el edificio de oficinas ejecutivas Eisenhower, y el complejo modernista Watergate. El edificio Thomas Jefferson, el edificio principal de la Biblioteca del Congreso y el histórico hotel Willard están construidos en estilo Beaux-Arts, popular en todo el mundo a finales del siglo XIX y principios del XX El parque Meridian Hill contiene una cascada con arquitectura de estilo renacentista italiano.
También se ven en la ciudad estilos arquitectónicos modernos, posmodernos, contemporáneos y otros no clásicos. El Museo Nacional de Historia y Cultura Afroamericana contrasta profundamente con los edificios neoclásicos de piedra del National Mall con un diseño que combina la ingeniería moderna con una fuerte inspiración en el arte africano. El interior de las estaciones de metro de Washington y el Museo y Jardín de Esculturas Hirshhorn están diseñados con una fuerte influencia del movimiento brutalista del siglo XX. El edificio de la Smithsonian Institution está construido en arenisca roja Seneca en estilo Norman Revival. El edificio de la Antigua Oficina de Correos, situado en Pensilvania Avenue y terminado en 1899, fue el primer edificio de la ciudad con estructura de acero y el primero en utilizar el cableado eléctrico en su diseño.

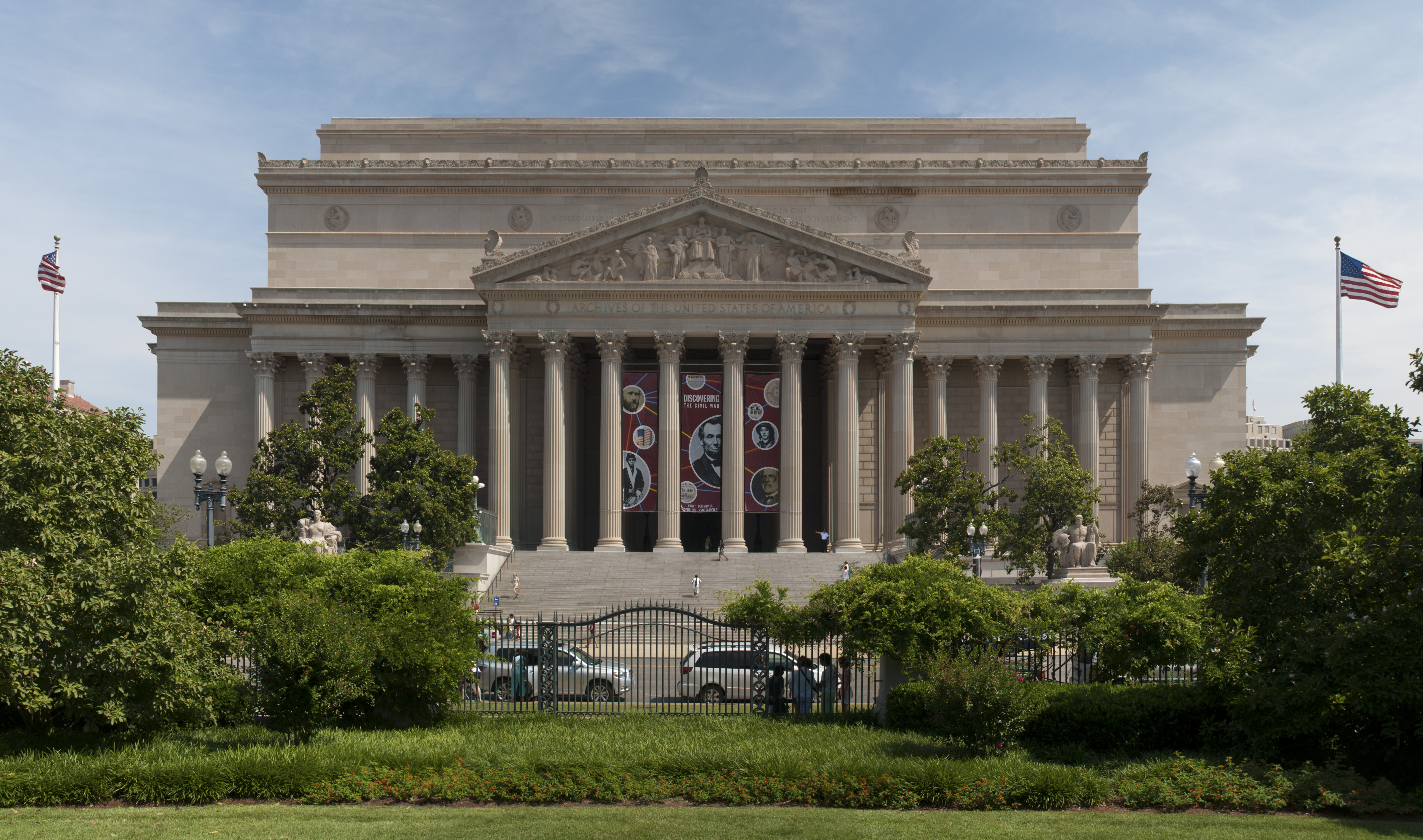
Edificio del Archivo Nacional de Estados Unidos

Entre los edificios contemporáneos de viviendas, restaurantes, tiendas y oficinas más destacados de la ciudad se encuentran el Wharf, en el Southwest Waterfront, el Navy Yard, junto al río Anacostia, y el CityCenterDC, en el centro. En el Wharf se han construido varios rascacielos de oficinas y viviendas con vistas al río Potomac. Además, se han abierto restaurantes, bares y tiendas a pie de calle. Muchos de estos edificios tienen un moderno exterior de cristal y una marcada curvatura. En CityCenterDC se encuentra Palmer Alley, un paseo peatonal, y alberga varios edificios de apartamentos, restaurantes y tiendas de marcas de lujo con fachadas de cristal y metal.
Fuera del centro de Washington, los estilos arquitectónicos son más variados. Los edificios históricos están diseñados principalmente en los estilos Reina Ana, Chateauesque, Románico Richardsoniano, Georgian Revival, Beaux-Arts y una variedad de estilos victorianos. [cita requerida] Las casas adosadas destacan en las zonas desarrolladas después de la Guerra Civil y suelen seguir diseños federales y victorianos tardíos. La Old Stone House de Georgetown, construida en 1765, es el edificio más antiguo de la ciudad. Fundada en 1789, la Universidad de Georgetown presenta una mezcla de arquitectura románica y gótica. El edificio Ronald Reagan es el mayor del distrito, con una superficie total de 288.000 m². La estación Washington Union está diseñada combinando varios estilos arquitectónicos. Su Gran Hall tiene elaborados diseños en pan de oro a lo largo de los techos y el vestíbulo incluye varias estatuas decorativas de estilo clásico.

### Artes

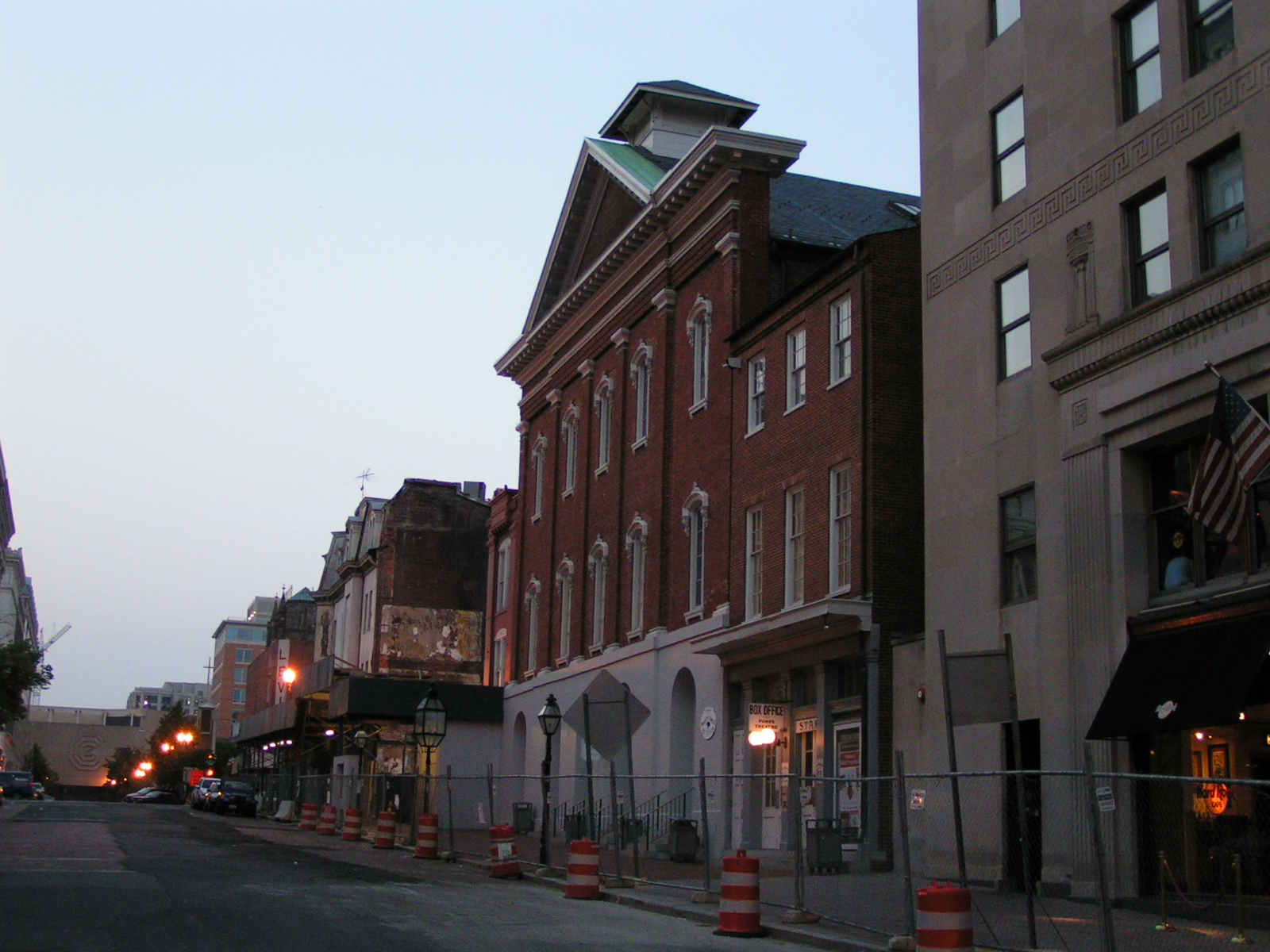
Teatro Ford, donde fue asesinado Abraham Lincoln

Washington D. C. es un centro nacional de las artes, sede de varias salas de conciertos y teatros. El Centro John F. Kennedy de Artes Escénicas alberga la Orquesta Sinfónica Nacional, la Ópera Nacional de Washington y el Ballet de Washington. Los Kennedy Center Honors se conceden cada año a artistas de las artes escénicas que han contribuido en gran medida a la vida cultural de Estados Unidos. A menudo asisten a esta ceremonia el Presidente en ejercicio de EE. UU. y otros dignatarios y celebridades. El Kennedy Center también concede anualmente el Premio Mark Twain al Humor Americano.
El histórico Ford's Theatre, escenario del asesinato del presidente Abraham Lincoln el 14 de abril de 1865, sigue funcionando como teatro y museo.
El Cuartel de los Marines, cerca de Capitol Hill, alberga la Banda de los Marines de Estados Unidos; fundada en 1798, es la organización musical profesional más antigua del país. El compositor de marchas estadounidense y natural de Washington John Philip Sousa dirigió la Banda de los Marines desde 1880 hasta 1892. Fundada en 1925, la Banda de la Marina de Estados Unidos tiene su sede en el Astillero Naval de Washington y actúa en actos oficiales y conciertos públicos por toda la ciudad.

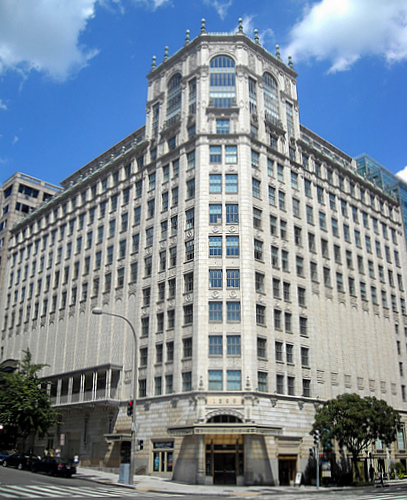
El Teatro Warner

El Arena Stage, fundado en 1950, atrajo la atención nacional e impulsó el crecimiento del movimiento teatral independiente de la ciudad, que ahora incluye organizaciones como la Shakespeare Theatre Company, la Woolly Mammoth Theatre Company y el Studio Theatre. El Arena Stage reabrió sus puertas en 2010, tras una renovación y ampliación, en la emergente zona costera del suroeste de la ciudad. El Teatro Hispano GALA, ubicado en el histórico Tivoli Theatre de Columbia Heights, fue fundado en 1976 y es un Centro Nacional para las Artes Escénicas Latinas.
Otros espacios escénicos de la ciudad son el Andrew W. Mellon Auditorium en Federal Triangle, el Atlas Performing Arts Center en H Street, el Carter Barron Amphitheater en Rock Creek Park, el Constitution Hall en Downtown, el Keegan Theatre en Dupont Circle, el Lisner Auditorium en Foggy Bottom, el Sylvan Theater en el National Mall y el Warner Theatre en Penn Quarter. El Teatro Nacional, en el centro de Washington D. C., es el segundo teatro más antiguo en funcionamiento ininterrumpido de Estados Unidos, ya que abrió sus puertas en 1835.
El corredor de la calle U, en el noroeste de Washington D. C., conocido en su día como «el Broadway negro de Washington», alberga instituciones como el Howard Theatre y el Lincoln Theatre, que acogieron a leyendas de la música como Duke Ellington, John Coltrane y Miles Davis, oriundos de Washington. Al este de la calle U se encuentra Shaw, que también fue un importante centro cultural durante la era del jazz. En intersección con U Street está Fourteenth Street, que fue una extensión del corredor cultural de U Street entre los años 1920 y 1960. El conjunto de Fourteenth Street, U Street y Shaw fue el escenario del Renacimiento Negro en D.C., que formaba parte del más amplio Renacimiento de Harlem. En la actualidad, la zona que comienza en la céntrica calle Catorce y va hacia el norte por la calle U y hacia el este hasta Shaw cuenta con una gran concentración de bares, restaurantes y teatros, y se encuentra entre las zonas culturales y artísticas más notables de la ciudad.
La Asociación de Críticos Cinematográficos del Área de Washington D. C. (WAFCA), un grupo de más de 65 críticos de cine, celebra una ceremonia anual de entrega de premios.

### Gastronomía

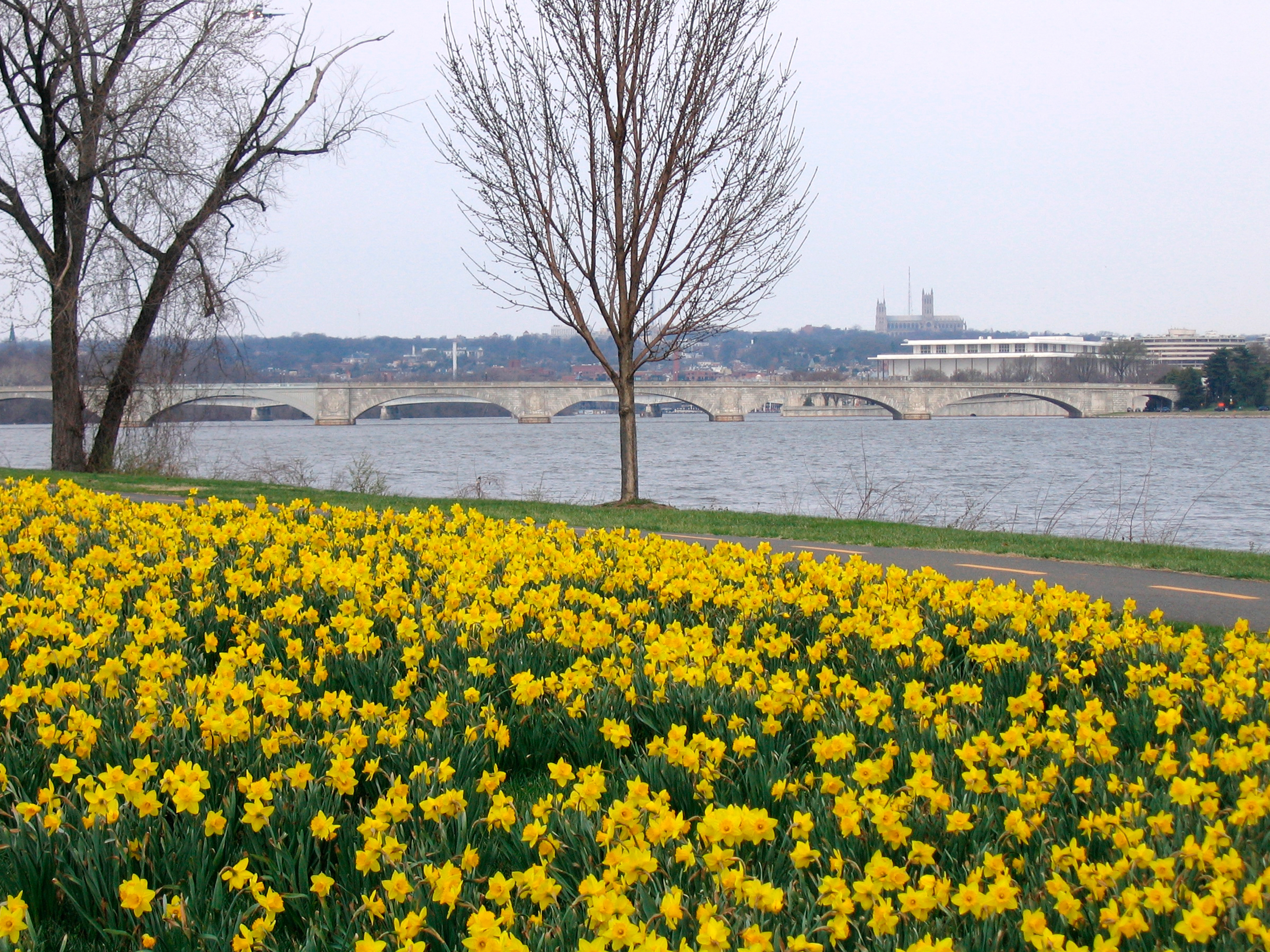
Vista de la Isla Columbia con 0,49 kilómetros cuadrados tiene un tamaño similar al de la Ciudad del Vaticano

Washington D. C. es rica en restaurantes finos y casuales; algunos la consideran una de las mejores ciudades del país para comer. La ciudad cuenta con una variada oferta de restaurantes, incluida una gran variedad de cocinas internacionales. En Chinatown, por ejemplo, hay más de una docena de restaurantes chinos. La ciudad también tiene muchas opciones de cocina de Oriente Próximo, europea, africana, asiática y latinoamericana. D.C. es conocida como una de las mejores ciudades del mundo en cocina etíope, debido en gran parte a los inmigrantes etíopes que llegaron en el siglo XX. Una parte del barrio de Shaw, en el centro de D. C. se conoce como la «Pequeña Etiopía» y tiene una gran concentración de restaurantes y tiendas etíopes. La diversidad de la cocina también se refleja en los numerosos camiones de comida de la ciudad, que se concentran especialmente a lo largo del National Mall, que tiene pocas opciones gastronómicas.
Entre las comidas más famosas nacidas en Washington D. C. se encuentra el half-smoke. La ciudad es también la cuna de la salsa mumbo, un condimento similar a la salsa barbacoa pero de sabor más dulce, que se suele utilizar con la carne y las papas fritas. Washington D. C. es conocida por popularizar la pizza jumbo slice, una pizza grande al estilo neoyorquino con raíces en el barrio de Adams Morgan.
Uno de los restaurantes más emblemáticos de la ciudad es Ben's Chili Bowl, situado en la calle U desde su fundación en 1958. El restaurante saltó a la fama como escape pacífico durante los violentos disturbios raciales de 1968 en la ciudad. Famoso por sus perritos de chili y sus medias raciones, a lo largo de los años ha recibido la visita de numerosos presidentes y famosos. La pastelería Georgetown Cupcake se hizo famosa por su aparición en el programa de telerrealidad DC Cupcakes. Otro punto de interés culinario es Union Market, en el noreste de Washington D. C., un antiguo mercado agrícola y mayorista que ahora alberga un gran salón de comida gourmet.

Para 2024, 25 restaurantes (incluido uno en Virginia, The Inn at Little Washington) han recibido estrellas en la Guía Michelin de D.C. Esto representa el mayor número de restaurantes con estrellas per cápita de todas las ciudades de EE. UU., y el tercero del mundo. Varios chefs famosos han abierto restaurantes en la ciudad, entre ellos José Andrés, Kwame Onwuachi, Gordon Ramsay, y anteriormente Michel Richard.

### Turismo
Se trata de un punto turístico importante, con monumentos y obras arquitectónicas de especial interés. El turismo en Washington D. C. es un componente vibrante y esencial de la identidad de la ciudad, que enriquece la cultura y la economía locales. Con sus monumentos emblemáticos, su rica historia y sus diversas experiencias, sigue atrayendo a millones de visitantes cada año. A medida que Washington D. C. se enfrenta a los retos del panorama turístico moderno, mantiene su compromiso de mostrar su patrimonio al tiempo que adopta nuevas tendencias que celebran el espíritu dinámico de la capital de la nación. El futuro del turismo en Washington D. C. parece prometedor, con un potencial de crecimiento e innovación continuos a medida que sigue atrayendo a viajeros de todo el mundo.
Washington D. C. se beneficia de un variado abanico de turistas, entre los que se incluyen viajeros nacionales, visitantes internacionales, grupos escolares y profesionales que asisten a conferencias. En los últimos años, la ciudad ha experimentado un cambio hacia el turismo experiencial, ya que los visitantes buscan conexiones más profundas con la cultura y la historia locales.

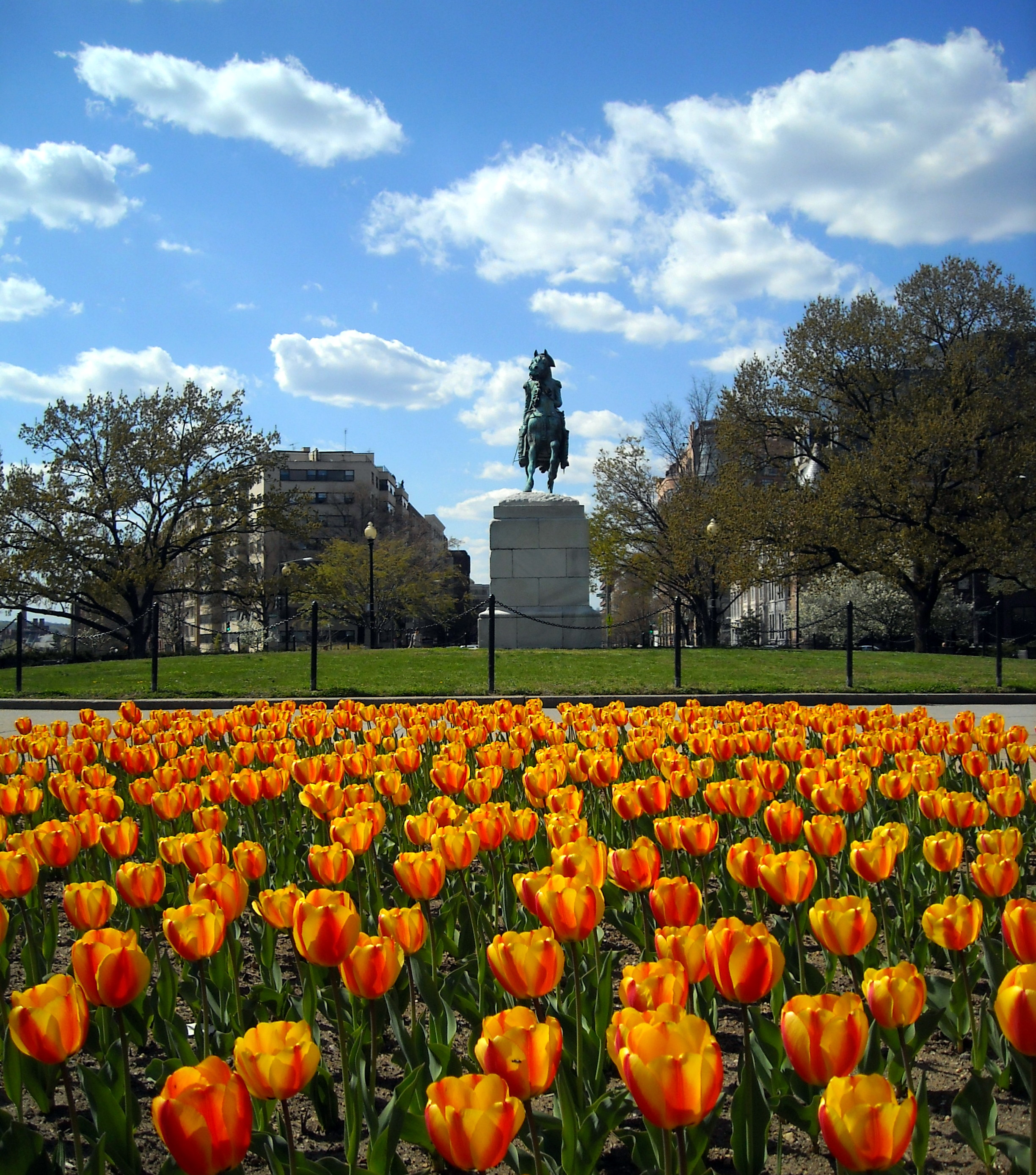
Círculo de Washington

Los eventos de temporada, como el Festival Nacional del Cerezo en Flor, atraen a grandes multitudes y celebran la belleza de la naturaleza al tiempo que honran la amistad entre Estados Unidos y Japón. Además, las iniciativas para promover el arte, la música y la gastronomía locales han animado a los visitantes a explorar más allá de los lugares tradicionales.
El turismo contribuye sustancialmente a la economía de Washington D. C.. En los últimos años, millones de visitantes han acudido en masa a la ciudad, aportando miles de millones de dólares a la economía local. El sector de la hostelería, que incluye hoteles, restaurantes y locales de ocio, depende en gran medida de la afluencia de turistas, generando puestos de trabajo y apoyando a las empresas locales.
Además, la industria turística ayuda a financiar los servicios e infraestructuras de la ciudad a través de los ingresos generados por los impuestos y otras fuentes relacionadas, desempeñando un papel vital en el mantenimiento del atractivo y la accesibilidad de la ciudad.
A pesar de sus puntos fuertes, el sector turístico de Washington D. C. se enfrenta a varios retos. Las fluctuaciones estacionales pueden provocar aglomeraciones en las horas punta, lo que ejerce presión sobre el transporte y los servicios públicos. Además, las preocupaciones sobre la asequibilidad y la accesibilidad pueden limitar las oportunidades de ciertos grupos demográficos para experimentar plenamente lo que Washington D. C. tiene que ofrecer.

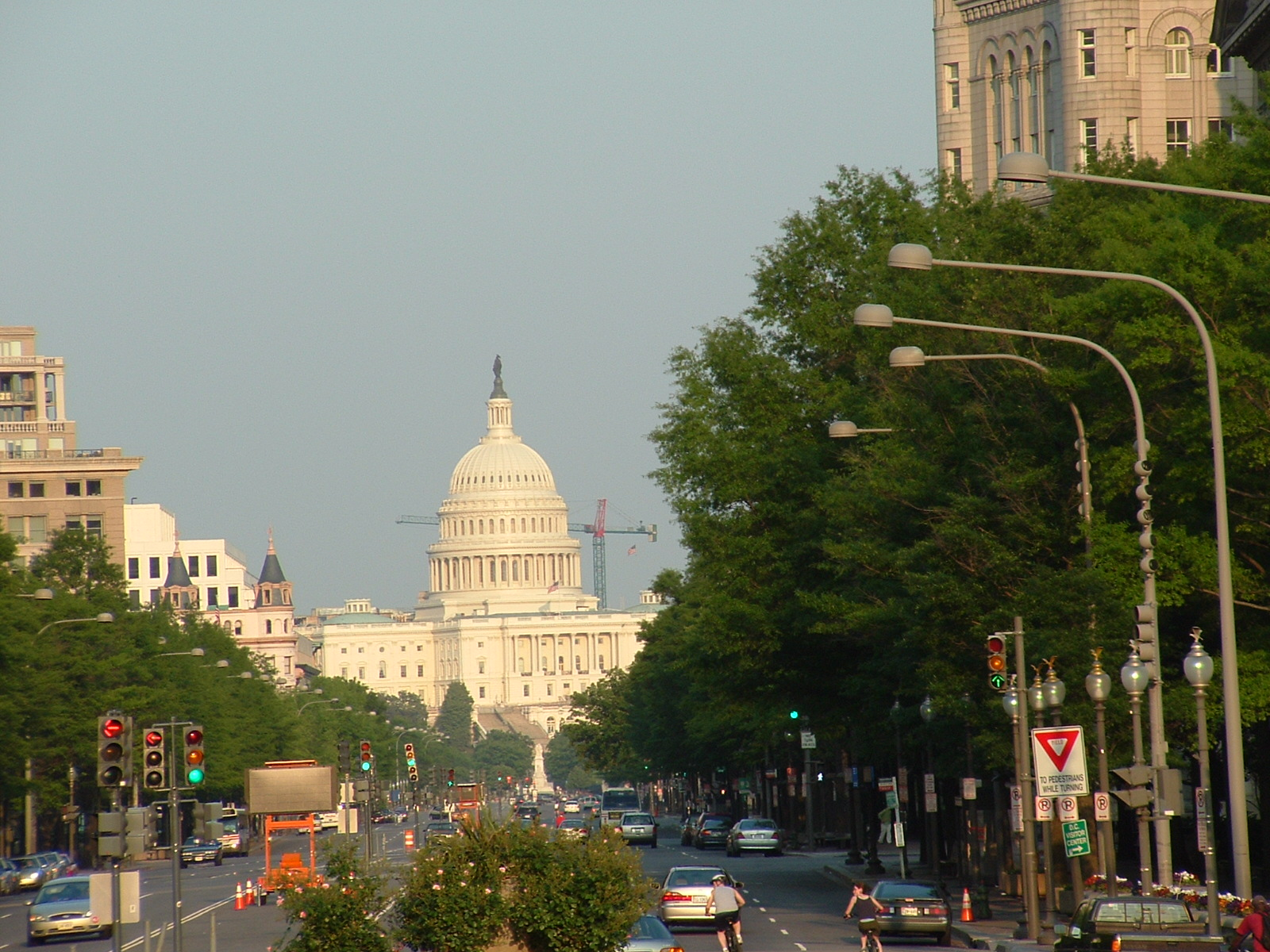
Vista del Capitolio

La pandemia de COVID-19 supuso una perturbación sin precedentes para el sector turístico, que se tradujo en un descenso del número de visitantes y de los ingresos. Sin embargo, Washington D. C. ha demostrado su capacidad de recuperación, adaptándose a las nuevas tendencias de viaje y a los protocolos de seguridad para volver a dar la bienvenida a los turistas.
En el entorno del National Mall destacan:
- El Capitolio de los Estados Unidos
- El Monumento a Washington
- El Monumento a Lincoln
- El Monumento a Jefferson
- El Monumento a Franklin Delano Roosevelt
- El Monumento Nacional a la Segunda Guerra Mundial
- El Monumento a los Veteranos de la Guerra de Corea
- El Monumento a los Veteranos del Vietnam
- El Monumento a Albert Einstein

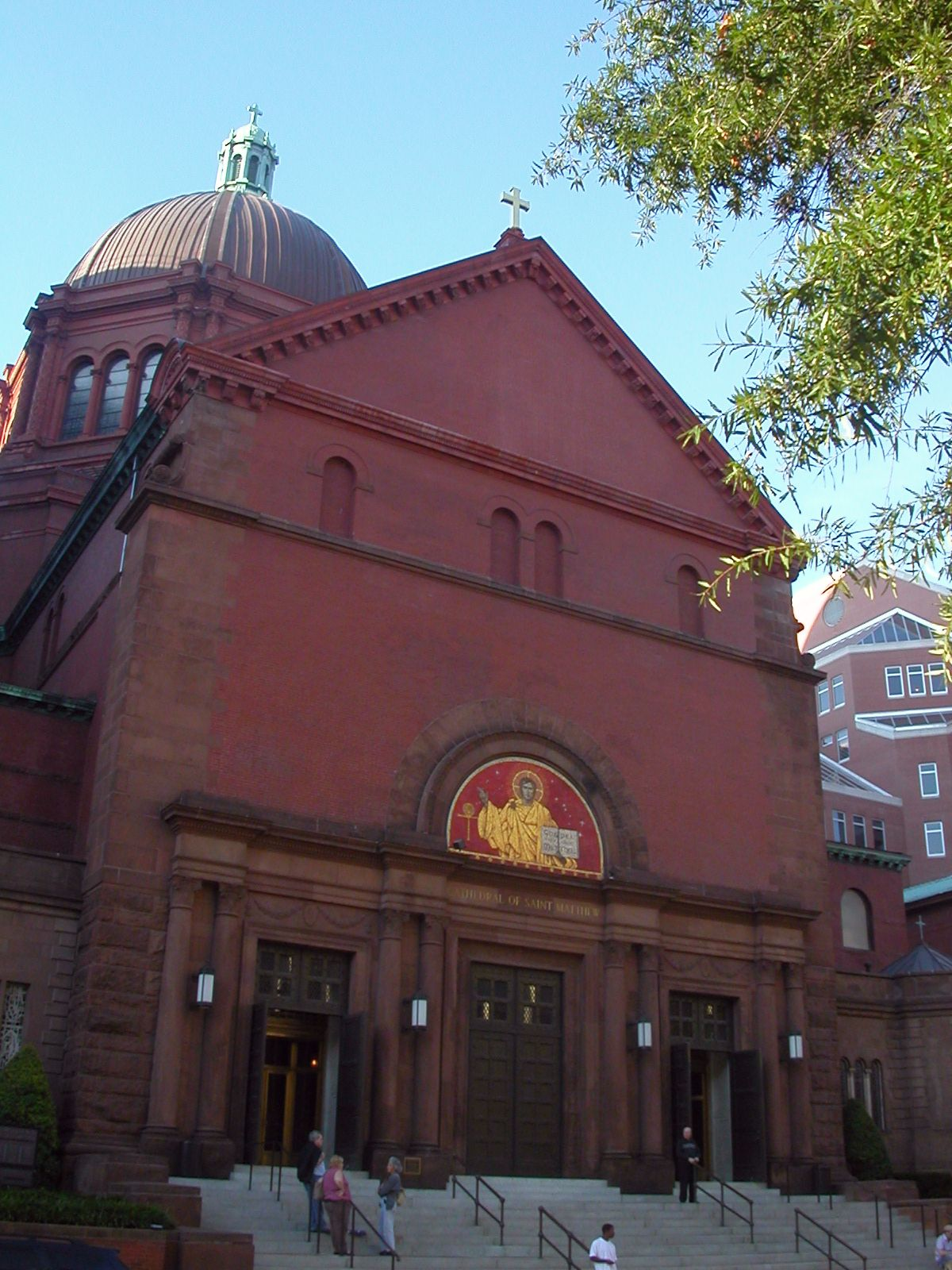
Catedral de San Mateo Apóstol

Además de los monumentos sobre el Potomac en:
- Isla Theodore Roosevelt
- Isla Columbia (Distrito de Columbia)
- Hains Point.

### Templos
- La catedral de San Mateo.
- La catedral de San Pedro y San Pablo (episcopaliana).
- La basílica del Santuario Nacional de la Inmaculada Concepción (católica), patrona de Estados Unidos.
- La iglesia de San Patricio (católica).

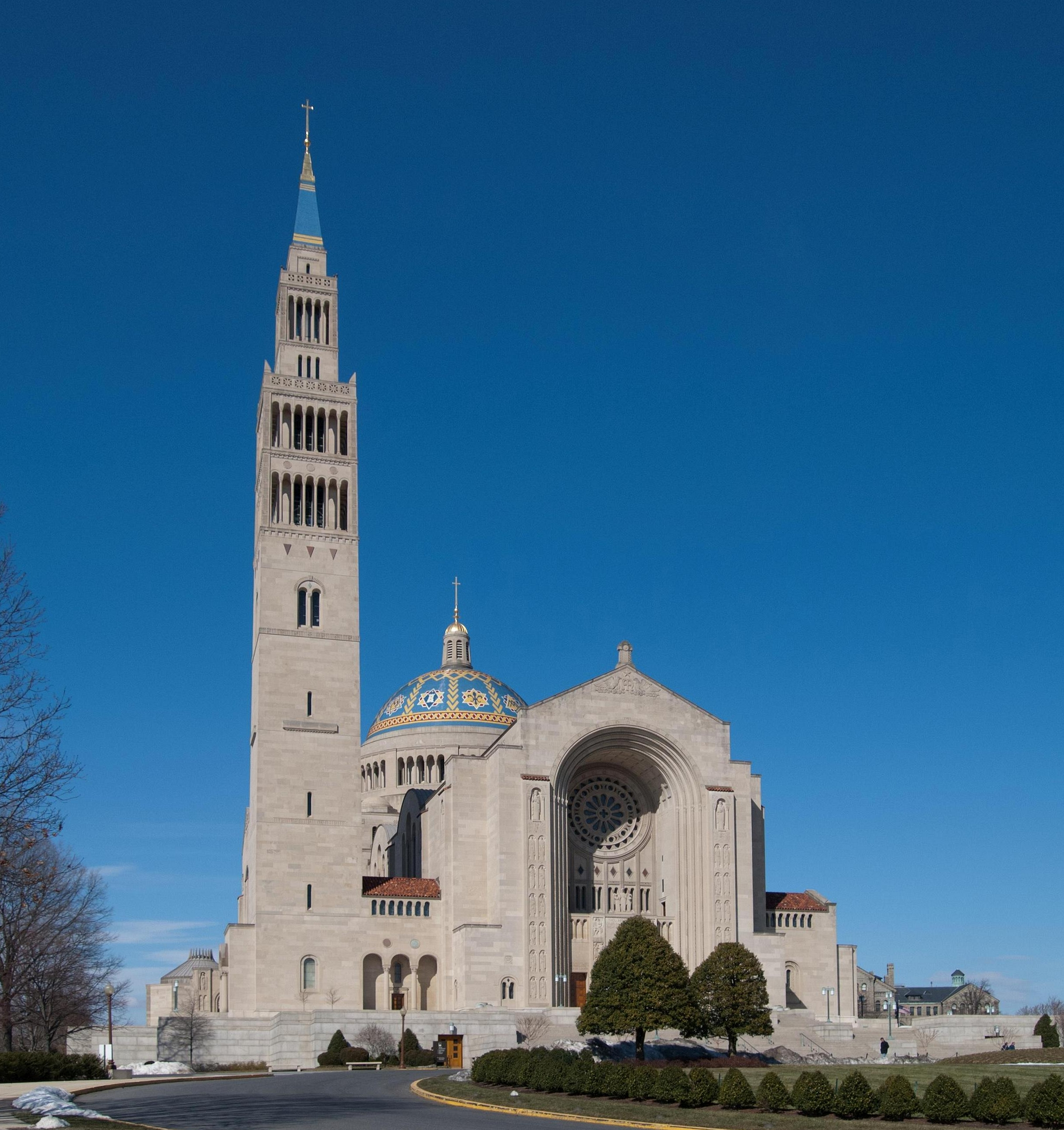
Basílica del Santuario Nacional de la Inmaculada Concepción

- Saint Peters Catholic Church
- Holy Trinity Catholic Church
- Epiphany Catholic Church
- St Stephen-Martyr Church
- St Dominics Church
- St Thomas Apostle Catholic Church
- Franciscan Monastery

### Instituciones
- La Casa Blanca, residencia del presidente de los Estados Unidos y sede del Gobierno de los Estados Unidos
- Blair House
- Instituto Smithsoniano

### Museos
- Museo Nacional de Arte y Cultura Afroamericana
- Museo Nacional del Aire y el Espacio
- Museo Nacional de Historia estadounidense
- Museo Nacional de Historia India
- Galería Arthur M. Sackler
- Galería Corcoran
- Galería Freer
- Museo Hirshhorn y Jardín de Esculturas
- Museo del Holocausto
- Museo Internacional del Espionaje
- Archivos Nacionales
- Galería Nacional de Arte
- Museo Nacional de Arte Africano
- Museo Nacional de Historia Natural
- Galería Nacional de Retratos
- Colección Phillips
- Galería Renwick
- Centro John F. Kennedy para las Artes Escénicas
- Centro Cultural Papa Juan Pablo II
- Museo Nacional de Mujeres Artistas
- Museo de la Biblia[96]

### Programas de televisión

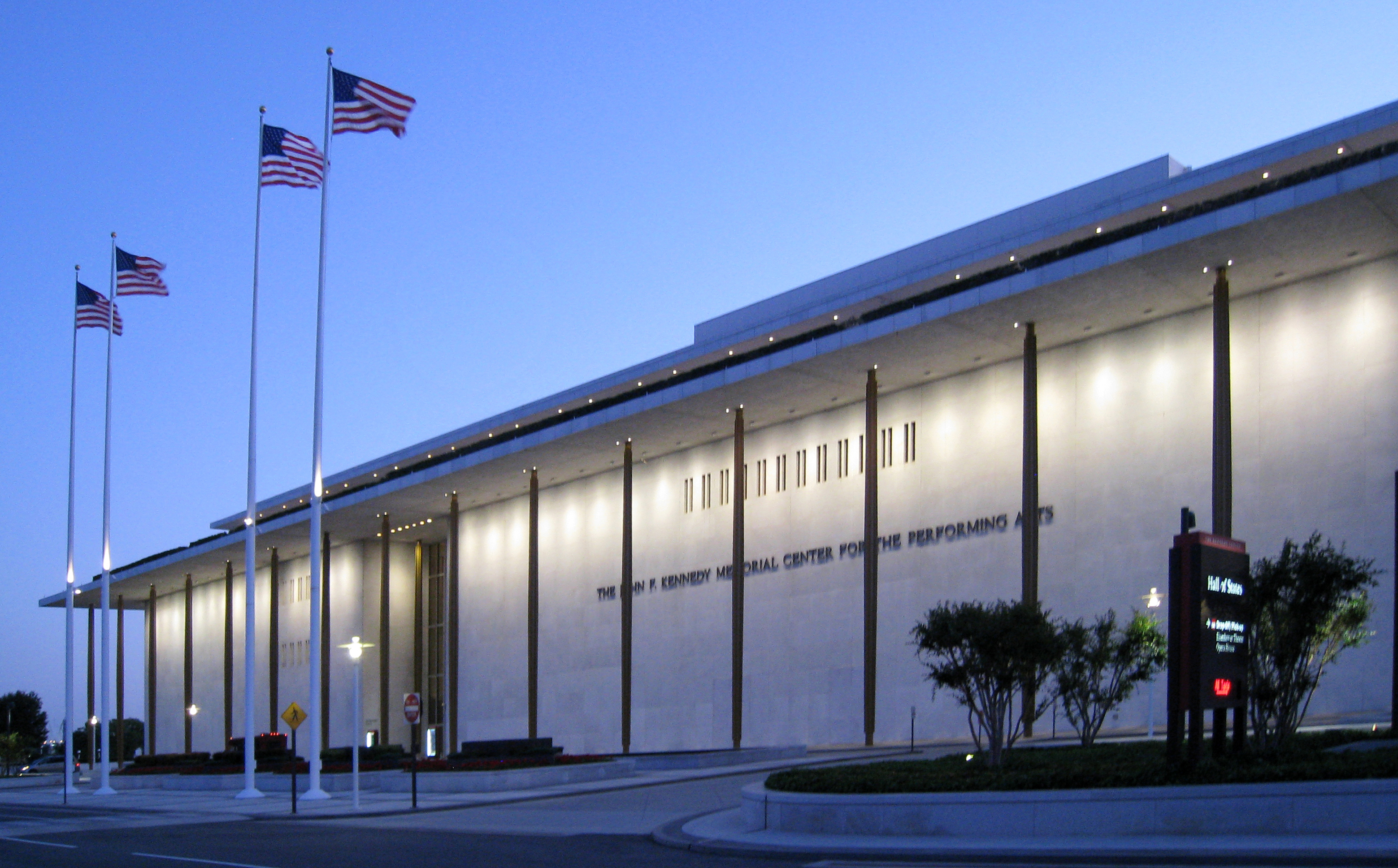
Centro de Artes Escénicas John F. Kennedy

Ha habido varias series de televisión que se han desarrollado dentro del distrito. La mayoría han estado relacionadas con el gobierno (The West Wing, Commander in Chief y 24) o con organizaciones de seguridad (The District, Get Smart y The X-Files). Otros programas tenían a la capital de la nación como un punto secundario, usándola meramente como escenario. Por ejemplo, Murphy Brown se enfocaba en las vidas de los reporteros de la revista de noticias (ficticia) basada en Washington, la FYI. La telenovela Capitol contaba historias acerca de la intriga política. La comedia 227 presentaba la vida de la mayoría afroamericana vista desde los ojos de los residentes en un edificio de apartamentos en Washington. Cory en la Casa Blanca de Disney Channel se desarrolla en Washington D. C. También hay muchas películas rodadas y filmadas en la ciudad cada año. Bones, la serie de la Fox Broadcasting Company, se desarrolla en el Jeffersonian (Instituto Smithsoniano) y en el FBI. La serie de televisión Seven Days frecuentemente empleaba esta ciudad como lugar donde ocurrían toda clase de ataques terroristas. Así mismo, en Homeland, el protagonista Brody acostumbra visitar Washington.

### Música
La ciudad es sede de la Ópera Nacional de Washington, la Orquesta Sinfónica Nacional de Estados Unidos (fundado en 1931 por Hans Kindler) y el programa DC Orquesta Juvenil, (fundada en 1960) en el Centro John F. Kennedy, un lugar importante a nivel nacional para una variedad de actuaciones musicales, muchas de los cuales son presentados por Washington Performing Arts Society, una organización independiente, sin fines de lucro fundada por el empresario Patrick Hayes.
La primera compañía de ópera en D. C. fue la semiprofesional Ópera Nacional de Washington (1919–1936); realizando eventos en lugares que van desde auditorios de la escuela local al Constitución Hall. en el presente es residente en el Kennedy Center, conocido simplemente como la ópera de Washington hasta el año 2000.

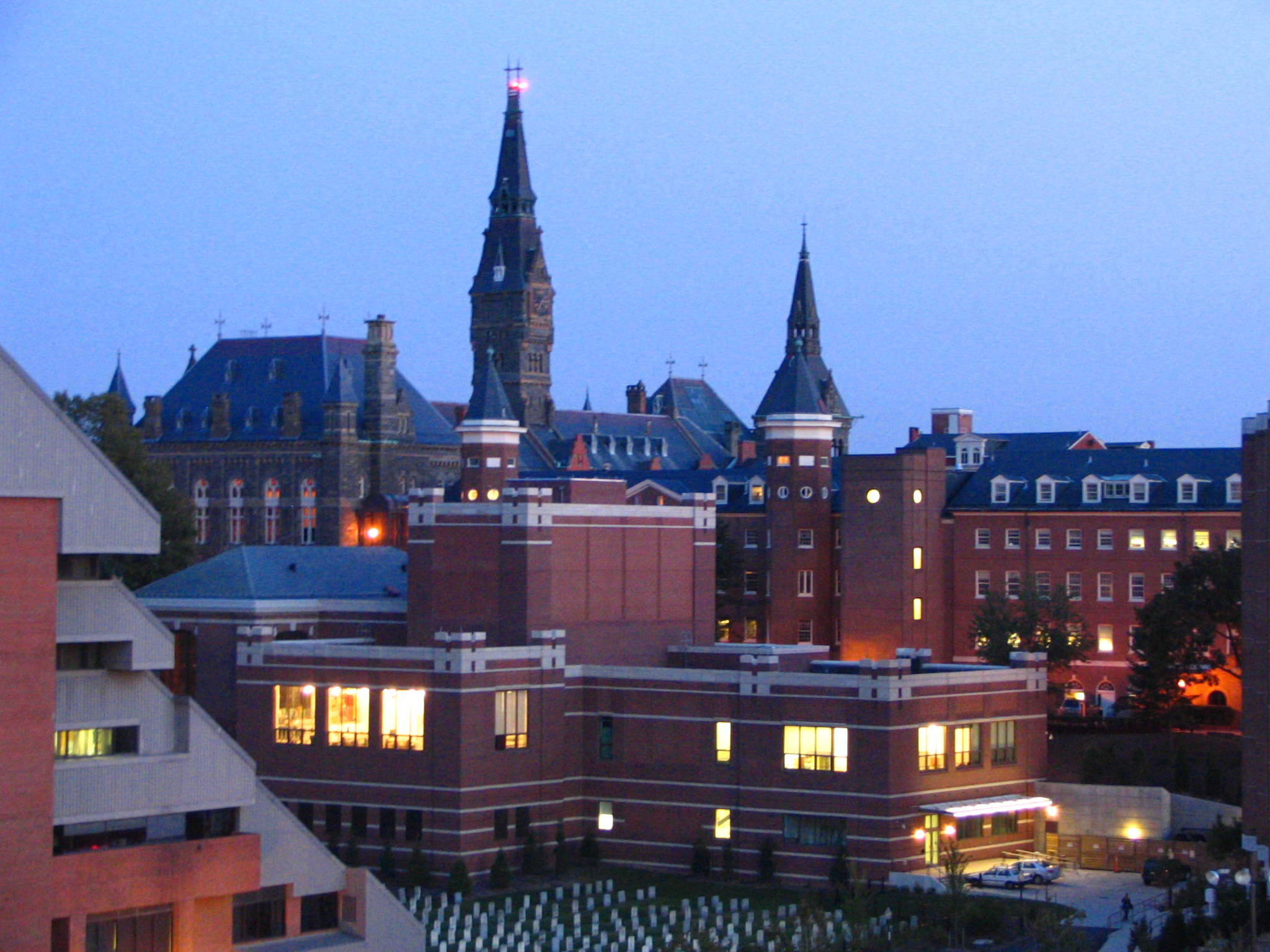
Centro Davis de Artes Escénicas

La banda de Marina de Estados Unidos también está en Washington, D. C., es el grupo musical más antiguo en los Estados Unidos (formado en 1798, antes de fundar la ciudad). El conductor más famoso de la banda de la Marina de Estados Unidos es sin duda John Philip Sousa, quien compuso muchas de las marchas estadounidenses más famosas, así como comedias musicales.

### Apariciones en el cine
- 1939: Caballero sin espada de Frank Capra. Aparece: Capitolio y la Biblioteca del Congreso.
- 1942: El asunto del día de George Stevens. Aparece: Corte Suprema.
- 1951: Ultimátum a la Tierra de Robert Wise. Aparece: El museo Smithsonian
- 1956: La Tierra contra los platillos voladores de Fred F. Sears. Aparece: los diferentes edificios de poder.
- 1962: Tempestad sobre Washington de Otto Preminger. Aparece: Senado.
- 1964: Siete días de mayo de John Frankenheimer. Aparece: Casa Blanca y calles.
- 1973: El Exorcista de William Friedkin. Aparece: Varias localizaciones entre ellas el barrio de Georgetown., la Universidad de Georgetown.
- 1976: Todos los Hombres del Presidente de Alan J. Pakula. Aparece: Calles. el edificio J. Edgar Hoover y el Hotel Watergate
- 1987: No hay salida de Roger Donaldson. Aparece: Hotel Watergate y calles.
- Al filo de la noticia de James L. Brooks,. Aparece::
- 1991: El Silencio de los Corderos de Jonathan Demme.Aparece: El museo Smithsonian
- 1992: Algunos hombres buenos de Rob Reiner. Aparece: el barrio de Georgetown
- 1994: Forrest Gump de Robert Zemeckis. Explanada Nacional, Casa Blanca y calles.
- Mentiras Verdaderas de James Cameron. Aparece: Hotel Watergate y el barrio de Georgetown..
- 1996: Mars Attacks! de Tim Burton. Aparece: Casa Blanca y calles.
- Independence Day de Roland Emmerich. Aparece: Casa Blanca, Capitolio y otros monumentos.
- 1997: The Game de David Fincher. Aparece: el Mercado de pescado, el Monumento a Washington
- La cortina de humo de Barry Levinson. Aparece: el barrio de Capitol Hill
- 1999: Election de Alexander Payne. Aparece: Monumento a Lincon y calles.
- 2001: Hannibal. De Ridley Scott. Aparece: Washington Union Station
- 2002: Minority Report de Steven Spielberg. Aparece: Hotel Willard
- 2004: La búsqueda de Jon Turteltaub. Aparece: La película en un recorrido por toda la ciudad.
- 2005: De boda en boda de David Dobkin. Aparece: el Monumento a Washington y el Monumento a Lincon
- 2008: Quemar después de leer de los hermanos Coen. Aparece: el barrio de Georgetown.
- 2009: Noche en el museo 2 de Shawn Levy. Aparece: El museo Smithsonian
- La sombra del poder de Kevin Macdonald. Aparece: Centro Kennedy y calles
- 2014: Capitán América: el soldado de invierno de Anthony Russo, y Joe Russo. Aparece: Explanada Nacional y calles.
- 2016: Jackie de Pablo Larraín. Aparece: Casa Blanca y calles.
- 2018: Una Cuestión de Género de Mimi Leder. Aparece: La corte suprema.
- 2021: Wonder Woman 1984 de Patty Jenkins. Aparece: Explanada Nacional, Casa Blanca y calles.
- 2023: Oppenheimer de Christopher Nolan. Aparece: Senado.

## Deporte

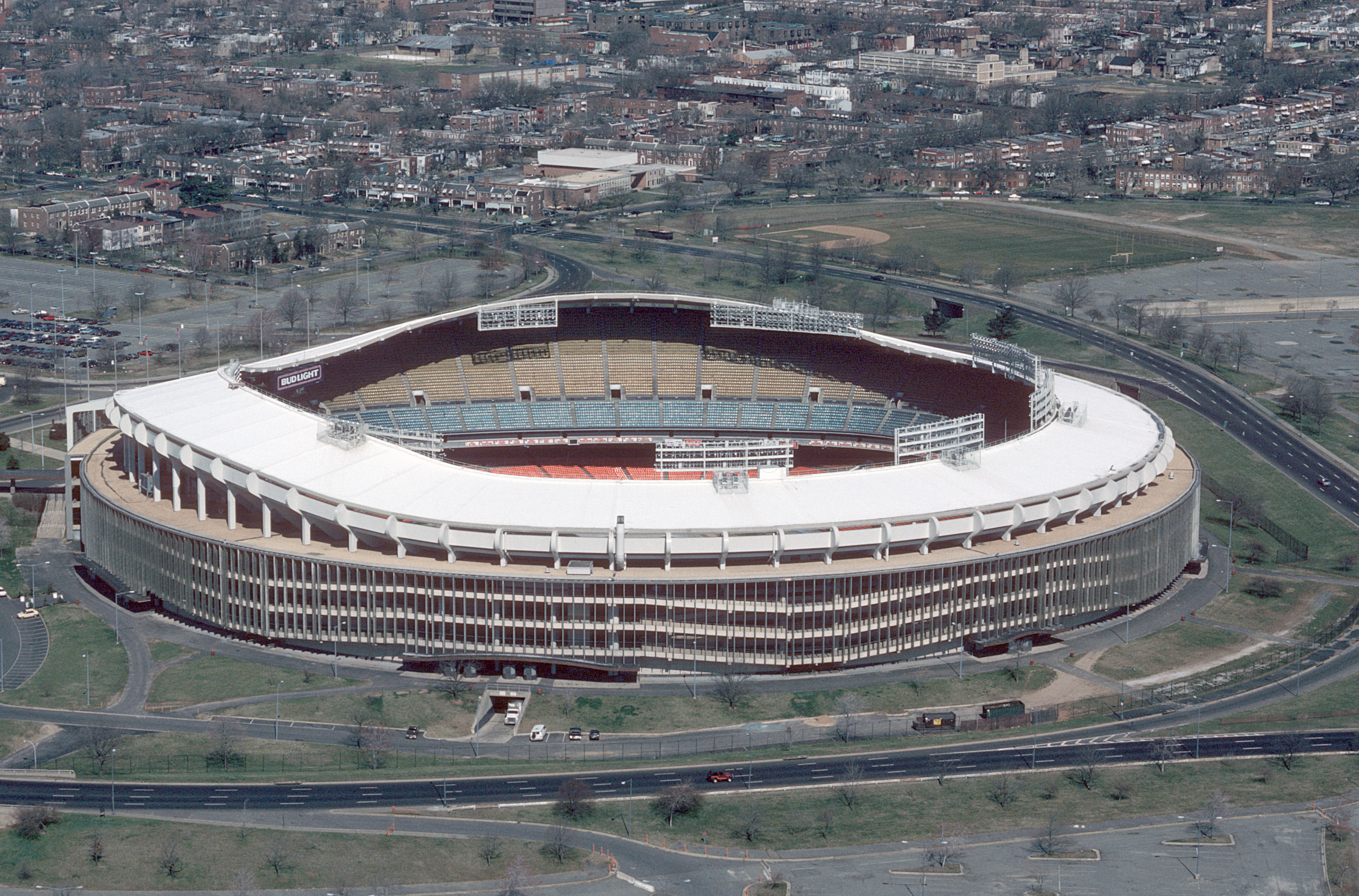
El Robert F. Kennedy Memorial Stadium es el mayor recinto deportivo de la ciudad, con una capacidad oficial para 55 672 espectadores, y ha sido la sede de, al menos, diez equipos profesionales de fútbol americano, béisbol y fútbol.

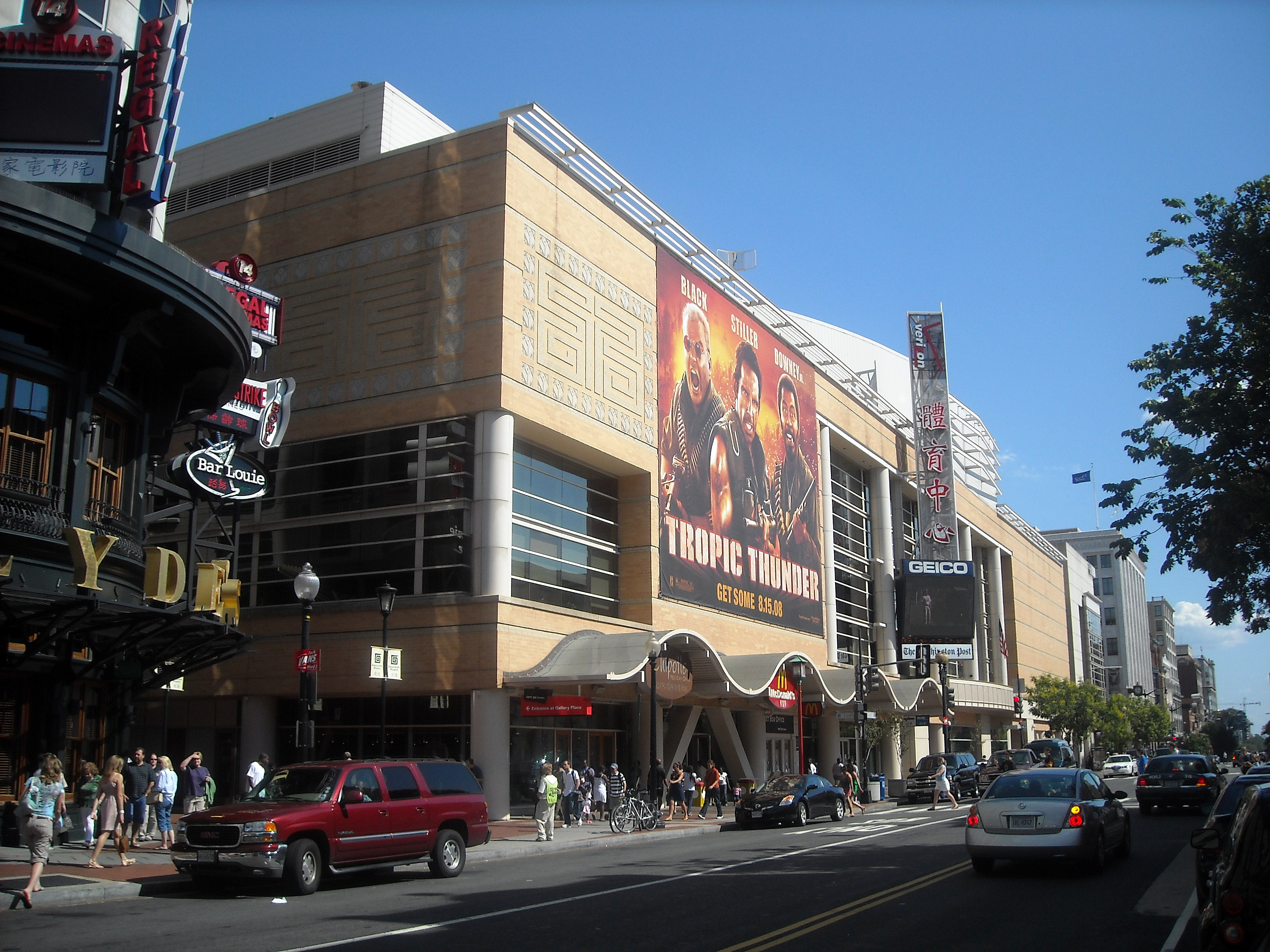
El Capital One Arena, sede de los Wizards y los Capitals

Washington D. C. es una de las doce ciudades estadounidenses que tiene al menos un equipo en las cuatro grandes ligas profesionales del país. Los Washington Commanders de fútbol americano tienen cinco títulos de NFL (tres de ellos de la era Super Bowl), los Washington Wizards de baloncesto han ganado un campeonato de la NBA y los Washington Capitals de hockey sobre hielo cuentan con una Stanley Cup en su palmarés. El equipo de béisbol, los Washington Nationals, suma cinco un título de división. Asimismo, la capital es sede de equipos de ligas mayores de fútbol y baloncesto femenino y de numerosos equipos de ligas menores y semiprofesionales. Por otra parte, cuenta con cuatro equipos de la División I de la National Collegiate Athletic Association (más otras tres en el área metropolitana fuera del área de la ciudad).
| Equipo                    | Deporte            | Liga                                         | Recinto                                    |
| ------------------------- | ------------------ | -------------------------------------------- | ------------------------------------------ |
| D.C. United               | Fútbol             | Major League Soccer, Conferencia Este        | Audi Field                                 |
| Washington D. C. Slayers  | Rugby league       | Liga Nacional Americana de Rugby             | Raoul Wallenberg Park                      |
| Legg Mason Tennis Classic | Tenis              | US Open Series                               | Rock Creek Park                            |
| Washington Bayhawks       | Lacrosse           | Major League Lacrosse                        | Multi-Sport Field                          |
| Washington Capitals       | Hockey sobre hielo | NHL, Conferencia Este, División Sudeste      | Capital One Arena                          |
| Washington Mystics        | Baloncesto         | WNBA, Conferencia Este                       | Capital One Arena                          |
| Washington Nationals      | Béisbol            | Grandes Ligas de Béisbol; NL, División Este  | Nationals Park                             |
| Washington Commanders     | Fútbol americano   | National Football League; NFC, División Este | FedExField (Landover, Maryland)            |
| Washington Wizards        | Baloncesto         | NBA; Conferencia Este, División Sudeste      | Capital One Arena                          |
| Old Glory DC              | Rugby              | MLR                                          | Estadio Cardenal                           |
| Washington Spirit         | Fútbol Femenino    | NWSL                                         | Maryland SoccerPlex (Germantown, Maryland) |

Otros equipos profesionales y semiprofesionales con sede en la ciudad son el Baltimore Washington Eagles de la USAFL, D. C. Divas de la NWFA, D. C. Explosión de la Minor League Football, el equipo de rugby Washington RFC de la Rugby Super League, así como de otros equipos participantes de la Potomac Rugby Union y de la Liga de Críquet de Washington. También fue sede del Washington Freedom de la WUSA, entre 1987 y 1989, sede del Washington Wave de la Major Indoor Lacrosse League, y durante las temporadas de 2000 a 2002 de esta liga, el Washington Power estuvo en la ciudad.
Hubo dos equipos de las Grandes Ligas de Béisbol llamados Washington Senators a principios y mediados del siglo XX, los cuales se fueron de la ciudad y se convirtieron en los Minnesota Twins y los Texas Rangers. En el siglo XIX, la ciudad fue sede de equipos llamados Washington Nationals, Washington Statesmen y Washington Senators desde la década de 1870 hasta el final del siglo.
Washington fue la sede de varios equipos de béisbol de las Ligas de Negros, incluyendo a los Homestead Grays, Washington Black Senators, Washington Elite Giants, Washington Pilots y Washington Potomacs.
El Capital One Arena en Chinatown, casa de los Capitals, Mystics, Wizards y Georgetown Hoyas, es también un recinto mayor para conciertos, lucha libre profesional de World Wrestling Entertainment (WWE), y otros eventos, habiendo reemplazado al antiguo Capital Centre. Desde su apertura en 1997, la arena ha servido como un catalizador de prosperidad en Chinatown. Edificios de oficinas, condominios de alta calidad, cadenas de restaurantes, salas de cine y otros lujos han surgido alrededor de Chinatown. Por otra parte, el crecimiento ha eliminado muchas figuras de Chinatown, y sólo una fracción del lugar continúa siendo «china».
El equipo de fútbol de la ciudad, el D.C. United, es una de las franquicias más exitosas en la historia de la Major League Soccer, con cuatro campeonatos de liga y trece campeonatos totales ganados, ambos récords de la liga. La ciudad también es considerada el mercado de fútbol más apasionado, con una lista de personas incluyendo al Comisionado de la MLS, Don Garber y al comentarista de la televisión (y antiguo jugador de la Selección nacional estadounidense y de la MLS) Eric Wynalda, que declaran rotundamente que Washington es el mejor mercado futbolero.
En 1994, el Robert F. Kennedy Memorial Stadium fue sede de cinco partidos de la Copa Mundial de Fútbol de ese año (cuatro de primera ronda y uno de octavos de final). También se celebraron encuentros de la Copa Mundial Femenina de Fútbol de 2003 en este estadio.
Washington es anfitrión del torneo anual de tenis Torneo de Washington que se celebra en el Centro de Tenis Carter Barron en la Calle 17. Forma parte del ATP Tour y actualmente tiene categoría ATP 500.
El Maratón de la Infantería de Marina y el Maratón Nacional son celebrados anualmente en Washington.

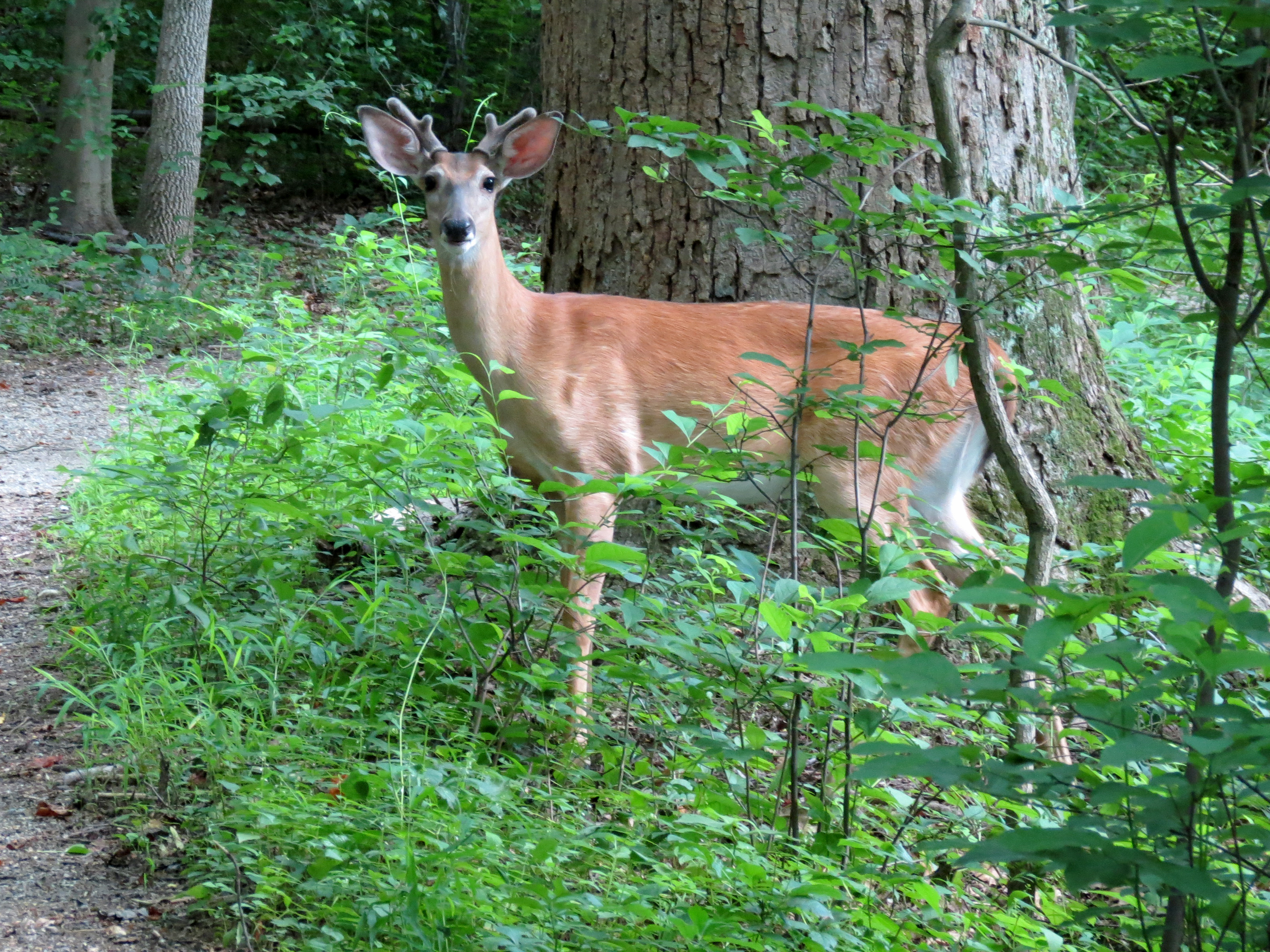
Ciervo de cola blanca (Odocoileus virginianus) en el parque Rock Creek un espacio natural de 8 kilómetros cuadrados (4 veces el tamaño de Mónaco) dentro de Washington D.C

## Parques
Hay muchos parques, jardines, plazas y círculos por todo Washington. La ciudad cuenta con 683 parques y zonas verdes, que ocupan casi una cuarta parte de su superficie, por lo que el 99 % de los residentes viven a menos de 10 minutos a pie de un parque. Según la organización sin ánimo de lucro Trust for Public Land, Washington ocupa el primer lugar entre las 100 mayores ciudades de EE. UU. por sus parques públicos, basándose en indicadores como la accesibilidad, la proporción de terreno reservado para parques y la cantidad invertida en zonas verdes.
El Parque Rock Creek, situado en el noroeste de D.C., es el parque más grande de la ciudad y está administrado por el Servicio de Parques Nacionales. Situada en la parte norte de la Casa Blanca, Lafayette Square es una plaza pública histórica. Lleva el nombre del marqués de Lafayette, un francés que fue comandante durante la Guerra de la Independencia, y ha sido escenario de numerosas protestas, marchas y discursos. Las casas que bordean Lafayette Square han servido de hogar a muchas figuras notables, como la primera dama Dolley Madison y el Secretario de Estado de Abraham Lincoln, William H. Seward, que fue apuñalado por un intruso en su casa de Lafayette Square la noche del asesinato del Presidente Lincoln Situada junto a la plaza y en Pensilvania Avenue, frente a la Casa Blanca, se encuentra la Blair House, que sirve de principal casa de huéspedes de estado para el Presidente de EE. UU.

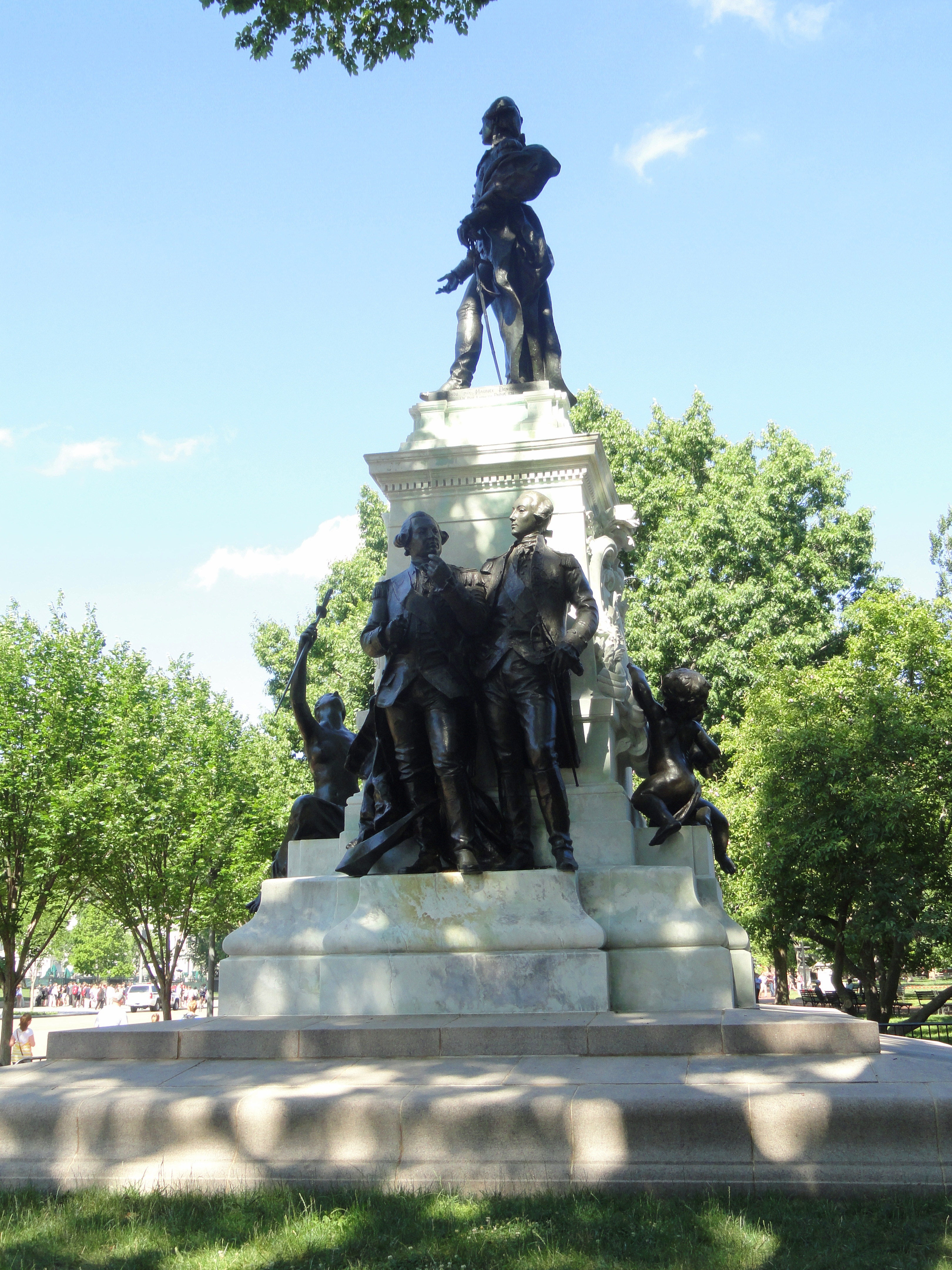
Monumento al marqués de La Fayette, general francés que contribuyó a la Independencia de Estados Unidos.

Hay varias islas fluviales en Washington D. C., entre ellas la isla de Theodore Roosevelt, en el río Potomac, que alberga el Monumento Nacional a Theodore Roosevelt y varios senderos. La isla de Columbia, también en el Potomac, alberga el Lyndon Baines Johnson Memorial Grove, el Monumento a la Marina Mercante y un puerto deportivo. La isla Kingman, en el río Anacostia, alberga el campo de golf Langston y un parque público con senderos.
Otros parques, jardines y plazas son Dumbarton Oaks, el Parque Meridian Hill, The Yards, el Parque Anacostia, El Parque Lincoln, el Parque y Jardínes acuáticos Kenilworth, Franklin Square, McPherson Square, Farragut Square y Chesapeake and Ohio Canal National Historical Park. Hay un gran número de rotondas y parques circulares en Washington D. C., como Dupont Circle, Logan Circle, Scott Circle, Sheridan Circle, Thomas Circle y Washington Circle, entre otros.
El Arboreto Nacional de Estados Unidos es un denso arboreto del noreste de D.C. repleto de jardines y senderos. Su monumento más destacado es el de las Columnas del Capitolio Nacional.

## Ciudades hermanadas
Washington D. C. está hermanada con:
| Ciudades Hermanadas con Washington, D. C. | Ciudades Hermanadas con Washington, D. C. | Ciudades Hermanadas con Washington, D. C. |
| ----------------------------------------- | ----------------------------------------- | ----------------------------------------- |
| Acra, Ghana                               | Dakar, Senegal                            | Seúl, Corea del Sur                       |
| Atenas, Grecia                            | Berlín, Alemania                          | Sunderland, Reino Unido                   |
| Bangkok, Tailandia                        | Pekín, China                              | Londres, Reino Unido                      |
| Bogotá, Colombia                          | París, Francia                            | Ankara, Turquía                           |
| Bruselas, Bélgica                         | Tegucigalpa, Honduras                     | Ciudad de Guatemala, Guatemala            |
| San Salvador, El Salvador                 | Tshwane, Sudáfrica                        | Roma, Italia                              |

## Monumentos

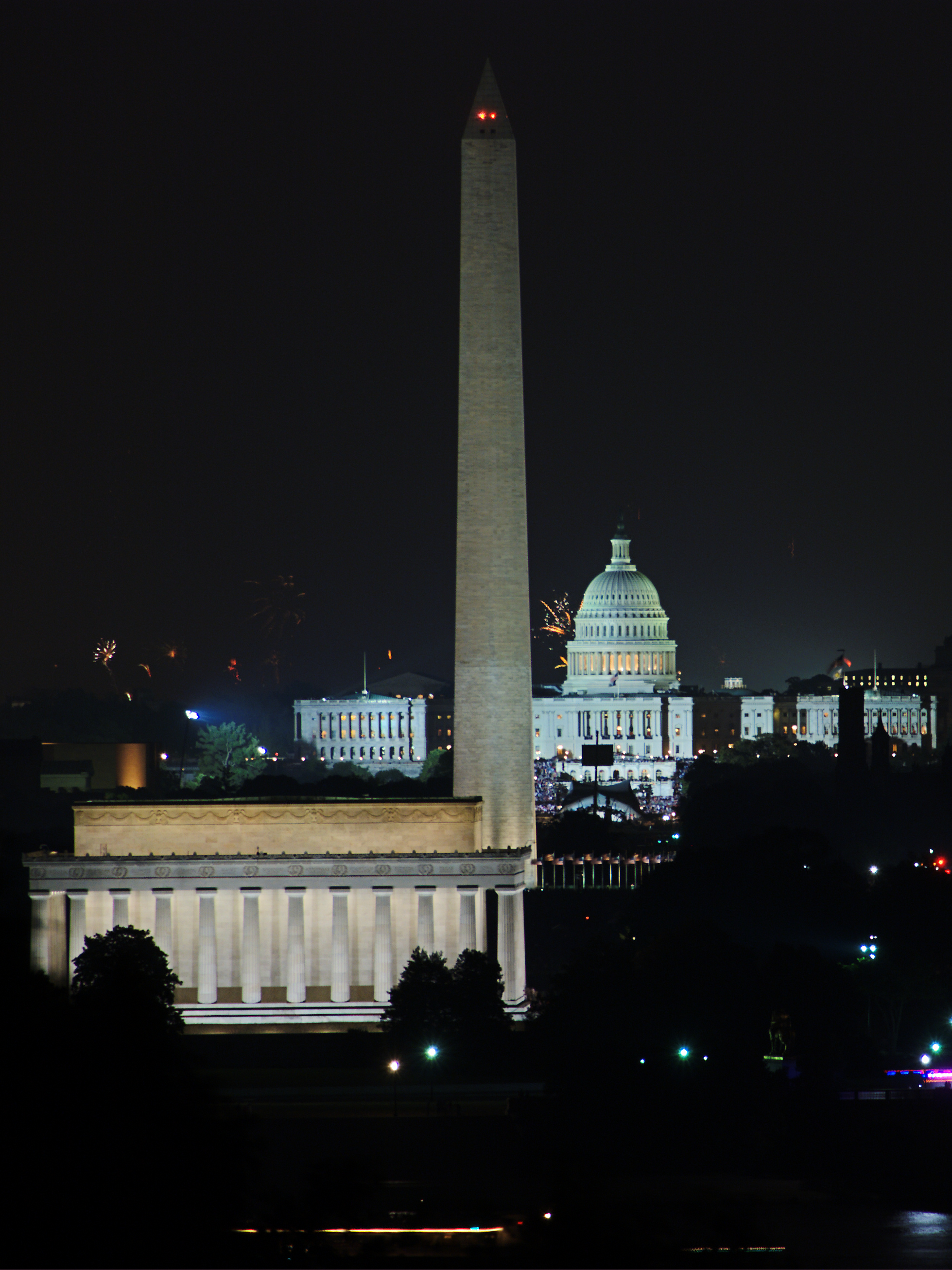
Monumento a Lincoln, Obelisco de Washington y el Capitolio de los Estados Unidos (2007)
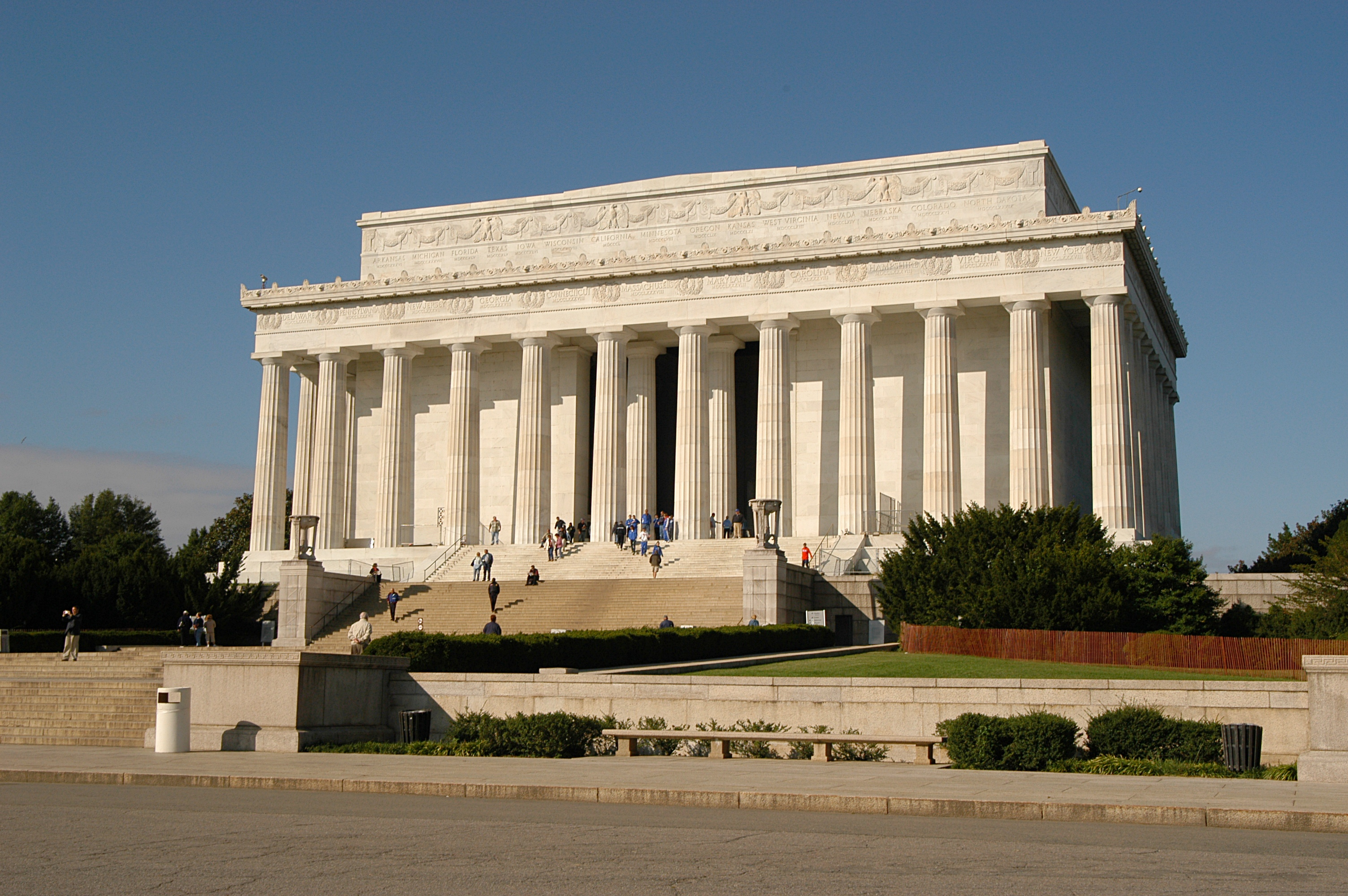
Monumento a Lincoln
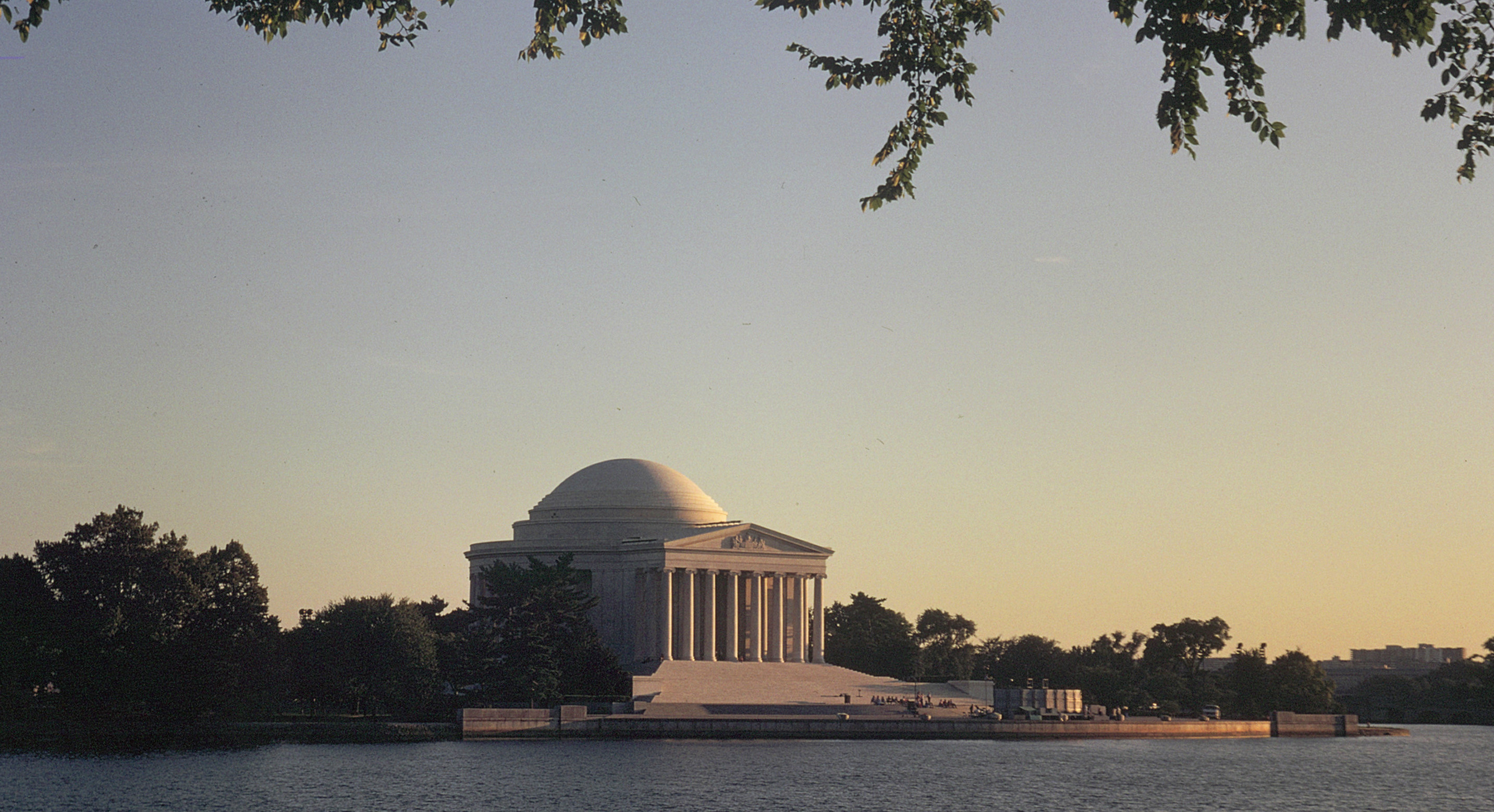
Monumento a Thomas Jefferson
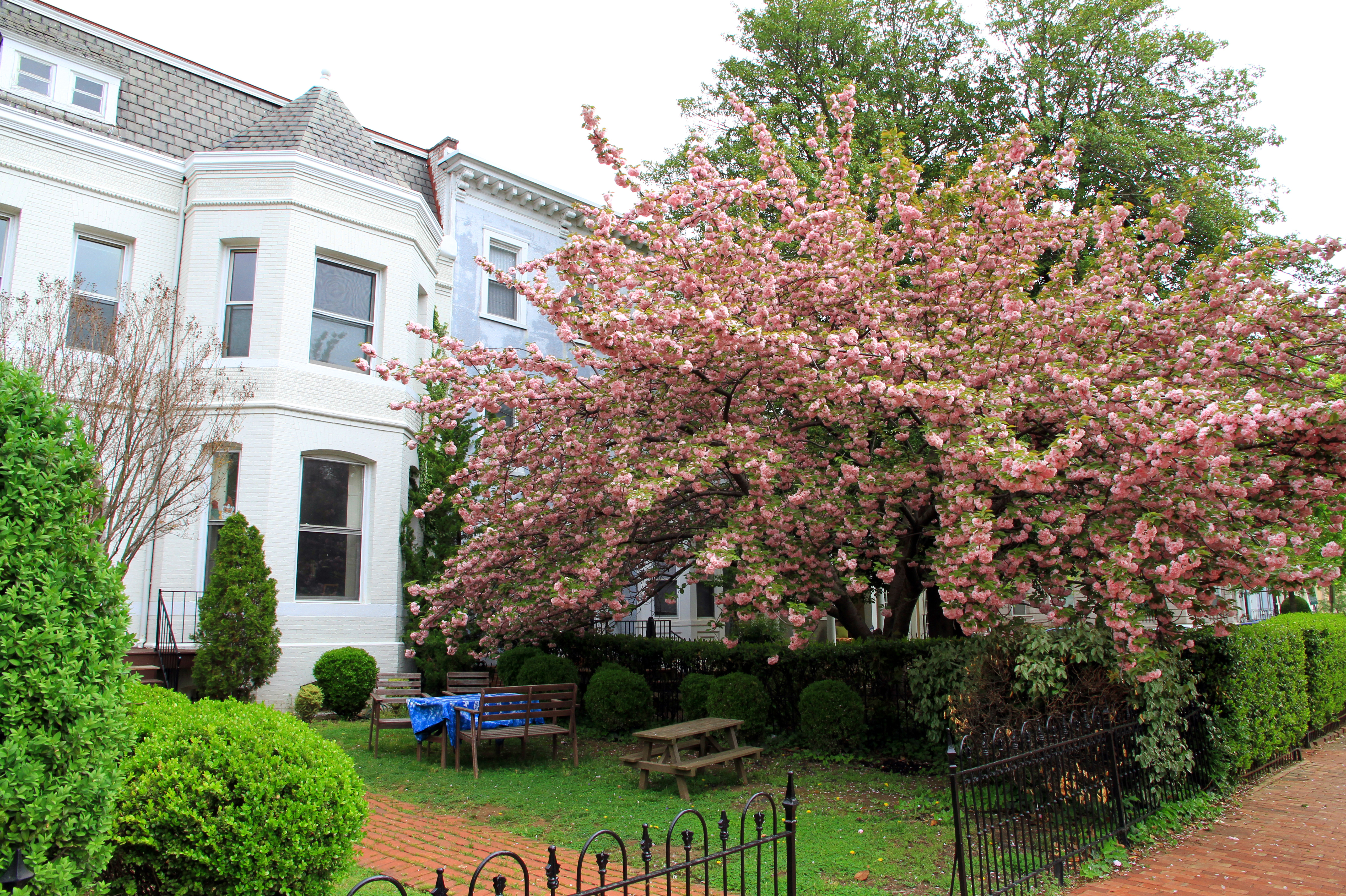
Capitol Hill
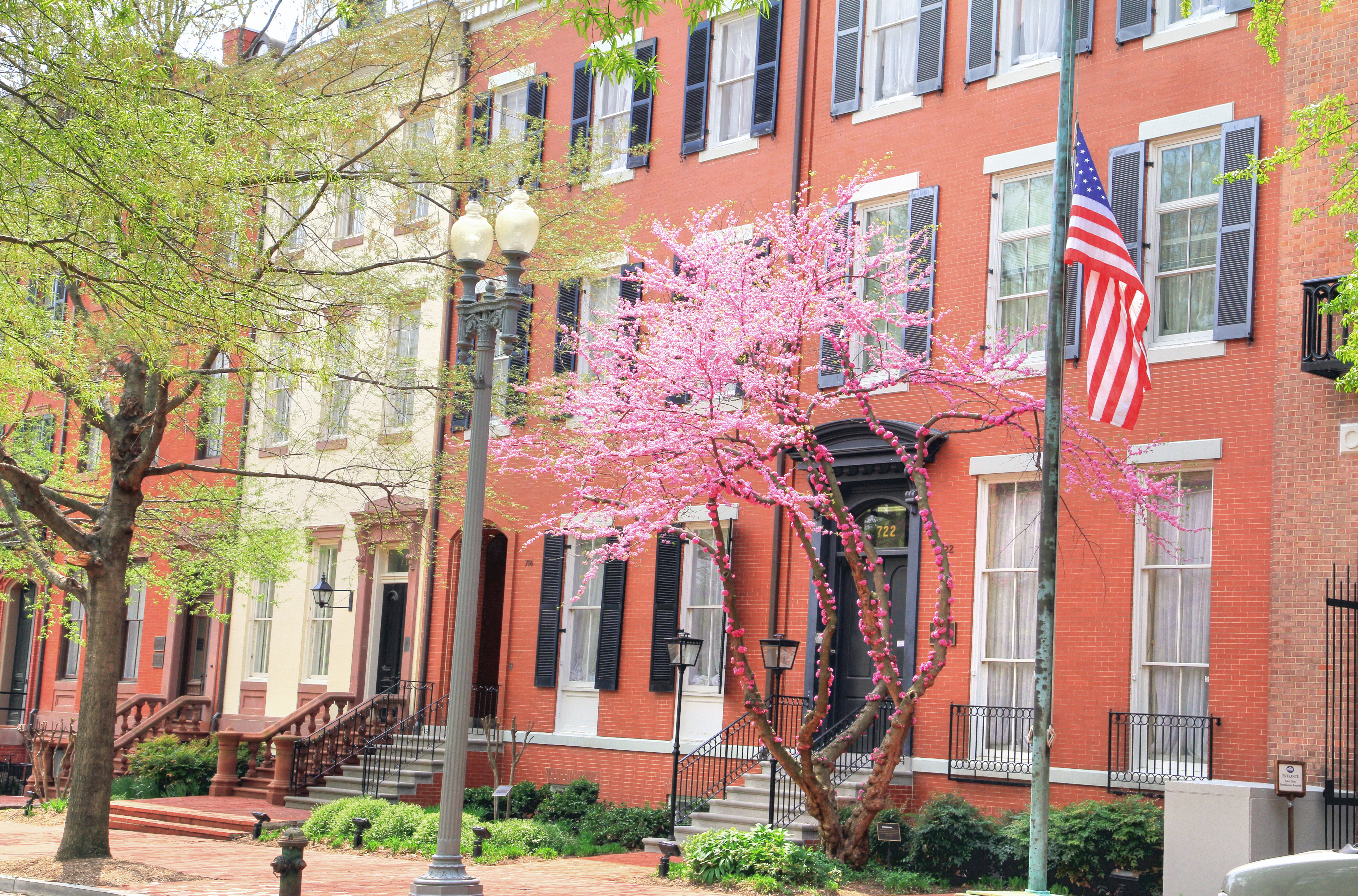
Jackson Place en Plaza Lafayette
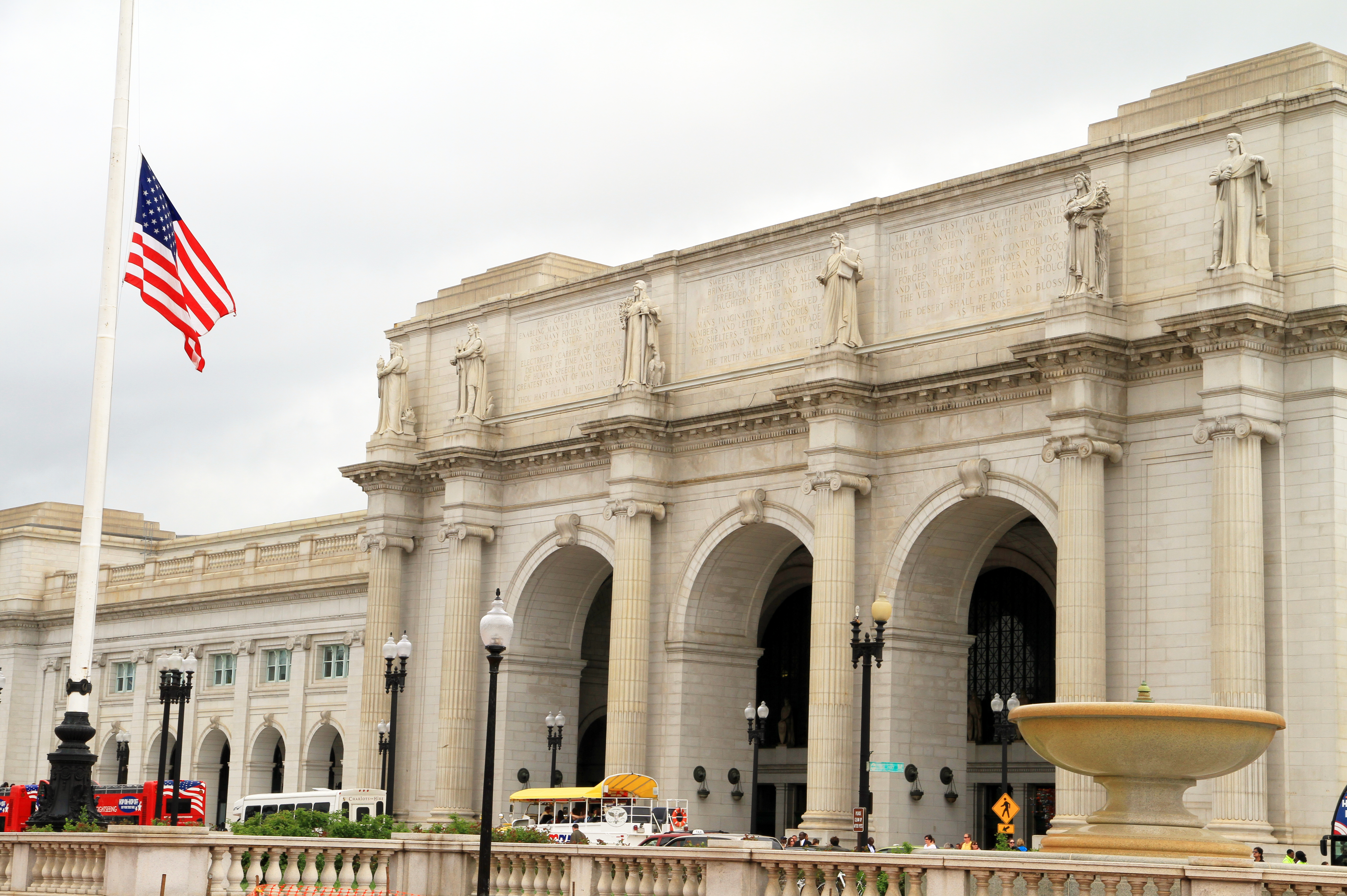
Union Station
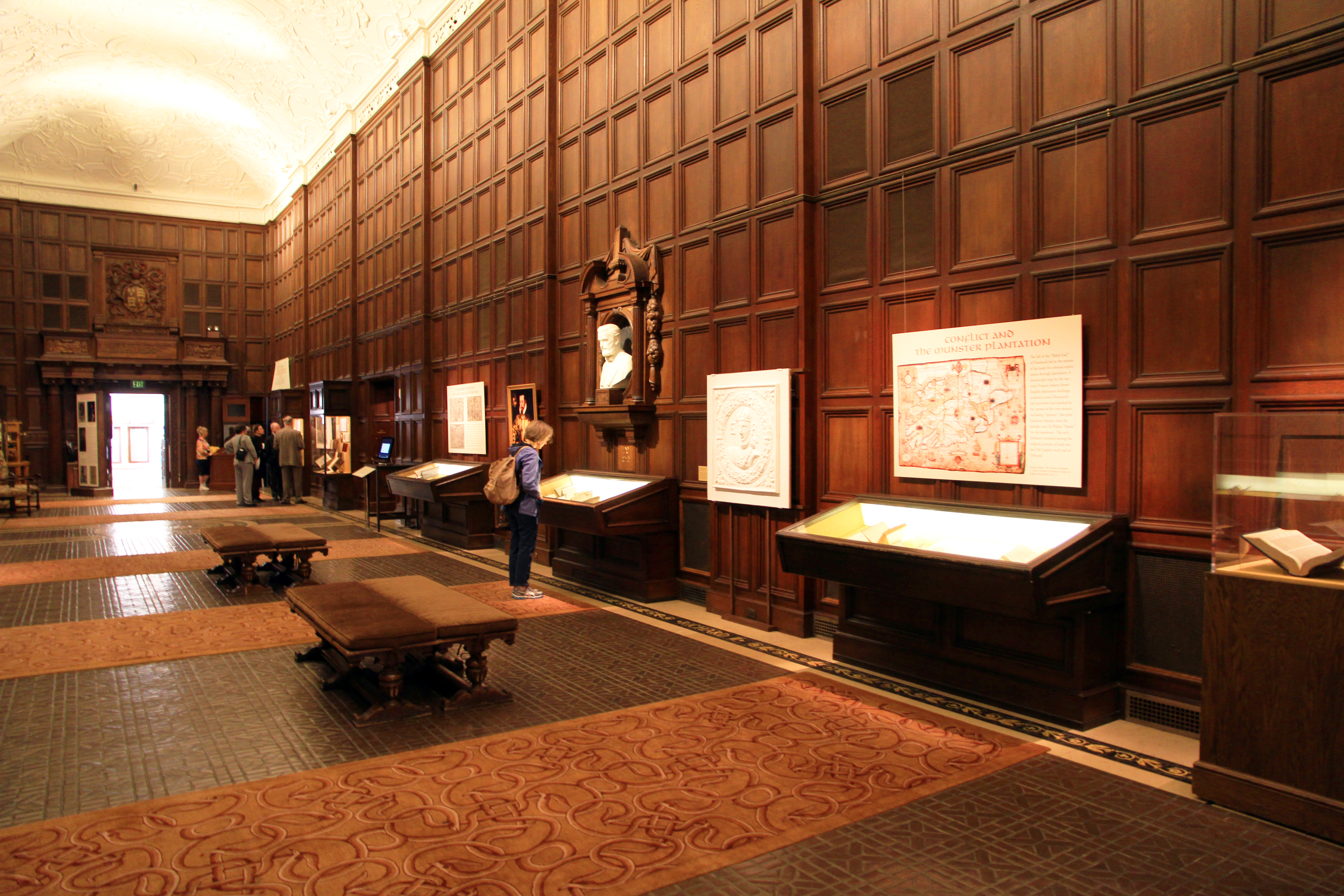
Biblioteca Folger Shakespeare

| Predecesor: París | Sede de las Sesiones del Comité del Patrimonio de la Humanidad 1978 | Sucesor: El Cairo y Luxor |